# 1930
Portal Geschichte | Portal Biografien | Aktuelle Ereignisse | Jahreskalender | Tagesartikel

◄ |
19. Jahrhundert |
20. Jahrhundert
| 21. Jahrhundert

◄ |
1900er |
1910er |
1920er |
1930er
| 1940er | 1950er | 1960er | ►

◄◄ |
◄ |
1926 |
1927 |
1928 |
1929 |
1930
| 1931 | 1932 | 1933 | 1934 | ► | ►►
Staatsoberhäupter · Wahlen · Nekrolog  · Literaturjahr · Musikjahr · Filmjahr · Rundfunkjahr · Sportjahr
| Januar | Januar | Januar | Januar | Januar | Januar | Januar | Januar |
| Kw     | Mo     | Di     | Mi     | Do     | Fr     | Sa     | So     |
| ------ | ------ | ------ | ------ | ------ | ------ | ------ | ------ |
| 1      |        |        | 1      | 2      | 3      | 4      | 5      |
| 2      | 6      | 7      | 8      | 9      | 10     | 11     | 12     |
| 3      | 13     | 14     | 15     | 16     | 17     | 18     | 19     |
| 4      | 20     | 21     | 22     | 23     | 24     | 25     | 26     |
| 5      | 27     | 28     | 29     | 30     | 31     |        |        |

| Februar | Februar | Februar | Februar | Februar | Februar | Februar | Februar |
| Kw      | Mo      | Di      | Mi      | Do      | Fr      | Sa      | So      |
| ------- | ------- | ------- | ------- | ------- | ------- | ------- | ------- |
| 5       |         |         |         |         |         | 1       | 2       |
| 6       | 3       | 4       | 5       | 6       | 7       | 8       | 9       |
| 7       | 10      | 11      | 12      | 13      | 14      | 15      | 16      |
| 8       | 17      | 18      | 19      | 20      | 21      | 22      | 23      |
| 9       | 24      | 25      | 26      | 27      | 28      |         |         |

| März | März | März | März | März | März | März | März |
| Kw   | Mo   | Di   | Mi   | Do   | Fr   | Sa   | So   |
| ---- | ---- | ---- | ---- | ---- | ---- | ---- | ---- |
| 9    |      |      |      |      |      | 1    | 2    |
| 10   | 3    | 4    | 5    | 6    | 7    | 8    | 9    |
| 11   | 10   | 11   | 12   | 13   | 14   | 15   | 16   |
| 12   | 17   | 18   | 19   | 20   | 21   | 22   | 23   |
| 1    | 24   | 25   | 26   | 27   | 28   | 29   | 30   |
| 14   | 31   |      |      |      |      |      |      |

| April | April | April | April | April | April | April | April |
| Kw    | Mo    | Di    | Mi    | Do    | Fr    | Sa    | So    |
| ----- | ----- | ----- | ----- | ----- | ----- | ----- | ----- |
| 14    |       | 1     | 2     | 3     | 4     | 5     | 6     |
| 15    | 7     | 8     | 9     | 10    | 11    | 12    | 13    |
| 16    | 14    | 15    | 16    | 17    | 18    | 19    | 20    |
| 17    | 21    | 22    | 23    | 24    | 25    | 26    | 27    |
| 18    | 28    | 29    | 30    |       |       |       |       |

| Mai | Mai | Mai | Mai | Mai | Mai | Mai | Mai |
| Kw  | Mo  | Di  | Mi  | Do  | Fr  | Sa  | So  |
| --- | --- | --- | --- | --- | --- | --- | --- |
| 18  |     |     |     | 1   | 2   | 3   | 4   |
| 19  | 5   | 6   | 7   | 8   | 9   | 10  | 11  |
| 20  | 12  | 13  | 14  | 15  | 16  | 17  | 18  |
| 21  | 19  | 20  | 21  | 22  | 23  | 24  | 25  |
| 22  | 26  | 27  | 28  | 29  | 30  | 31  |     |

| Juni | Juni | Juni | Juni | Juni | Juni | Juni | Juni |
| Kw   | Mo   | Di   | Mi   | Do   | Fr   | Sa   | So   |
| ---- | ---- | ---- | ---- | ---- | ---- | ---- | ---- |
| 22   |      |      |      |      |      |      | 1    |
| 23   | 2    | 3    | 4    | 5    | 6    | 7    | 8    |
| 24   | 9    | 10   | 11   | 12   | 13   | 14   | 15   |
| 25   | 16   | 17   | 18   | 19   | 20   | 21   | 22   |
| 26   | 23   | 24   | 25   | 26   | 27   | 28   | 29   |
| 27   | 30   |      |      |      |      |      |      |

| Juli | Juli | Juli | Juli | Juli | Juli | Juli | Juli |
| Kw   | Mo   | Di   | Mi   | Do   | Fr   | Sa   | So   |
| ---- | ---- | ---- | ---- | ---- | ---- | ---- | ---- |
| 27   |      | 1    | 2    | 3    | 4    | 5    | 6    |
| 2    | 7    | 8    | 9    | 10   | 11   | 12   | 13   |
| 29   | 14   | 15   | 16   | 17   | 18   | 19   | 20   |
| 30   | 21   | 22   | 23   | 24   | 25   | 26   | 27   |
| 31   | 28   | 29   | 30   | 31   |      |      |      |

| August | August | August | August | August | August | August | August |
| Kw     | Mo     | Di     | Mi     | Do     | Fr     | Sa     | So     |
| ------ | ------ | ------ | ------ | ------ | ------ | ------ | ------ |
| 31     |        |        |        |        | 1      | 2      | 3      |
| 32     | 4      | 5      | 6      | 7      | 8      | 9      | 10     |
| 33     | 11     | 12     | 13     | 14     | 15     | 16     | 17     |
| 34     | 18     | 19     | 20     | 21     | 22     | 23     | 24     |
| 35     | 25     | 26     | 27     | 28     | 29     | 30     | 31     |

| September | September | September | September | September | September | September | September |
| Kw        | Mo        | Di        | Mi        | Do        | Fr        | Sa        | So        |
| --------- | --------- | --------- | --------- | --------- | --------- | --------- | --------- |
| 36        | 1         | 2         | 3         | 4         | 5         | 6         | 7         |
| 37        | 8         | 9         | 10        | 11        | 12        | 13        | 14        |
| 38        | 15        | 16        | 17        | 18        | 19        | 20        | 21        |
| 39        | 22        | 23        | 24        | 25        | 26        | 27        | 28        |
| 40        | 29        | 30        |           |           |           |           |           |

| Oktober | Oktober | Oktober | Oktober | Oktober | Oktober | Oktober | Oktober |
| Kw      | Mo      | Di      | Mi      | Do      | Fr      | Sa      | So      |
| ------- | ------- | ------- | ------- | ------- | ------- | ------- | ------- |
| 40      |         |         | 1       | 2       | 3       | 4       | 5       |
| 41      | 6       | 7       | 8       | 9       | 10      | 11      | 12      |
| 42      | 13      | 14      | 15      | 16      | 17      | 18      | 19      |
| 43      | 20      | 21      | 22      | 23      | 24      | 25      | 26      |
| 44      | 27      | 28      | 29      | 30      | 31      |         |         |

| November | November | November | November | November | November | November | November |
| Kw       | Mo       | Di       | Mi       | Do       | Fr       | Sa       | So       |
| -------- | -------- | -------- | -------- | -------- | -------- | -------- | -------- |
| 44       |          |          |          |          |          | 1        | 2        |
| 45       | 3        | 4        | 5        | 6        | 7        | 8        | 9        |
| 46       | 10       | 11       | 12       | 13       | 14       | 15       | 16       |
| 47       | 17       | 18       | 19       | 20       | 21       | 22       | 23       |
| 48       | 24       | 25       | 26       | 27       | 28       | 29       | 30       |

| Dezember | Dezember | Dezember | Dezember | Dezember | Dezember | Dezember | Dezember |
| Kw       | Mo       | Di       | Mi       | Do       | Fr       | Sa       | So       |
| -------- | -------- | -------- | -------- | -------- | -------- | -------- | -------- |
| 49       | 1        | 2        | 3        | 4        | 5        | 6        | 7        |
| 50       | 8        | 9        | 10       | 11       | 12       | 13       | 14       |
| 51       | 15       | 16       | 17       | 18       | 19       | 20       | 21       |
| 52       | 22       | 23       | 24       | 25       | 26       | 27       | 28       |
| 1        | 29       | 30       | 31       |          |          |          |          |

| Januar | Januar | Januar | Januar | Januar | Januar | Januar | Januar |
| Kw     | Mo     | Di     | Mi     | Do     | Fr     | Sa     | So     |
| ------ | ------ | ------ | ------ | ------ | ------ | ------ | ------ |
| 1      |        |        | 1      | 2      | 3      | 4      | 5      |
| 2      | 6      | 7      | 8      | 9      | 10     | 11     | 12     |
| 3      | 13     | 14     | 15     | 16     | 17     | 18     | 19     |
| 4      | 20     | 21     | 22     | 23     | 24     | 25     | 26     |
| 5      | 27     | 28     | 29     | 30     | 31     |        |        |

| Februar | Februar | Februar | Februar | Februar | Februar | Februar | Februar |
| Kw      | Mo      | Di      | Mi      | Do      | Fr      | Sa      | So      |
| ------- | ------- | ------- | ------- | ------- | ------- | ------- | ------- |
| 5       |         |         |         |         |         | 1       | 2       |
| 6       | 3       | 4       | 5       | 6       | 7       | 8       | 9       |
| 7       | 10      | 11      | 12      | 13      | 14      | 15      | 16      |
| 8       | 17      | 18      | 19      | 20      | 21      | 22      | 23      |
| 9       | 24      | 25      | 26      | 27      | 28      |         |         |

| März | März | März | März | März | März | März | März |
| Kw   | Mo   | Di   | Mi   | Do   | Fr   | Sa   | So   |
| ---- | ---- | ---- | ---- | ---- | ---- | ---- | ---- |
| 9    |      |      |      |      |      | 1    | 2    |
| 10   | 3    | 4    | 5    | 6    | 7    | 8    | 9    |
| 11   | 10   | 11   | 12   | 13   | 14   | 15   | 16   |
| 12   | 17   | 18   | 19   | 20   | 21   | 22   | 23   |
| 1    | 24   | 25   | 26   | 27   | 28   | 29   | 30   |
| 14   | 31   |      |      |      |      |      |      |

| April | April | April | April | April | April | April | April |
| Kw    | Mo    | Di    | Mi    | Do    | Fr    | Sa    | So    |
| ----- | ----- | ----- | ----- | ----- | ----- | ----- | ----- |
| 14    |       | 1     | 2     | 3     | 4     | 5     | 6     |
| 15    | 7     | 8     | 9     | 10    | 11    | 12    | 13    |
| 16    | 14    | 15    | 16    | 17    | 18    | 19    | 20    |
| 17    | 21    | 22    | 23    | 24    | 25    | 26    | 27    |
| 18    | 28    | 29    | 30    |       |       |       |       |

| Mai | Mai | Mai | Mai | Mai | Mai | Mai | Mai |
| Kw  | Mo  | Di  | Mi  | Do  | Fr  | Sa  | So  |
| --- | --- | --- | --- | --- | --- | --- | --- |
| 18  |     |     |     | 1   | 2   | 3   | 4   |
| 19  | 5   | 6   | 7   | 8   | 9   | 10  | 11  |
| 20  | 12  | 13  | 14  | 15  | 16  | 17  | 18  |
| 21  | 19  | 20  | 21  | 22  | 23  | 24  | 25  |
| 22  | 26  | 27  | 28  | 29  | 30  | 31  |     |

| Juni | Juni | Juni | Juni | Juni | Juni | Juni | Juni |
| Kw   | Mo   | Di   | Mi   | Do   | Fr   | Sa   | So   |
| ---- | ---- | ---- | ---- | ---- | ---- | ---- | ---- |
| 22   |      |      |      |      |      |      | 1    |
| 23   | 2    | 3    | 4    | 5    | 6    | 7    | 8    |
| 24   | 9    | 10   | 11   | 12   | 13   | 14   | 15   |
| 25   | 16   | 17   | 18   | 19   | 20   | 21   | 22   |
| 26   | 23   | 24   | 25   | 26   | 27   | 28   | 29   |
| 27   | 30   |      |      |      |      |      |      |

| Juli | Juli | Juli | Juli | Juli | Juli | Juli | Juli |
| Kw   | Mo   | Di   | Mi   | Do   | Fr   | Sa   | So   |
| ---- | ---- | ---- | ---- | ---- | ---- | ---- | ---- |
| 27   |      | 1    | 2    | 3    | 4    | 5    | 6    |
| 2    | 7    | 8    | 9    | 10   | 11   | 12   | 13   |
| 29   | 14   | 15   | 16   | 17   | 18   | 19   | 20   |
| 30   | 21   | 22   | 23   | 24   | 25   | 26   | 27   |
| 31   | 28   | 29   | 30   | 31   |      |      |      |

| August | August | August | August | August | August | August | August |
| Kw     | Mo     | Di     | Mi     | Do     | Fr     | Sa     | So     |
| ------ | ------ | ------ | ------ | ------ | ------ | ------ | ------ |
| 31     |        |        |        |        | 1      | 2      | 3      |
| 32     | 4      | 5      | 6      | 7      | 8      | 9      | 10     |
| 33     | 11     | 12     | 13     | 14     | 15     | 16     | 17     |
| 34     | 18     | 19     | 20     | 21     | 22     | 23     | 24     |
| 35     | 25     | 26     | 27     | 28     | 29     | 30     | 31     |

| September | September | September | September | September | September | September | September |
| Kw        | Mo        | Di        | Mi        | Do        | Fr        | Sa        | So        |
| --------- | --------- | --------- | --------- | --------- | --------- | --------- | --------- |
| 36        | 1         | 2         | 3         | 4         | 5         | 6         | 7         |
| 37        | 8         | 9         | 10        | 11        | 12        | 13        | 14        |
| 38        | 15        | 16        | 17        | 18        | 19        | 20        | 21        |
| 39        | 22        | 23        | 24        | 25        | 26        | 27        | 28        |
| 40        | 29        | 30        |           |           |           |           |           |

| Oktober | Oktober | Oktober | Oktober | Oktober | Oktober | Oktober | Oktober |
| Kw      | Mo      | Di      | Mi      | Do      | Fr      | Sa      | So      |
| ------- | ------- | ------- | ------- | ------- | ------- | ------- | ------- |
| 40      |         |         | 1       | 2       | 3       | 4       | 5       |
| 41      | 6       | 7       | 8       | 9       | 10      | 11      | 12      |
| 42      | 13      | 14      | 15      | 16      | 17      | 18      | 19      |
| 43      | 20      | 21      | 22      | 23      | 24      | 25      | 26      |
| 44      | 27      | 28      | 29      | 30      | 31      |         |         |

| November | November | November | November | November | November | November | November |
| Kw       | Mo       | Di       | Mi       | Do       | Fr       | Sa       | So       |
| -------- | -------- | -------- | -------- | -------- | -------- | -------- | -------- |
| 44       |          |          |          |          |          | 1        | 2        |
| 45       | 3        | 4        | 5        | 6        | 7        | 8        | 9        |
| 46       | 10       | 11       | 12       | 13       | 14       | 15       | 16       |
| 47       | 17       | 18       | 19       | 20       | 21       | 22       | 23       |
| 48       | 24       | 25       | 26       | 27       | 28       | 29       | 30       |

| Dezember | Dezember | Dezember | Dezember | Dezember | Dezember | Dezember | Dezember |
| Kw       | Mo       | Di       | Mi       | Do       | Fr       | Sa       | So       |
| -------- | -------- | -------- | -------- | -------- | -------- | -------- | -------- |
| 49       | 1        | 2        | 3        | 4        | 5        | 6        | 7        |
| 50       | 8        | 9        | 10       | 11       | 12       | 13       | 14       |
| 51       | 15       | 16       | 17       | 18       | 19       | 20       | 21       |
| 52       | 22       | 23       | 24       | 25       | 26       | 27       | 28       |
| 1        | 29       | 30       | 31       |          |          |          |          |

## Ereignisse

### Politik und Weltgeschehen

#### Deutschland
- 1. Januar: Die Arbeitslosenversicherung wird im Deutschen Reich von 3 auf 3,5 % angehoben.

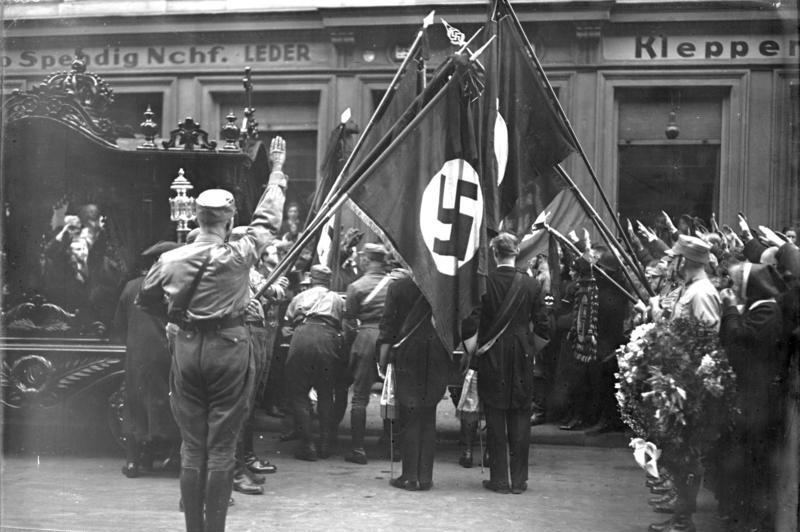
Beisetzung Horst Wessels in Berlin, 1930

- 14. Januar: Eine kommunistische Gruppe überfällt den Nationalsozialisten Horst Wessel, der den Text für das SA-Kampflied „Die Fahne hoch“ verfasst hat. Er stirbt am 23. Februar an der erlittenen Schussverletzung. Die NSDAP nutzt Wessels Tod propagandistisch: er wird zum „Märtyrer der Bewegung“ stilisiert.
- 27. März: Das Kabinett Müller II, eine große Koalition, zerbricht wegen Streit zwischen SPD und DVP über Finanzierungsbeiträge zur Arbeitslosenversicherung. (Anfang vom Ende der Weimarer Republik)
- 29. März: Heinrich Brüning wird zum Reichskanzler ernannt.
- 30. Juni: Die alliierte Rheinlandbesetzung endet fünf Jahre früher als ursprünglich beabsichtigt. Mit dem Truppenabzug folgen die Siegermächte des Ersten Weltkriegs Vereinbarungen im Umfeld des Young-Plans.
- 18. Juli: Auflösung des Reichstages durch Reichspräsidenten Paul von Hindenburg
- 22. Juli: Nationale Befreiungsfeier zum Ende der Alliierten Rheinlandbesetzung in Koblenz unter Teilnahme von Reichspräsident Paul von Hindenburg
- 14. September: Bei der Reichstagswahl 1930 wird die NSDAP zweitstärkste Partei.
- 1. Oktober: Nach Landtagswahlen im Freistaat Braunschweig entsteht dort die reichsweit erste Koalition mit NSDAP-Beteiligung, sie bildet mit der DNVP eine Regierung. Die NSDAP stellt den Minister für Inneres und Volksbildung.
- Unterzeichnung der Haager Schlussakte, mit der die Reparationszahlungen Deutschlands abschließend geregelt werden
- Wurzbach in Thüringen erhält das Stadtrecht.

#### Weitere Ereignisse in Europa
- 1. Januar: Jean-Marie Musy wird erneut Bundespräsident der Schweiz.
- 22. Januar bis 22. April: Londoner Flottenkonferenz von 1930 zwischen den USA, Großbritannien und Japan (Frankreich und Italien nehmen nur beobachtend teil)
- 18. Mai: Auf einer in Korneuburg (Österreich) abgehaltenen Generalversammlung des Heimatschutzverbandes Niederösterreich schwören die anwesenden Heimwehrmänner und sonstigen Delegierten auf das vom Heimwehrbundesführer Richard Steidle verlesene Gelöbnis, den so genannten Korneuburger Eid, und legen damit ein offenes Bekenntnis zum Faschismus ab.
- 6. Juni: Carol II. wird König von Rumänien.
- 27. Juni: In Island wird das 1000-jährige Bestehen des Althing, des isländischen Parlaments, gefeiert.
- 9. November: Nationalratswahl in Österreich: Die Sozialdemokratische Arbeiterpartei Deutschösterreichs wird stimmen- und mandatsstärkste Partei.

#### Britisch-Indien

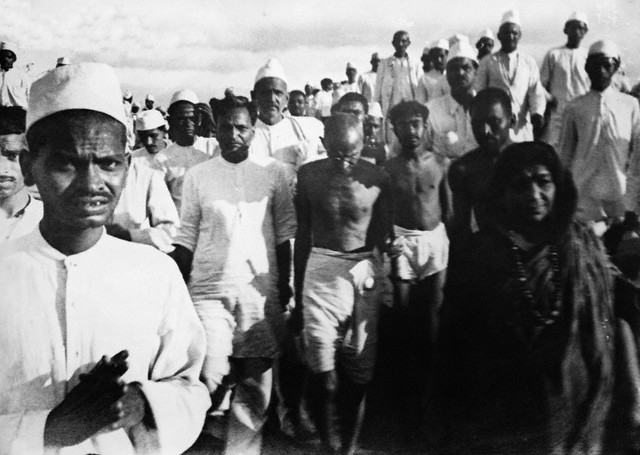
Gandhi (Bildmitte, mit gesenktem Haupt) während des Salzmarsches, März–April 1930

- 12. März: Mahatma Gandhi führt den Salzmarsch gegen das britische Salzmonopol an.
- 18. April: In der bengalischen, zu Britisch-Indien gehörenden Hafenstadt Chittagong kommt es zu einem bewaffneten Aufstand gegen die britische Kolonialmacht. Dieser „Chittagong-Aufstand“ wird nach einigen Tagen niedergeschlagen.

#### Weitere Ereignisse in Asien
- 2. Januar: Gewaltenteilung in der Republik China (1912–1949). Präsident Chiang Kai-shek behält die zivile Gewalt, Yan Xishan die militärische Gewalt.
- 30. September: In einer formellen Zeremonie wird das britische Pachtgebiet Weihaiwei an die nationalchinesische Regierung übergeben. Der Souveränitätswechsel tritt am Folgetag in Kraft.

#### Afrika
- 20. Juni: Der ägyptisch-sudanesische König Fu'ād I. beruft Ismail Sidqi Pascha zum neuen Regierungschef des Königreichs Ägypten, welcher mit der Errichtung einer Diktatur nach dem Vorbild Benito Mussolinis beginnt.
- 27. Oktober: Der diktatorisch regierende ägyptische Premierminister Ismail Sidqi Pascha setzt eine neue reaktionäre Verfassung auf und festigt seine Diktatur und erweitert die Macht des Königs.
- 2. November: Haile Selassie (Äthiopier Ras Tafari Makonnen) wird zum Kaiser bzw. zum „König der Könige“ gekrönt.

#### Südamerika

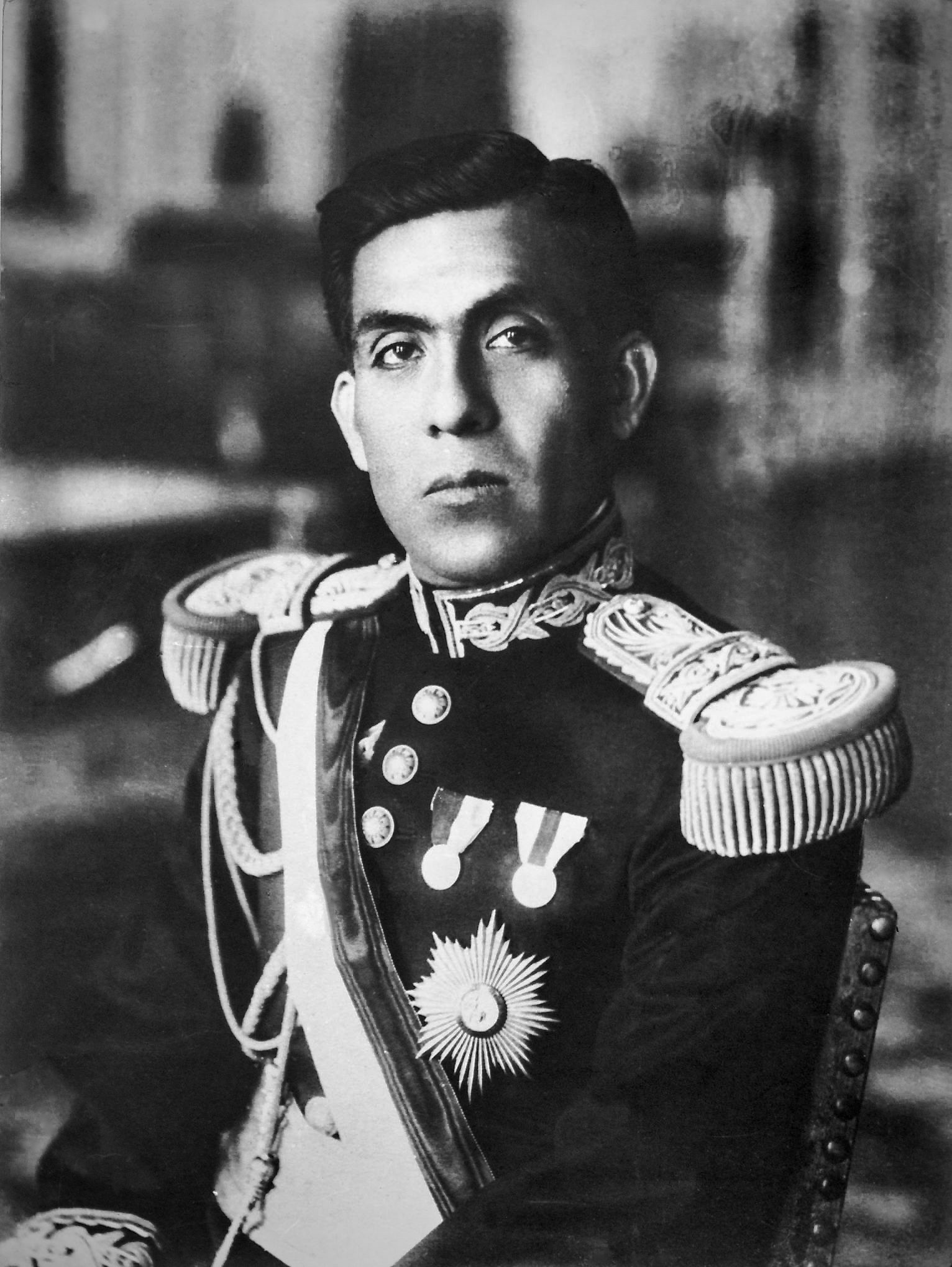
Luis Miguel Sánchez Cerro

- 22. August: Der peruanische Staatspräsident Augusto Leguía y Salcedo wird in einem vom General Luis Miguel Sánchez Cerro angeführten Putsch abgesetzt und inhaftiert. Der General übernimmt de facto das Präsidentenamt.
- 3. November: Nach einem Militärputsch im Oktober übernimmt Getúlio Dornelles Vargas das anschließend mit diktatorischen Vollmachten ausgestattete Amt des brasilianischen Präsidenten. Der gewählte Bewerber für das Präsidentenamt, Júlio Prestes, wird es niemals antreten.

### Wirtschaft
- 1. Januar: Die kommunistische Zeitung Daily Worker erscheint erstmals in Großbritannien.
- 17. April: Inbetriebnahme der Nord-Süd-Leitung
- 1. Mai: Die Einführung der Mineralölsteuer in Deutschland bewirkt höhere Benzinpreise.
- 17. Juni: Der Smoot-Hawley Tariff Act tritt in Kraft, er erhöht die amerikanischen Zölle auf Rekordniveau.
- 8. Juli: Die Bayerische Zugspitzbahn verkehrt auf der gesamten Strecke von Garmisch-Partenkirchen bis zum Schneefernerhaus auf der Zugspitze.
- 23. September: Für die von ihm erfundene Blitzlichtbirne erhält der Deutsche Johannes Ostermeier Patentschutz in den USA.
- 2. Oktober: Henry Ford legt in Köln den Grundstein für ein Ford-Autowerk.
- 18. November: Blitz heißt der neue Opel-Lkw aus Rüsselsheim. Die Adam Opel AG hat sich nach einem Preisausschreiben mit 1,5 Millionen Vorschlägen für diesen Namen entschieden.
- Fusion des Unternehmens Margarine Unie/Union und des Unternehmens Lever Brothers Ltd. zum Unternehmen Unilever
- Bankenkrise: Die Braunschweigische Staatsbank beteiligt sich am Bankhaus Löbbecke.

### Wissenschaft und Technik
- 13. Januar: Bei der British Australian and New Zealand Antarctic Research Expedition unter Sir Douglas Mawson wird eine Gruppe von zehn kleinen Inseln entdeckt, die den Namen Aagaard Islands erhält.
- 30. Januar: Eine vom sowjetischen Meteorologen Pawel Moltschanow gestartete Radiosonde an einem Wetterballon setzt den Standard für die weitere Entwicklung der Sonden. Sie misst Temperatur und Druck beim Aufstieg und funkt die Messwerte per Morsecode zum Empfänger.
- 18. Februar: Entdeckung des Zwergplaneten Pluto durch Clyde Tombaugh
- 19. bis 21. März: Die Europa, der bei Blohm & Voss gebaute neue Schnelldampfer des Norddeutschen Lloyd, tritt seine Jungfernreise nach New York an und gewinnt dabei das Blaue Band.
- 24. Mai: 19 Tage nach ihrem Start in Croydon landet Amy Johnson in Darwin und vollendet damit als erste Frau einen Alleinflug von England nach Australien.
- 27. Mai: Der Erfinder Richard Gurley Drew erhält ein US-Patent auf das von ihm erfundene Klebeband, das 3M vermarktet.
- 10. Juni: In Oberstdorf wird die Nebelhornbahn als weltweit längste Personenseilschwebebahn eröffnet.
- 11. Juli: Das erste Bildtelegramm wird aus Berlin ins chinesische Nanking über Kurzwelle übertragen.
- 13. August: An der 1924 vom Ozeanographen Wladimir Wiese vorausberechneten Stelle wird die nach ihm benannte Wiese-Insel im Nordpolarmeer vom sowjetischen Eisbrecher Sedow entdeckt.
- 13. Oktober: Major Nello Marinelli, Italien, fliegt mit einem von Corradino D’Ascanio konstruierten Koaxialhubschrauber 1.078 Meter weit: Weltrekord.
- 13. Oktober: Erstflug der Ju 52
- 21. November: Im württembergischen Mühlacker beginnt der erste deutsche Großrundfunksender mit seinen Ausstrahlungen.
- November: Am Skarnsund in der Kommune Inderøy im norwegischen Fylke Trøndelag werden die 13 Felsritzungen von Kvennavika gefunden.
- 14. Dezember: Dem Physiker Manfred von Ardenne gelingt im Laborversuch die weltweit erste vollelektronische Fernsehübertragung mit einer Kathodenstrahlröhre.
- Wolfgang Pauli postuliert die Existenz des Neutrinos.
- Kurt Gödel veröffentlicht seinen Unvollständigkeitssatz.
- Walther Bothe und Herbert Becker entdecken die Neutronen.
- Paul Dirac veröffentlicht The Principles of Quantum Mechanics.
- George Gamow gibt sein Tröpfchenmodell des Atomkerns an.
- Philo Taylor Farnsworth beschreibt und patentiert die Idee zum Bau eines Sekundärelektronen-Vervielfachers (Photomultiplier).
- Erstbeschreibung des Grisel-Syndroms durch den späteren Namensgeber Pierre Grisel (1869–1959), einen französischen Chirurgen

### Kultur

#### Architektur und Bildende Kunst
- 2. Oktober: In Berlin werden die Sammlungen in Alfred Messels monumentalem Dreiflügelbau des zweiten Pergamonmuseums auf der Museumsinsel eröffnet.
- 31. Oktober: In Bielefeld wird die Rudolf-Oetker-Halle eingeweiht, für die der Wiener Große Musikvereinssaal Pate gestanden hat.
- James Guthrie malt das Gruppenporträt Some Statesmen of the Great War im Auftrag der National Portrait Gallery.

#### Film
- 16. August: Nachdem er die Disney-Studios verlassen hat, veröffentlicht Ub Iwerks mit Fiddlesticks den ersten farbigen Ton-Zeichentrickfilm.
- 18. August: In einem Micky-Maus-Trickfilm der Disney Company tritt zum ersten Mal der Hund Pluto auf. Er ist als Bluthund dem ausgebrochenen Sträfling Micky auf der Spur.
- 10. September: Der US-amerikanische Fox-Konzern führt in Deutschland die „tönende“ Wochenschau ein.
- 5. Dezember: Premiere des Antikriegsfilmes Im Westen nichts Neues nach Erich Maria Remarques gleichnamigem Roman
- 10. Dezember: Über Luis Buñuels surrealistischen Tonfilm Das goldene Zeitalter wird in Frankreich ein Aufführungsverbot verhängt. Es dauert bis zum Jahr 1981 an.
- Der deutsche Film Das Flötenkonzert von Sans-souci wird veröffentlicht.

#### Musik und Theater
- 6. Januar: Uraufführung der komischen Oper Le Roi d'Yvetot von Jacques Ibert an der Opéra-Comique in Paris
- 14. Januar: Uraufführung des Musicals Strike up the Band von George Gershwin am Times Square Theatre in New York
- 8. Februar: Uraufführung der Operette Der Tenor der Herzogin von Eduard Künneke am Neuen Deutschen Theater in Prag
- 21. Februar: Uraufführung der Operette Viktoria und ihr Husar von Paul Abraham in Budapest
- 9. März: Uraufführung der Oper Aufstieg und Fall der Stadt Mahagonny von Kurt Weill in Leipzig
- 29. März: Uraufführung des Musikalischen Lustspiels Meine Schwester und ich am Berliner Komödienhaus
- 3. Oktober: Uraufführung der Oper Vom Fischer und syner Frau von Othmar Schoeck an der Staatsoper in Dresden
- 14. Oktober: Uraufführung des Musicals Girl Crazy von George Gershwin am Alvin Theatre in New York
- 8. November: Uraufführung des Singspiels Im weißen Rößl von Ralph Benatzky im Großen Schauspielhaus in Berlin
- 9. November: Uraufführung der Oper Soldaten von Manfred Gurlitt in Düsseldorf
- 29. November: Uraufführung der romantischen Oper Morana von Jakov Gotovac in Brünn
- 3. Dezember: Uraufführung der Operette Schön ist die Welt von Franz Lehár am Metropol-Theater in Berlin
- 12. Dezember: Uraufführung der Operette Les Aventures du Roi Pausole von Arthur Honegger am Théâtre des Bouffes-Parisiens in Paris
- 26. Dezember: Uraufführung der Operette Der verlorene Walzer von Robert Stolz in Dresden

#### Sonstiges
- Der Kummerbund zum Smoking beginnt sich in Kontinentaleuropa durchzusetzen.
- Eröffnung des Karl Ernst Osthaus-Museums

### Gesellschaft
- 24. Mai: Die Düsseldorfer Polizei kann Peter Kürten festnehmen und damit eine monatelange Serie von Sexualmorden in ihrem Gebiet aufklären.
- 20. Juni: Mit der Sara-Kaba-Schau des Unternehmers Willy Siebold wird im Frankfurter Zoologischen Garten eine der letzten Völkerschauen eröffnet, die noch bis 1932 durch Mitteleuropa tourt.
- Die Gangster Al Capone und „Bugs“ Moran teilen Chicago unter sich auf.

### Religion
- 6. August: Generalkapitel der Zisterzienser eröffnet in der Abtei Mehrerau.
- 13. August: Das Bistum Berlin entsteht aus vier früheren Bistümern. Erster Bischof ist Christian Schreiber.
- 23. Oktober: Der Präsident der Chinesischen Republik, Chiang Kai-shek, tritt zum methodistischen Glauben über und wird getauft.
- Siebte Lambeth-Konferenz der Anglikanischen Kirche

### Katastrophen
- 6. Mai: Erdbeben der Stärke 7,2 im Iran: etwa 2.500 Tote
- 9. Juli: Bergwerksunglück in der Wenceslaus-Grube in Niederschlesien: 151 Tote
- 22. Juli: Brückenkatastrophe in Koblenz mit 38 Toten während der Rheinland-Befreiungsfeier
- 23. Juli: Erdbeben der Stärke 6,5 in Italien: 1.430 Tote
- Bei einem Ausbruch des Vulkans Merapi auf Java werden dreizehn Dörfer zerstört und 1400 Menschen von pyroklastischen Strömen getötet.

Kleinere Unglücksfälle sind in den Unterartikeln von Katastrophe und in der Liste von Katastrophen aufgeführt.

### Natur und Umwelt
- 11. September: Der Vulkan Stromboli bricht aus. Es ist, soweit bekannt, die bisher heftigste Eruption dieses ständig aktiven Vulkans.

### Sport
- 12. Juni: Max Schmeling wird Box-Weltmeister.
- 22. Juni: Hertha BSC gewinnt das Endspiel um die deutsche Fußballmeisterschaft im Düsseldorfer Rheinstadion mit 5:4 gegen Holstein Kiel.
- 13. Juli: Die erste Fußball-Weltmeisterschaft in Uruguay wird eröffnet. Im Auftaktspiel besiegt vor 1.000 Zuschauern Frankreich das Team Mexikos mit 4:1. Das erste Tor des Turniers erzielt der Franzose Lucien Laurent.
- 30. Juli: Bei der Fußballweltmeisterschaft gewinnt im Endspiel Gastgeber Uruguay gegen Argentinien mit 4:2.
- Skisport: Das Lauberhornrennen (Abfahrt) in Wengen/Schweiz findet zum ersten Mal statt.
- Das Todesrad wird in den USA erfunden.
- erste Tischtennisweltmeisterschaft in Deutschland
- Der US-Golfer Robert Tyre Jones Jr. genannt Bobby Jones gewinnt als erster und bisher einziger Golfer den Grand Slam.
- Die Federata Shqiptare e Futbollit wird in Tirana, Albanien gegründet. Sie ist heute der Chefverband der Albanischen Fußballnationalmannschaft.
- Es fanden drei größere Europameisterschaften statt.

## Nobelpreise
- Physik – C. V. Raman
- Chemie – Hans Fischer
- Medizin – Karl Landsteiner
- Literatur – Sinclair Lewis
- Friedensnobelpreis – Lars Olof Jonathan Söderblom

## Geboren

### Januar
- 01. Januar: Frank Agrama, ägyptischer Film- und Fernsehproduzent sowie Filmregisseur († 2023)
- 01. Januar: Abd al-Latif Dayfallah, jemenitischer Militär und Politiker († 2019)
- 01. Januar: Werner Heider, deutscher Komponist, Pianist und Dirigent
- 01. Januar: Klaus Kindler, deutscher Schauspieler und Synchronsprecher († 2001)
- 01. Januar: Dschafar an-Numairi, sudanesischer Politiker († 2009)
- 01. Januar: Ack van Rooyen, niederländischer Jazz-Trompeter († 2021)
- 01. Januar: Ali Ahmad Said, syrischer Lyriker
- 01. Januar: Frederick Wiseman, US-amerikanischer Regisseur
- 02. Januar: Manuel Marino Miniño, dominikanischer Komponist, Dirigent und Musikpädagoge († 1996)
- 02. Januar: Onsi Sawiris, ägyptischer Geschäftsmann († 2021)
- 02. Januar: Richard Toellner, deutscher Medizinhistoriker († 2019)
- 02. Januar: Donald E. Wimber, US-amerikanischer Biologe und Orchideenzüchter († 1997)
- 03. Januar: Ray Barra, US-amerikanischer Balletttänzer († 2025)
- 03. Januar: Jan Baszkiewicz, polnischer Rechtswissenschaftler, Historiker und Hochschullehrer († 2011)
- 03. Januar: Mara Corday, US-amerikanische Schauspielerin
- 03. Januar: Erich Lampert, deutscher Fußballspieler
- 03. Januar: Christel Looks-Theile, deutsche Journalistin und Schriftstellerin († 2015)
- 03. Januar: Bill Olson, US-amerikanischer Skispringer († 2021)
- 04. Januar: Christoph Albrecht, deutscher Organist, Dirigent und Komponist († 2016)
- 04. Januar: Ricardo Aronovich, argentinischer Kameramann
- 04. Januar: Ingeborg Cornelius, österreichische Schauspielerin († 2023)
- 04. Januar: Constantin Floros, griechisch-deutscher Musikwissenschaftler
- 04. Januar: Yasuo Takei, japanischer Unternehmer († 2006)
- 05. Januar: Edward Givens, amerikanischer Astronautenanwärter († 1967)
- 05. Januar: Hugh McLean, kanadischer Organist, Pianist, Cembalist, Musikpädagoge und -wissenschaftler († 2017)
- 05. Januar: Carl Nielsen, dänischer Ruderer († 1991)
- 06. Januar: Rafael Velásquez, venezolanischer Trompeter und Flügelhornist († 2009)
- 07. Januar: Gardy Granass, deutsche Filmschauspielerin
- 07. Januar: Mahmood Khayami, Pionier der iranischen Automobilindustrie († 2020)
- 07. Januar: Rudolf Röhrer, deutscher Journalist († 2012)
- 09. Januar: Günther Jahn, DDR-Politiker († 2015)
- 09. Januar: Ernst Dieter Lueg, deutscher Journalist († 2000) Ernst Dieter Lueg (re.) mit Willy Brandt, 1976

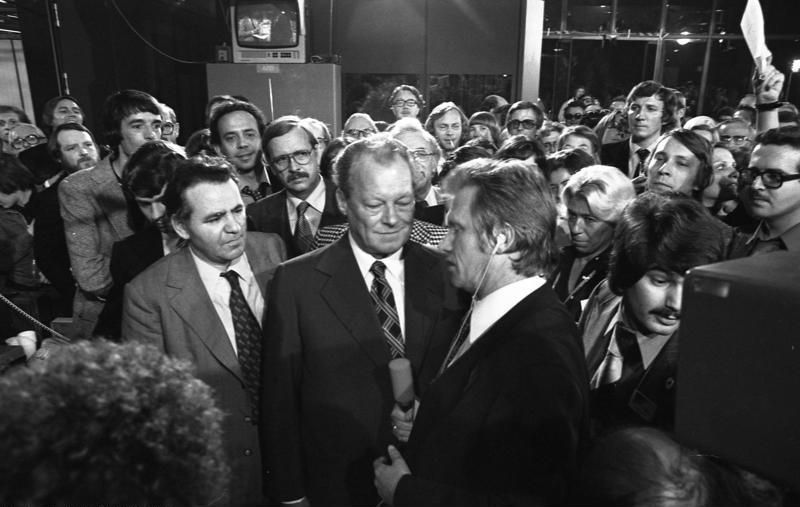
Ernst Dieter Lueg (re.) mit Willy Brandt, 1976

- 09. Januar: Carl-Ludwig Wagner, deutscher Politiker († 2012)
- 10. Januar: Roy E. Disney, Neffe des Gründers der Walt Disney Company († 2009)
- 11. Januar: Rod Taylor, australischer Schauspieler († 2015)
- 12. Januar: Mikio Andō, japanischer Kinderbuchautor, Literaturkritiker und Hochschullehrer († 1990)
- 12. Januar: Jack Guittet, französischer Fechter († 2025)
- 12. Januar: Jennifer Johnston, irische Schriftstellerin († 2025)
- 12. Januar: Glenn Yarbrough, US-amerikanischer Sänger († 2016)
- 13. Januar: Bobby Lester, US-amerikanischer Sänger († 1980)
- 13. Januar: Hanns Peters, deutscher Ruderer und katholischer Verbandsfunktionär († 2015)
- 14. Januar: Jürgen Feindt, deutscher Tänzer und Schauspieler († 1978)
- 14. Januar: Eckart Friedrichson, deutscher Schauspieler († 1976)
- 14. Januar: William Lienhard, US-amerikanischer Basketballspieler († 2022)
- 14. Januar: Christian Poirot, französischer Automobilrennfahrer und Rennstallbesitzer († 1979)
- 14. Januar: Kenny Wheeler, kanadischer Jazzmusiker († 2014)
- 15. Januar: Hédi Baccouche, tunesischer Politiker und Premierminister von Tunesien († 2020)
- 15. Januar: Michel Chapuis, französischer Organist († 2017)
- 15. Januar: Earl Hooker, US-amerikanischer Bluesmusiker († 1970)
- 15. Januar: John Unnerud, norwegischer Rallyefahrer († 2004)
- 16. Januar: Luki Botha, südafrikanischer Automobilrennfahrer († 2006)
- 16. Januar: Norman Podhoretz, US-amerikanischer Intellektueller
- 18. Januar: An Kyŏng-ho, nordkoreanischer Politiker († 2016)
- 19. Januar: Albert André, deutscher Priester († 2014)
- 19. Januar: Tippi Hedren, US-amerikanische Schauspielerin Tippi Hedren, 2006

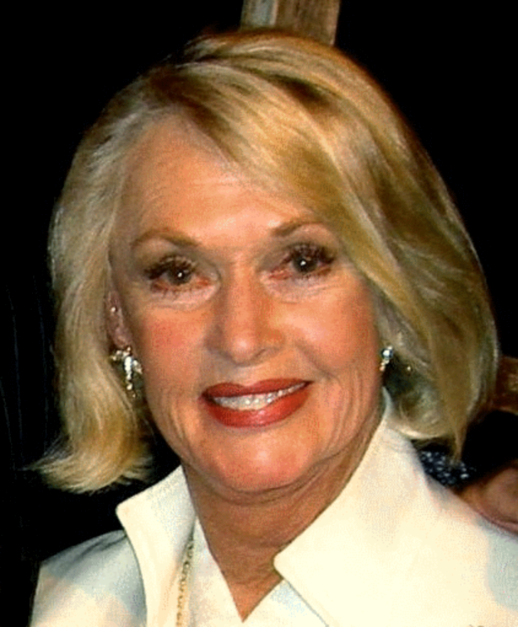
Tippi Hedren, 2006

- 19. Januar: Frank Mascara, US-amerikanischer Politiker († 2011)
- 20. Januar: Buzz Aldrin, Astronaut, zweiter Mensch auf dem Mond
- 20. Januar: Egon Bondy, tschechischer Dichter und Philosoph († 2007)
- 20. Januar: Edeltraud Eckert, deutsche Schriftstellerin († 1955)
- 21. Januar: John Campbell-Jones, britischer Automobilrennfahrer († 2020)
- 21. Januar: Günter Lamprecht, deutscher Schauspieler († 2022) Günter Lamprecht

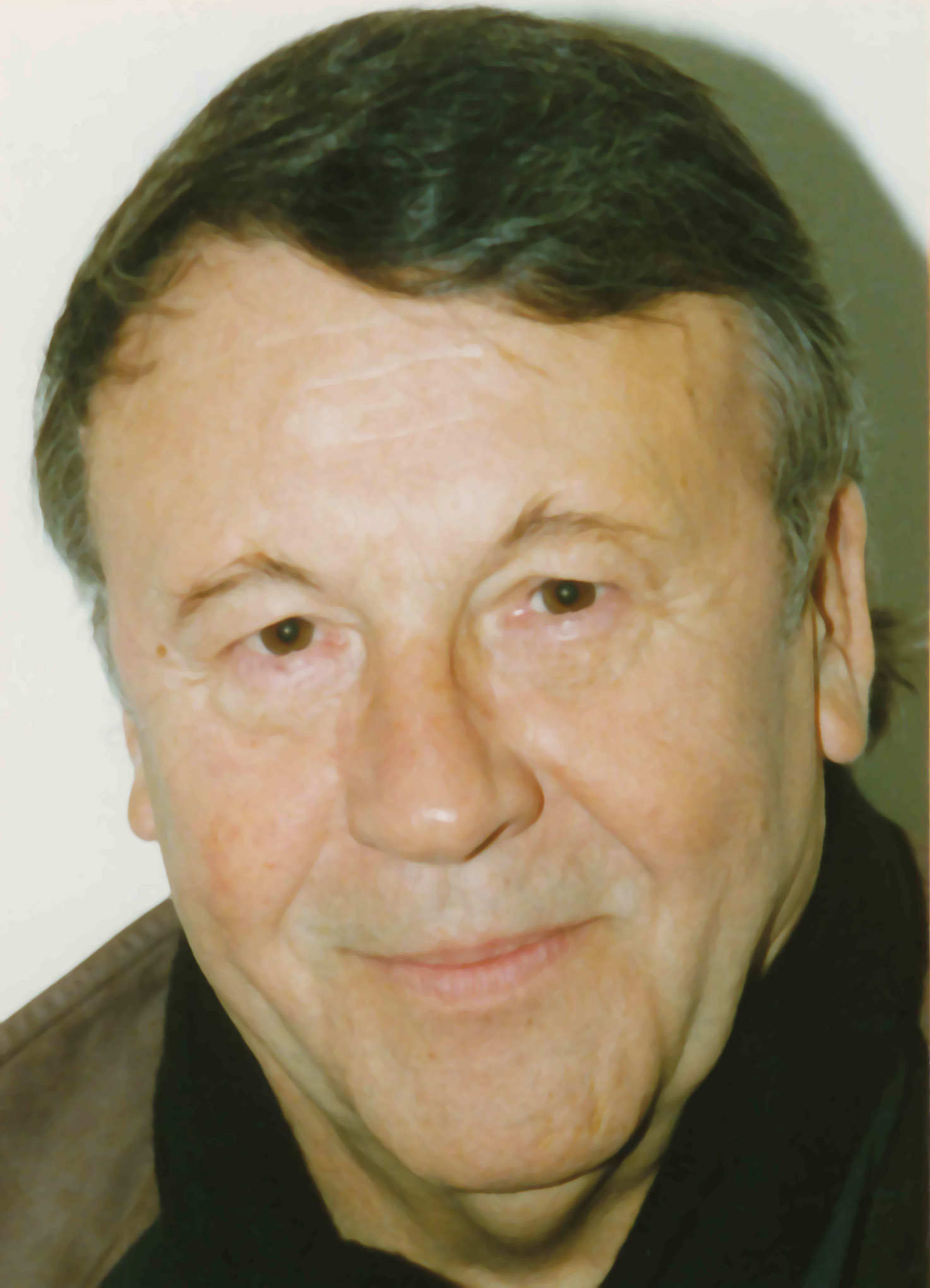
Günter Lamprecht

- 22. Januar: Hildegard Goss-Mayr, österreichische Friedensaktivistin und Schriftstellerin
- 22. Januar: Ben Steinberg, kanadischer Komponist, Dirigent, Organist und Musikpädagoge († 2023)
- 23. Januar: William R. Pogue, US-amerikanischer Astronaut († 2014)
- 23. Januar: Mervyn Rose, australischer Tennisspieler († 2017)
- 23. Januar: Derek Walcott, karibischer Dichter und Schriftsteller aus St. Lucia, Nobelpreisträger († 2017)
- 23. Januar: Jan Wilsgaard, norwegischer Fahrzeugdesigner († 2016)
- 24. Januar: Franz Demetz, italienischer Politiker († 2025)
- 24. Januar: John Romita, US-amerikanischer Comiczeichner († 2023)
- 25. Januar: Heinz Schiller, Schweizer Automobilrennfahrer († 2007)
- 25. Januar: Raymund Schmitt, Präsident des Bezirkstages von Unterfranken († 2001)
- 25. Januar: Hans-Günther Toetemeyer, Mitglied des Deutschen Bundestages († 2017)
- 25. Januar: Marta Traba, argentinische Schriftstellerin und Kunsthistorikerin († 1983)
- 26. Januar: Marco Darmon, Generalanwalt am Gerichtshof der Europäischen Gemeinschaften († 2017)
- 27. Januar: Takao Aeba, japanischer Literaturwissenschaftler († 2017)
- 27. Januar: Aloysius Kardinal Ambrozic, Erzbischof von Toronto († 2011)
- 27. Januar: Bobby Bland, US-amerikanischer Blues- und Soulsänger († 2013)
- 27. Januar: Fernando Gasparian, armenisch-brasilianischer Industrieller und Verleger († 2006)
- 27. Januar: Sobiesław Zasada, polnischer Rallyefahrer und Industrieller
- 28. Januar: Kurt Biedenkopf, deutscher Politiker, Ministerpräsident von Sachsen († 2021)
- 28. Januar: Luis de Pablo, spanischer Komponist und Musikpädagoge († 2021)
- 28. Januar: Wilhelm Uhlig, deutscher Bildhauer († 2022)
- 29. Januar: Derek Bailey, englischer Gitarrist und Improvisationskünstler († 2005)
- 29. Januar: Jacqueline Veuve, Schweizer Dokumentarfilmerin († 2013)
- 30. Januar: Samar Banerjee, indischer Fußballspieler († 2022)
- 30. Januar: William R. Bennett, US-amerikanischer Physiker († 2008)
- 30. Januar: Gene Hackman, US-amerikanischer Schauspieler Gene Hackman, 2008 († 2025)

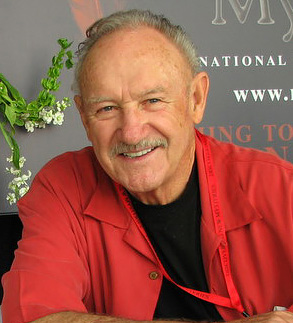
Gene Hackman, 2008

- 30. Januar: Alfred Herrhausen, deutscher Bankier und Vorstandssprecher der deutschen Bank († 1989)
- 30. Januar: Egon Klepsch, deutscher Politiker († 2010)
- 30. Januar: Myron Levoy, US-amerikanischer Schriftsteller († 2019)
- 30. Januar: Usko Meriläinen, finnischer Komponist und Dirigent († 2004)
- 30. Januar: Nikolai Putschkow, russischer Eishockeytorhüter († 2005)
- 30. Januar: Friedhelm Werremeier, deutscher Schriftsteller und Drehbuchautor († 2019)
- 31. Januar: Joakim Bonnier, schwedischer Automobilrennfahrer († 1972)
- 31. Januar: Sergius Golowin, Schweizer Publizist und Mythenforscher († 2006)
- 31. Januar: Evelyn Richter, deutsche Fotografin († 2021)
- 31. Januar: Friedrich Witt, deutscher Kontrabassist († 2015)

### Februar
- 01. Februar: Shahabuddin Ahmed, bengalischer Politiker († 2022)
- 01. Februar: Otto Anton Eder, österreichischer Schauspieler und Regisseur († 2004)
- 01. Februar: Hossain Mohammad Ershad, bengalischer Politiker († 2019)
- 01. Februar: Günter Millahn, deutscher Förster, Pädagoge und Jäger († 2018)
- 01. Februar: Dieter Röttger, norddeutscher Maler und Graphiker († 2003)
- 01. Februar: Maria Elena Walsh, argentinische Schriftstellerin († 2011)
- 02. Februar: Juri Apressjan, russischer Linguist und Lexikograph († 2024)
- 02. Februar: Miroslav Raichl, tschechischer Komponist und Musikpädagoge († 1998)
- 02. Februar: Reiner Süß, deutscher Kammersänger und Entertainer († 2015)
- 03. Februar: Raymond Ausloos, belgischer Fußballtorhüter († 2012)
- 03. Februar: Amédée Grab, Bischof von Lausanne und Chur († 2019)
- 03. Februar: Herbert Maeder, Schweizer Fotograf und Politiker († 2017)
- 03. Februar: Joan Rice, britische Schauspielerin († 1997)
- 05. Februar: Josef Holub, tschechischer Botaniker († 1999)
- 05. Februar: Dorothea Kobs-Lehmann, deutsche Künstlerin († 2014)
- 05. Februar: Ebbe Kops, dänischer Boxer († 2021)
- 05. Februar: Horst Schad, deutscher Fußball- und Tennisspieler († 2017)
- 05. Februar: Alfred Söllner, deutscher Rechtswissenschaftler, Richter des Bundesverfassungsgerichts († 2005)
- 05. Februar: Ilon Wikland, schwedische Kinderbuch-Illustratorin
- 06. Februar: Jun Kondō, japanischer Physiker († 2022)
- 06. Februar: Alexander Pirumow, armenisch-russischer Komponist und Musikpädagoge († 1995)
- 08. Februar: Erich Böhme, deutscher Journalist und Fernsehmoderator († 2009)
- 08. Februar: Dieter-Julius Cronenberg, deutscher Politiker († 2013)
- 08. Februar: Catherine Hardy, US-amerikanische Leichtathletin († 2017)
- 08. Februar: Arlan Stangeland, US-amerikanischer Politiker († 2013)
- 08. Februar: Eva Strittmatter, deutsche Dichterin und Schriftstellerin († 2011)
- 09. Februar: Emil Petrovics, ungarischer Komponist († 2011)
- 10. Februar: Emil Kiess, deutscher Maler, Bildhauer und Glasmaler
- 10. Februar: Robert Wagner, US-amerikanischer Film- und Fernsehschauspieler
- 11. Februar: Turhan Göker, türkischer Leichtathlet († 2022)
- 11. Februar: Mary Quant, britische Modedesignerin, „Erfinderin“ des Minirocks († 2023)
- 11. Februar: Inge Stoll, deutsche Motorradrennfahrerin († 1958)
- 11. Februar: Pierre Thériault, kanadischer Schauspieler († 1987)
- 12. Februar: Herbert Nachbar, deutscher Schriftsteller (DDR) († 1980)
- 12. Februar: Gerhard Rühm, österreichischer Schriftsteller, Komponist und bildender Künstler
- 13. Februar: Sergio Asteriti, italienischer Comiczeichner († 2024)
- 13. Februar: Karl Deres, deutscher Politiker, MdB († 2007)
- 13. Februar: Juan Fernández, spanischer Automobilrennfahrer († 2020)
- 13. Februar: Ernst Fuchs, österreichischer Maler († 2015)
- 15. Februar: Sara Jane Moore, US-amerikanische Attentäterin
- 16. Februar: Peggy King, US-amerikanische Pop- und Jazzsängerin
- 16. Februar: Jack Sears, britischer Automobilrennfahrer († 2016)
- 17. Februar: Ruth Rendell, britische Schriftstellerin († 2015)

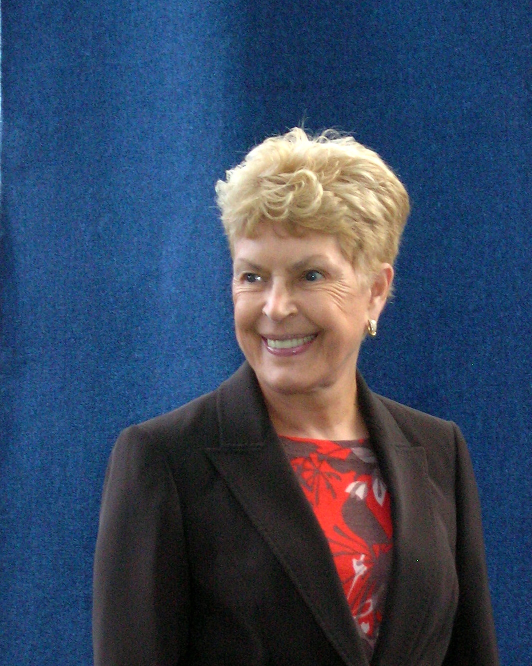
Ruth Rendell, 2007

- 18. Februar: Gerd Aretz, deutscher Graphiker († 2009)
- 18. Februar: Bradley Smith, US-amerikanischer Geschichtsrevisionist († 2016)
- 19. Februar: John Frankenheimer, US-amerikanischer Regisseur und Produzent († 2002)
- 19. Februar: Knut Risan, norwegischer Schauspieler und Synchronsprecher († 2011)
- 19. Februar: Martin Stern, Schweizer Literaturwissenschaftler († 2024)
- 20. Februar: Lauri Bergqvist, finnischer Skilangläufer († 2022)
- 20. Februar: Pierre Gabaye, französischer Komponist († 2019)
- 21. Februar: Wilfried Minks, deutscher Bühnenbildner und Theaterregisseur († 2018)
- 22. Februar: David Cremin, irischer Weihbischof († 2025)
- 22. Februar: Giuliano Montaldo, italienischer Filmemacher und Regisseur († 2023)
- 22. Februar: Alfredo Sadel, venezolanischer Sänger und Schauspieler († 1989)
- 23. Februar: Harry Boldt, deutscher Dressurreiter
- 23. Februar: Ignaz Kiechle, deutscher Politiker († 2003)
- 23. Februar: Gorō Shimura, japanisch-US-amerikanischer Mathematiker († 2019)
- 25. Februar: Erica Pedretti, Schweizer Schriftstellerin und bildende Künstlerin († 2022)
- 25. Februar: Masao Yamakawa, japanischer Schriftsteller († 1965)
- 26. Februar: Lasar Berman, russischer Pianist († 2005)
- 26. Februar: Robert Francis, US-amerikanischer Schauspieler († 1955)
- 26. Februar: Toshitaka Hidaka, japanischer Ethologe und Autor († 2009)
- 26. Februar: Erich Kiesl, deutscher Politiker und Münchner Oberbürgermeister († 2013)
- 27. Februar: Berndt Heydemann, deutscher Biologe und Politiker († 2017)
- 27. Februar: Joanne Woodward, US-amerikanische Schauspielerin
- 28. Februar: Leon Neil Cooper, US-amerikanischer Physiker († 2024)
- 28. Februar: Osman El-Sayed, ägyptischer Ringer († 2013)
- 28. Februar: Werner W. Wallroth, deutscher Filmregisseur († 2011)
- Februar: Hetty E. Verolme, australische Autorin († 2024)

### März
- 01. März: Pierre-Max Dubois, französischer Komponist († 1995)
- 01. März: Eberhard Fiebig, deutscher Bildhauer
- 01. März: Gastone Nencini, italienischer Radrennfahrer († 1980)
- 02. März: John Cullum, US-amerikanischer Sänger und Schauspieler
- 02. März: Sergei Kowaljow, russischer Dissident und Politiker († 2021)
- 02. März: Kurt-Josef Veeser, deutsche Brigadegeneral († 1994)
- 02. März: Tom Wolfe, US-amerikanischer Schriftsteller († 2018)
- 03. März: Keiiti Aki, japanischer Geophysiker und Seismologe († 2005)
- 03. März: Bill Borders, US-amerikanischer Ringer († 2022)
- 03. März: Heiner Geißler, deutscher Politiker († 2017) Heiner Geißler, 1978

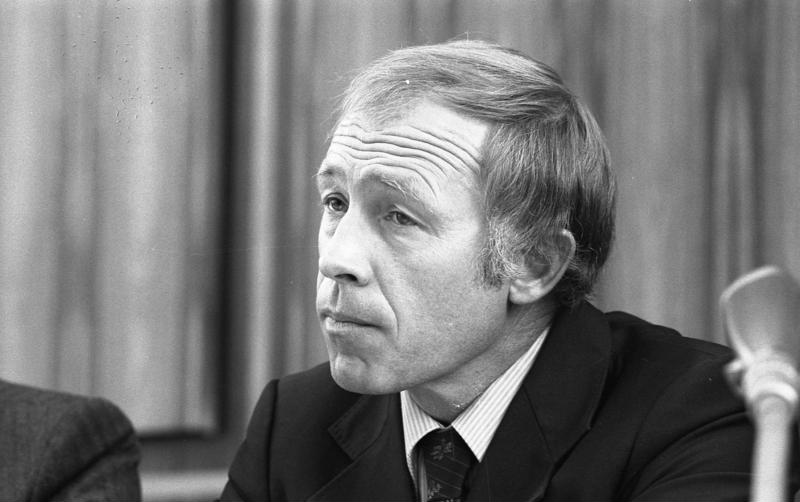
Heiner Geißler, 1978

- 03. März: Ion Iliescu, rumänischer Politiker († 2025)
- 03. März: Greti Kläy, Schweizer Filmregisseurin († 2015)
- 04. März: Franz Beck, liechtensteinischer Skirennläufer († 2000)
- 05. März: Hélio Ary, brasilianischer Schauspieler († 2011)
- 05. März: John Ashley, kanadischer Eishockeyschiedsrichter († 2008)
- 05. März: Erich Hahn, deutscher Philosoph († 2025)
- 05. März: Toni Hiebeler, österreichischer Fotograf, Bergsteiger, Publizist († 1984)
- 05. März: Will Hutchins, US-amerikanischer Schauspieler († 2025)
- 06. März: Diego Arenhoevel, deutscher Theologe und Gewerkschafter († 1983)
- 06. März: Bo Kaiser, schwedischer Regattasegler († 2021)
- 06. März: Lorin Maazel, US-amerikanischer Dirigent († 2014)
- 05. März: Artjom Terjan, sowjetischer Ringer († 1970)
- 07. März: Antony Armstrong-Jones, britischer Designer und Fotograf († 2017)
- 08. März: Pjotr Bolotnikow, sowjetischer Leichtathlet († 2013)
- 08. März: Francesco Cuccarese, italienischer römisch-katholischer Erzbischof († 2025)
- 08. März: Douglas Hurd, britischer Politiker und Diplomat
- 08. März: Lonny Kellner, deutsche Schauspielerin und Sängerin († 2003)
- 08. März: Almuth Lütkenhaus, bildende Künstlerin († 1996)
- 08. März: Braulio Musso, chilenischer Fußballspieler († 2025)
- 08. März: Carl Gustaf Ströhm, deutscher konservativer Journalist († 2004)
- 08. März: Ernst Tugendhat, deutscher Philosoph († 2023)
- 09. März: Maria Àngels Anglada, spanische Autorin († 1999)
- 09. März: Vic Ash, britischer Jazz-Klarinettist und Saxophonist († 2014)
- 09. März: Ornette Coleman, amerikanischer Jazzmusiker († 2015)
- 09. März: Taina Elg, finnisch-amerikanische Tänzerin und Schauspielerin
- 09. März: Ota Filip, tschechisch-deutscher Schriftsteller († 2018)
- 09. März: Stephen Fumio Kardinal Hamao, Bischof von Yokohama († 2007)
- 09. März: Fritz Rau, deutscher Konzert- und Tourneeveranstalter († 2013)
- 09. März: Thomas Schippers, US-amerikanischer Dirigent († 1977)
- 09. März: Kurt Sobotka, österreichischer Schauspieler, Kabarettist, Regisseur und Autor († 2017)
- 10. März: Michel Braun-Schlentz, luxemburgischer Sportschütze († 2021)
- 10. März: Klas Ewert Everwyn, deutscher Schriftsteller († 2022)
- 10. März: Ronny, deutscher Schlagersänger, Komponist und Produzent († 2011)
- 10. März: Fritz Schenk, deutscher rechtskonservativer Publizist und ehemaliger Fernsehjournalist († 2006)
- 11. März: August von Finck junior, deutscher Bankier († 2021)
- 11. März: Smail Hamdani, algerischer Premierminister († 2017)
- 11. März: Lennart Heimer, schwedisch-amerikanischer Neurochirurg († 2007)
- 11. März: Troy Ruttman, US-amerikanischer Automobilrennfahrer († 1997)
- 11. März: Günter Sieber, Minister für Handel und Versorgung und Botschafter der DDR in Polen († 2006)
- 12. März: Kurt Flasch, deutscher Philosophiehistoriker
- 12. März: Hans Hammerschmid, österreichischer Komponist, Arrangeur, Pianist und Dirigent († 2024)
- 12. März: Vern Law, US-amerikanischer Baseballspieler
- 13. März: Vera Selby, englische English-Billiards- und Snookerspielerin († 2023)
- 13. März: Günther Uecker, deutscher Maler und Objektkünstler († 2025)
- 14. März: Irma Adelman, US-amerikanische Wirtschaftswissenschaftlerin und Hochschullehrerin († 2017)
- 14. März: Henk Angenent, niederländischer Fußballspieler († 1977)
- 14. März: Helga Feddersen, deutsche Schauspielerin († 1990)
- 14. März: Jegor Jakowlew, russischer Journalist und Schriftsteller († 2005)
- 14. März: Dieter Schnebel, deutscher Komponist († 2018)
- 15. März: Schores Alfjorow, russischer Physiker († 2019)
- 15. März: Alba Arnova, italienische Ballerina und Filmschauspielerin († 2018)
- 15. März: Martin Karplus, US-amerikanischer theoretischer Chemiker  († 2024)
- 15. März: Andreas Okopenko, österreichischer Schriftsteller († 2010)
- 16. März: Tommy Flanagan, US-amerikanischer Jazzpianist († 2001)
- 16. März: Lotte Ledl, österreichische Schauspielerin
- 16. März: Peter Lindner, deutscher Automobilrennfahrer († 1964)
- 16. März: Walther Sethe, deutscher Verwaltungsjurist († 2012)
- 16. März: Ellen Tiedtke, deutsche Schauspielerin und Kabarettistin († 2022)
- 17. März: Paul Horn, US-amerikanischer Jazzmusiker († 2014)
- 18. März: Héctor Bianciotti, argentinisch-französischer Schriftsteller († 2012)
- 18. März: Günter Hartmann, deutscher Politiker
- 18. März: Adam Joseph Kardinal Maida, Erzbischof von Detroit
- 18. März: Maurice Peress, US-amerikanischer Dirigent († 2017)
- 19. März: Lina Kostenko, ukrainische Dichterin
- 20. März: Chuck Darling, US-amerikanischer Basketballspieler († 2021)
- 20. März: Leila Negra, deutsche Schlagersängerin († 2025)
- 20. März: Thomas Kardinal Williams, Erzbischof von Wellington († 2023)
- 21. März: Norbert Kohler, deutscher Ringer († 2003)
- 21. März: Otis Spann, US-amerikanischer Blues-Pianist († 1970)
- 22. März: Derek Bok, US-amerikanischer Jurist
- 22. März: Lynden O. Pindling, Premierminister der Bahamas von 1967 bis 1992 († 2000)
- 22. März: Pat Robertson, Fernsehprediger in den USA und Gründer der Christian Coalition († 2023)
- 22. März: Stephen Sondheim, US-amerikanischer Musicalkomponist und -texter († 2021) Stephen Sondheim

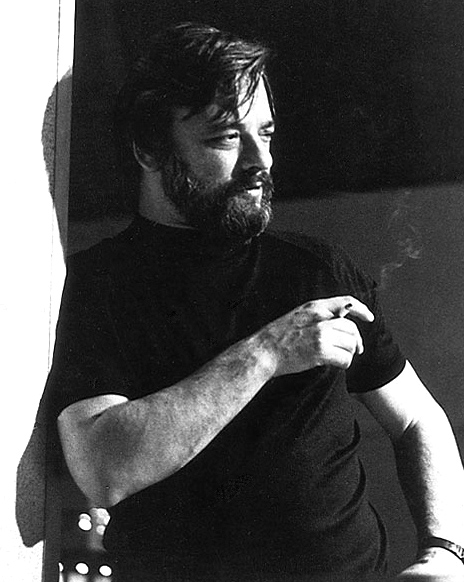
Stephen Sondheim

- 23. März: Gerd Fitz, deutscher Schauspieler († 2015)
- 24. März: David Dacko, erster Präsident der Zentralafrikanischen Republik († 2003)
- 24. März: Jean Delire, belgischer Filmregisseur († 2000)
- 24. März: Cristóbal Halffter, spanischer Komponist († 2021)
- 24. März: Steve McQueen, US-amerikanischer Schauspieler und Amateurrennfahrer († 1980)
- 25. März: Robert Mouynet, französischer Fußballspieler
- 25. März: Ben Wagin, deutscher Künstler († 2021)
- 26. März: Gregory Corso, US-amerikanischer Dichter († 2001)
- 26. März: Adel Theodor Khoury, Theologe († 2023)
- 26. März: Sandra Day O’Connor, US-amerikanische Juristin und Autorin († 2023)
- 27. März: Oswaldo Johnston, guatemaltekischer Ringer († 2021)
- 27. März: Daniel Spoerri, rumänisch-schweizerischer Tänzer, Künstler und Regisseur († 2024)
- 28. März: Bill Anthony, US-amerikanischer Jazz-Bassist
- 28. März: Robert Ashley, US-amerikanischer Komponist († 2014)
- 28. März: Joe Fortunato, US-amerikanischer American-Football-Spieler († 2017)
- 28. März: Jerome Isaac Friedman, US-amerikanischer Physiker
- 29. März: Niels Clausnitzer, deutscher Schauspieler und Synchronsprecher († 2014)
- 29. März: Anerood Jugnauth, Präsident, Premier-, Verteidigungs- und Innenminister von Mauritius († 2021)
- 30. März: John Astin, US-amerikanischer Schauspieler und Regisseur
- 30. März: Laetitia Boehm, deutsche Historikerin († 2018)
- 30. März: Félix Guattari, französischer Psychiater († 1992)
- 30. März: Heinrich Marti, Schweizer Lehrer und Altphilologe († 2016)
- 30. März: Manfred Schubert, deutscher Politiker, Professor für Verfahrenstechnik in Dresden und der Präsident der Kammer der Technik († 1987)
- 31. März: Julián Kardinal Herranz, Kardinal der römisch-katholischen Kirche
- 31. März: Luis Pavón, kubanischer Politiker, Journalist und Schriftsteller († 2013)
- 31. März: Gunnar Pétursson, isländischer Skilangläufer († 2022)

### April
- 01. April: Frithjof Rodi, deutscher Philosoph
- 01. April: Grace Lee Whitney, US-amerikanische Schauspielerin († 2015)
- 03. April: Lawton Chiles, US-amerikanischer Politiker († 1998)
- 03. April: Jenny Clève, französische Schauspielerin († 2023)
- 03. April: Max Frankel, US-amerikanischer Journalist († 2025)
- 03. April: Helmut Kohl, deutscher Bundeskanzler († 2017) Helmut Kohl, 1987

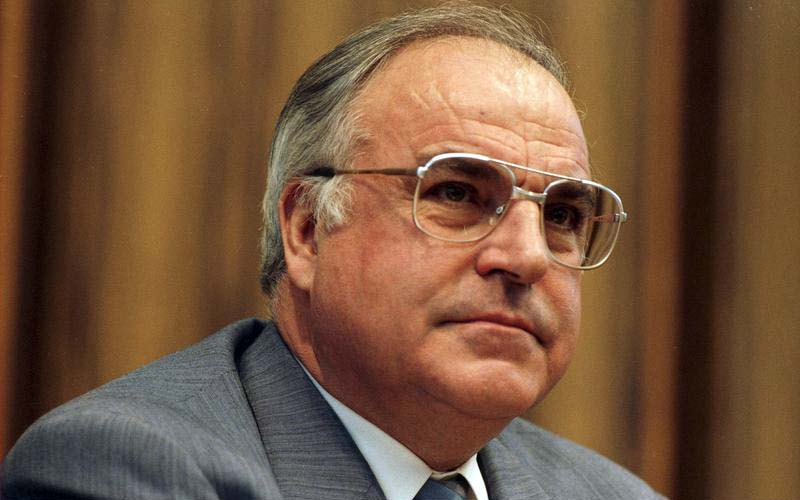
Helmut Kohl, 1987

- 04. April: Jagdish Chand Ajmani, indischer Diplomat († 2017)
- 04. April: Chlodwig Poth, deutscher Satiriker, Zeichner und Karikaturist († 2004)
- 04. April: Toni Stricker, österreichischer Komponist und Geiger († 2022)
- 05. April: Mary Costa, US-amerikanische Opernsängerin
- 05. April: Nabil Totah, Jazzbassist palästinensischer Herkunft († 2012)
- 06. April: Helmut Sihler, österreichischer Manager und Honorarprofessor
- 07. April: Cliff Morgan, walisischer Rugbyspieler und Sportreporter († 2013)
- 07. April: Klaus Peter Schreiner, deutscher Kabarettist und Autor († 2017)
- 08. April: Carlos Hugo von Bourbon-Parma, Herzog von Parma, Thronprätendent von Spanien († 2010)
- 08. April: Alberto Bozzato, italienischer Ruderer († 2022)
- 09. April: Alphonse Amadou Alley, Präsident von Benin († 1987)
- 09. April: Bertram Blank, deutscher Politiker und MdB († 1978)
- 09. April: Georg Mascetti, deutscher Schwimmer († 1982)
- 10. April: Ljutwi Achmedow, bulgarischer Ringer († 1997)
- 10. April: Ray Blanton, US-amerikanischer Politiker († 1996)
- 10. April: Gustav Ciamaga, kanadischer Komponist († 2011)
- 10. April: Dolores Huerta, US-amerikanische Gewerkschafterin
- 10. April: Eva Marschang, rumänische Literaturforscherin
- 11. April: Nicholas F. Brady, US-amerikanischer Politiker
- 11. April: Anton Szandor LaVey, Gründer der amerikanischen Church of Satan († 1997)
- 11. April: Isolde Schmitt-Menzel, deutsche Designerin, Autorin, Illustratorin († 2022)
- 12. April: Dietrich Aigner, deutscher Historiker und Bibliothekar († 1994)
- 12. April: Bruno Benthien, deutscher Geograph und Tourismusminister der DDR († 2015)
- 12. April: John Landy, australischer Leichtathlet und Politiker († 2022)
- 12. April: Bubi Scholz, deutscher Boxer († 2000) Bubi Scholz

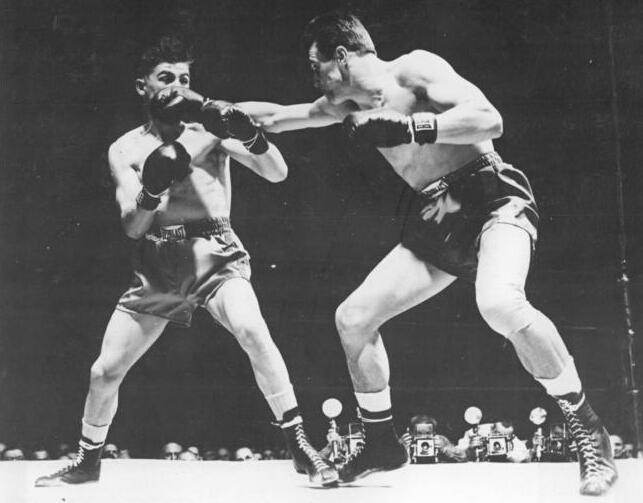
Bubi Scholz

- 12. April: Vladimír Skalický, tschechischer Botaniker († 1993)
- 14. April: Arnold I. Burns, US-amerikanischer Jurist († 2013)
- 14. April: Raymond Danon, französischer Filmproduzent († 2018)
- 14. April: Marco Formentini, italienischer Politiker († 2021)
- 14. April: Jay Robinson, US-amerikanischer Schauspieler († 2013)
- 15. April: Richard Davis, US-amerikanischer Jazz-Bassist († 2023)
- 15. April: Vigdís Finnbogadóttir, isländische Präsidentin
- 15. April: Herb Pomeroy, US-amerikanischer Jazz-Trompeter († 2007)
- 16. April: René Ahlberg, deutscher Soziologe († 1995)
- 16. April: Herbie Mann, US-amerikanischer Jazzflötist († 2003)
- 16. April: Milo Quesada, argentinischer Schauspieler († 2012)
- 17. April: Günther Andergassen, Tiroler Komponist und Untergrundkämpfer († 2016)
- 17. April: Reza Badiyi, iranischer Filmregisseur und Filmproduzent († 2011)
- 17. April: Chris Barber, britischer Posaunist und Jazz-Bandleader († 2021)
- 17. April: Hugo Dudli, Schweizer Komponist und Dirigent († 2004)
- 18. April: Jean Guillou, französischer Komponist, Organist und Pianist († 2019)
- 18. April: Clive Revill, neuseeländischer Schauspieler († 2025)
- 19. April: Georg Denzler, deutscher Theologieprofessor und Schriftsteller
- 19. April: Larry Peerce, US-amerikanischer Fernsehregisseur
- 19. April: Kurt Schmidtchen, deutscher Schauspieler († 2003)
- 20. April: Carlos Abdala, uruguayischer Politiker († 1976)
- 20. April: Tadeusz Jankowski, polnischer Skilangläufer († 2022)
- 20. April: Stuart Lewis-Evans, britischer Automobilrennfahrer († 1958)
- 20. April: Helmut Quaritsch, deutscher Rechtswissenschaftler († 2011)
- 20. April: K. William Stinson, US-amerikanischer Politiker († 2002)
- 21. April: Silvana Mangano, italienische Schauspielerin († 1989)
- 21. April: Dieter Roth, Schweizer Dichter, Grafiker und Aktions- und Objektkünstler († 1998)
- 21. April: Marianne Strauß, Frau von Franz Josef Strauß († 1984)
- 23. April: Mikkel Flagstad, norwegischer Jazzsaxophonist und -klarinettist († 2005)
- 23. April: Alan Oppenheimer, US-amerikanischer Schauspieler und Synchronsprecher
- 24. April: Anneliese Augustin, Politikerin, Honorarkonsulin in Marokko († 2021)
- 24. April: Richard Donner, US-amerikanischer Regisseur und Schauspieler († 2021)
- 24. April: Bertrand Herz, Überlebender von KZ Buchenwald († 2021)
- 24. April: José Sarney, Präsident der Republik Brasilien
- 24. April: Karsten Vilmar, deutscher Mediziner und Ärztevertreter († 2024)
- 25. April: Violetta Ferrari, ungarische Schauspielerin († 2014)
- 25. April: Paul Mazursky, US-amerikanischer Schauspieler und Filmregisseur († 2014)
- 25. April: Peter Schulz, deutscher Bürgermeister († 2013)
- 26. April: Martin Gotthard Schneider, deutscher Kirchenmusiker, Kirchenmusikdirektor und Landeskantor († 2017)
- 26. April: Maria Sebaldt, deutsche Schauspielerin († 2023)
- 28. April: Ljupčo Ajdinski, mazedonischer Sonderpädagoge und jugoslawischer Politiker († 2021)
- 28. April: James Baker, US-amerikanischer Politiker
- 28. April: Carolyn Jones, US-amerikanische Schauspielerin († 1983)
- 28. April: Winfried Köhler, deutscher Architekt
- 29. April: Joe Porcaro, US-amerikanischer Jazz-Schlagzeuger, Perkussionist und Schlagzeuglehrer († 2020)
- 29. April: Jean Rochefort, französischer Schauspieler († 2017)
- 30. April: Julius Adler, US-amerikanischer Biochemiker († 2024)

### Mai
- 01. Mai: John Hirsch, ungarisch-kanadischer Theaterdirektor und Theaterregisseur († 1989)
- 01. Mai: Ollie Matson, US-amerikanischer American-Football-Spieler und Leichtathlet († 2011)
- 01. Mai: Richard Riordan, US-amerikanischer Politiker († 2023)
- 01. Mai: Peter Murray Taylor, Lord Chief Justice of England and Wales († 1997)
- 01. Mai: Little Walter, US-amerikanischer Bluesmusiker († 1968)
- 02. Mai: John Anglin, US-amerikanischer Verbrecher († 1962)
- 02. Mai: Yoram Kaniuk, israelischer Schriftsteller und Journalist († 2013)
- 02. Mai: Sigmar Schollak, deutscher Journalist und Schriftsteller († 2012)
- 03. Mai: Juan Gelman, argentinischer Schriftsteller, Journalist und Übersetzer († 2014)
- 03. Mai: Luce Irigaray, französische Psychoanalytikerin
- 03. Mai: Horst Völz, deutscher Physiker und Informationswissenschaftler
- 04. Mai: Katherine Jackson, US-amerikanische Autorin
- 05. Mai: Leonid Abalkin, russischer Ökonom († 2011)
- 05. Mai: Michael Adams, US-amerikanischer Testpilot († 1967)
- 05. Mai: Will Hutchins, US-amerikanischer Schauspieler († 2025)
- 06. Mai: Kjell Bækkelund, norwegischer Pianist († 2004)
- 06. Mai: Philippe Beaussant, französischer Musikwissenschaftler und Schriftsteller († 2016)
- 06. Mai: Karl-Heinz Kämmerling, deutscher Professor für Klavier († 2012)
- 07. Mai: Horst Bienek, deutscher Schriftsteller († 1990)
- 07. Mai: Anatoli Lukjanow, sowjetischer Politiker († 2019)
- 08. Mai: Doug Atkins, US-amerikanischer American-Football-Spieler († 2015)
- 08. Mai: Ildikó Kővári, ungarische Skirennläuferin († 2022)
- 08. Mai: Vytautas Laurušas, litauischer Komponist († 2019)
- 08. Mai: Helmut Palmer, Bürgerrechtler und Pomologe († 2004)
- 08. Mai: Marija Schubina, sowjetische Kanutin († 2025)
- 08. Mai: Gary Snyder, US-amerikanischer Schriftsteller
- 09. Mai: Ludwig Ahorner, deutscher Geowissenschaftler († 2007)
- 09. Mai: Joan Sims, britische Schauspielerin († 2001)
- 10. Mai: George Elwood Smith, US-amerikanischer Physiker († 2025)
- 11. Mai: Xiomara Alfaro, kubanische Sängerin († 2018)
- 11. Mai: Edsger W. Dijkstra, niederländischer Informatiker († 2002)
- 11. Mai: Konrad Kruis, Richter des Bundesverfassungsgerichts († 2022)
- 11. Mai: Hans Mohr, deutscher Biologe († 2016)
- 11. Mai: Kurt Morawietz, deutscher Schriftsteller († 1994)
- 12. Mai: Joan Carrera Planas, spanischer römisch-katholischer Bischof († 2008)
- 12. Mai: Patricia McCormick, US-amerikanische Wasserspringerin († 2023)
- 12. Mai: Mogens von Gadow, deutscher Schauspieler
- 13. Mai: Manuel Marulanda, kolumbianischer Guerillaführer, Anführer der FARC († 2008)
- 13. Mai: Enno Walter, deutscher Brigadegeneral († 2024)
- 14. Mai: Władysław Słowiński, polnischer Komponist und Dirigent († 2024)
- 15. Mai: Albert Akatow, sowjetischer Konteradmiral († 2016)
- 15. Mai: Ernst Eichler, deutscher Sprachwissenschaftler († 2012)
- 15. Mai: Jasper Johns, US-amerikanischer Künstler
- 15. Mai: Irma Münch, deutsche Theater- und Filmschauspielerin
- 16. Mai: Karl Heinz Beckurts, deutscher Physiker und Manager († 1986)
- 16. Mai: Juan Calzadilla, venezolanischer Autor und Künstler († 2025)
- 16. Mai: Friedrich Gulda, österreichischer Pianist und Komponist († 2000)
- 17. Mai: Karl Boesing, deutscher Amtstierarzt und Verbandsfunktionär († 2013)
- 17. Mai: Erwin Lanc, österreichischer Politiker († 2025)
- 18. Mai: Ana Ariel, brasilianische Schauspielerin († 2004)
- 18. Mai: Klaus-Jürgen Holzapfel, deutscher Verleger († 2025)
- 18. Mai: Don L. Lind, US-amerikanischer Astronaut († 2022)
- 20. Mai: James McEachin, US-amerikanischer Schauspieler
- 20. Mai: Theo Peer, österreichischer Pianist, ORF-Redakteur und Kabarettist († 2023)
- 20. Mai: Gisela Zoch-Westphal, deutsch-schweizerische Schauspielerin und Rezitatorin († 2023)
- 21. Mai: Simon Crosse, britischer Ruderer († 2021)
- 21. Mai: Peter Dannenberg, deutscher Musikkritiker, -schriftsteller und Intendant († 2015)
- 21. Mai: Malcolm Fraser, australischer Politiker und Premierminister († 2015)

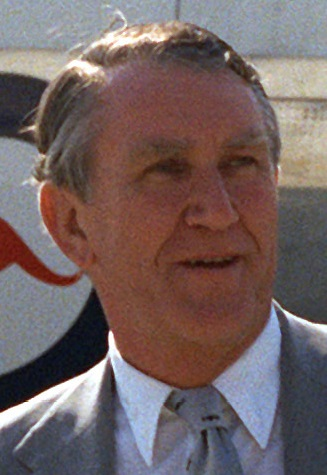
Malcolm Fraser, 1982

- 22. Mai: Joachim Auth, deutscher Physiker († 2011)
- 22. Mai: Kenny Ball, britischer Trompeter und Bandleader († 2013)
- 22. Mai: Myriam von Schrebler, chilenische Sängerin († 2006)
- 23. Mai: Friedrich Achleitner, österreichischer Schriftsteller († 2019)
- 23. Mai: Richard Anuszkiewicz, US-amerikanischer Maler und Grafiker († 2020)
- 23. Mai: Aleksandar Matanović, jugoslawischer Schach-Großmeister († 2023)
- 24. Mai: Matthew Meselson, US-amerikanischer Biologe
- 24. Mai: Hans-Martin Linde, Blockflötenspieler
- 25. Mai: Hans Georg Anniès, deutscher Druckgraphiker und Bildhauer († 2006)
- 25. Mai: Nikolaus Asenbeck, deutscher Politiker († 2021)
- 25. Mai: Ernst Wilke, deutscher Politiker († 2023)
- 26. Mai: Claus Jönsson, deutscher Physiker († 2024)
- 26. Mai: Sivuca, brasilianischer Akkordeonspieler († 2006)
- 27. Mai: François Arnscheidt, luxemburgischer Fußballspieler
- 27. Mai: Guido Brunner, deutscher Politiker, Diplomat und EG-Kommissar († 1997)
- 27. Mai: Joachim Krause-Wichmann, deutscher Ruderer († 2000)
- 27. Mai: Eino Tamberg, estnischer Komponist († 2010)
- 28. Mai: Frank Drake, US-amerikanischer Astronom und Astrophysiker († 2022)
- 28. Mai: Barasbi Mulajew, sowjetischer bzw. russischer Schauspieler († 2011)
- 28. Mai: Edward Seaga, jamaikanischer Politiker († 2019)
- 29. Mai: Burkhard Hirsch, deutscher Politiker († 2020)
- 29. Mai: Ekkehard Schall, deutscher Bühnen- und Filmschauspieler und Regisseur († 2005)
- 30. Mai: Uwe Bahnsen, deutscher Automobil-Designer († 2013)
- 30. Mai: Dave McKenna, US-amerikanischer Jazzpianist († 2008)
- 30. Mai: Robert Ryman, US-amerikanischer Maler († 2019)
- 30. Mai: Heinrich Villiger, Schweizer Unternehmer († 2025)
- 31. Mai: Clint Eastwood, US-amerikanischer Filmproduzent, Filmregisseur, Filmkomponist und Schauspieler

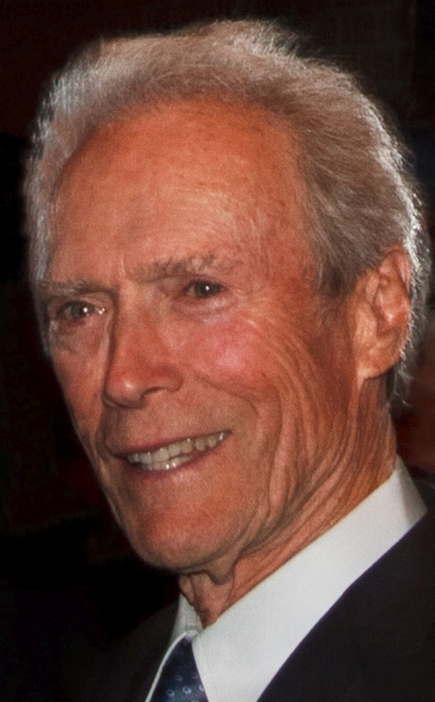
Clint Eastwood, 2010

- 31. Mai: Paul L. Maier, US-amerikanischer Historiker († 2025)

### Juni
- 01. Juni: Erich Bergel, rumänisch-deutscher Dirigent († 1998)
- 01. Juni: Hans-Heinz Emons, deutscher Chemiker
- 01. Juni: Erich Tomek, österreichischer Produktionsleiter und Drehbuchautor († 2025)
- 01. Juni: Edward Woodward, britischer Schauspieler († 2009)
- 02. Juni: Ija Arepina, sowjetische Schauspielerin († 2003)
- 02. Juni: Pete Conrad, US-amerikanischer Astronaut († 1999)
- 03. Juni: Anthony Harvey, britischer Filmregisseur († 2017)
- 03. Juni: Václav Vorlíček, tschechischer Filmregisseur († 2019)
- 03. Juni: Marion Zimmer Bradley, US-amerikanische Schriftstellerin († 1999)
- 04. Juni: Carlos Lucas, chilenischer Boxer († 2022)
- 04. Juni: Wiktor Tichonow, sowjetisch-russischer Eishockeytrainer und -spieler († 2014)
- 04. Juni: Peter Zahn, deutscher Mathematiker
- 05. Juni: Ursula Lehr, deutsche Politikerin († 2022)
- 05. Juni: Johann Marxreiter, deutscher Bauunternehmer, Kommunal- und Landespolitiker († 1987)
- 05. Juni: Willibald Pahr, österreichischer Politiker und Jurist
- 05. Juni: Alifa Rifaat, ägyptische Schriftstellerin († 1996)
- 07. Juni: Hilderaldo Bellini, brasilianischer Fußballspieler († 2014)
- 08. Juni: Robert Aumann, israelisch-US-amerikanischer Mathematiker
- 08. Juni: Héctor Zaraspe, argentinischer Balletttänzer, Choreograph und Ballettlehrer († 2023)
- 09. Juni: Ben Abruzzo, US-amerikanischer Ballonfahrer († 1985)
- 09. Juni: Barbara, französische Chanson-Sängerin und -Komponistin († 1997)
- 09. Juni: Wolfgang Gabriel, österreichischer Komponist, Dirigent und Musikpädagoge († 2024)
- 09. Juni: Erich Häußer, deutscher Jurist († 1999)
- 09. Juni: Marvin Kalb, US-amerikanischer Journalist
- 09. Juni: Jordi Pujol, spanischer Politiker
- 10. Juni: Theo Sommer, deutscher Journalist († 2022)
- 11. Juni: Charles B. Rangel, US-amerikanischer Politiker († 2025)
- 11. Juni: Ellen Schwiers, deutsche Schauspielerin, Mutter von Katerina Jacob († 2019)
- 12. Juni: Jim Nabors, US-amerikanischer Schauspieler, Sänger und Komiker († 2017)
- 12. Juni: Otto Schenk, österreichischer Schauspieler, Kabarettist, Regisseur und Intendant († 2025)
- 13. Juni: Pier Nicola Attorese, italienischer Ruderer († 2021)
- 13. Juni: Gotthard Graubner, deutscher Maler († 2013)
- 13. Juni: Armando Hart, kubanischer Revolutionär und Politiker († 2017)
- 13. Juni: Andrzej Mularczyk, polnischer Schriftsteller, Drehbuch- und Hörspielautor († 2024)
- 14. Juni: Werner Arnold, schweizerischer Radsport-Profi († 2005)
- 14. Juni: Michel Attenoux, französischer Musiker († 1988)
- 15. Juni: Walter Dean Burnham, US-amerikanischer Politikwissenschaftler († 2022)
- 16. Juni: Michel Poberejsky, französischer Automobilrennfahrer († 2012)
- 16. Juni: Vilmos Zsigmond, ungarisch-US-amerikanischer Kameramann († 2016)
- 17. Juni: Lalla Aicha von Marokko, marokkanische Prinzessin und Botschafterin († 2011)
- 17. Juni: Honorata Mroczek, polnische Turnerin († 2022)
- 17. Juni: Adile Naşit, türkisch-armenische Komödiantin des türkischen Films († 1987)
- 18. Juni: Johann Wilhelm Gaddum, deutscher Unternehmer und Politiker
- 18. Juni: Werner Hoppe, deutscher Rechtswissenschaftler und Rechtsanwalt († 2009)
- 18. Juni: Robin Judah, britischer Regattasegler († 2021)
- 19. Juni: Gena Rowlands, US-amerikanische Schauspielerin († 2024)
- 20. Juni: Magdalena Abakanowicz, polnische Bildhauerin und Textilkünstlerin († 2017)
- 20. Juni: Chuck Daly, US-amerikanischer Basketballtrainer († 2009)
- 20. Juni: João da Paula, portugiesischer Ruderer († 2021)
- 21. Juni: Mike McCormack, US-amerikanischer American-Football-Spieler und -Trainer († 2013)
- 21. Juni: Luis Stazo, argentinischer Bandoneonspieler, Bandleader, Arrangeur und Komponist († 2016)
- 22. Juni: Juri Artjuchin, sowjetischer Luftwaffenoffizier und Kosmonaut († 1998)
- 22. Juni: Walter Bonatti, italienischer Alpinist, Bildreporter und Autor († 2011) Walter Bonatti, 1964

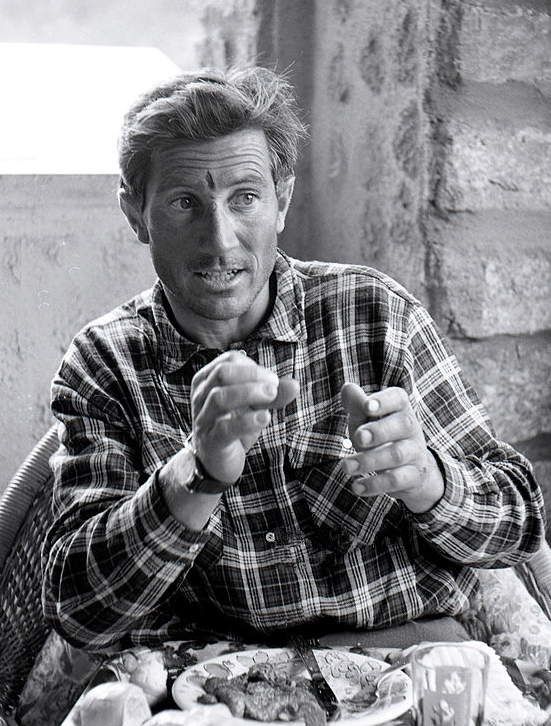
Walter Bonatti, 1964

- 22. Juni: Gilles Jacob, französischer Filmregisseur
- 22. Juni: Leonard Lamensdorf, US-amerikanischer Schriftsteller († 2024)
- 23. Juni: Donn Eisele, US-amerikanischer Astronaut († 1987)
- 23. Juni: Maria Körber, deutsche Schauspielerin († 2018)
- 23. Juni: Dieter Maier, deutscher Fußballspieler († 2022)
- 23. Juni: Juan Alberto Peña Lebrón, dominikanischer Lyriker und Jurist († 2022)
- 24. Juni: Claude Chabrol, französischer Filmregisseur († 2010)
- 24. Juni: Herbert Klein, US-amerikanischer Politiker († 2023)
- 26. Juni: Friedrich Magirius, deutscher evangelisch-lutherischer Theologe
- 26. Juni: Ben Speer, US-amerikanischer Gospel-Sänger († 2017)
- 27. Juni: Augusto Olivares, chilenischer Journalist († 1973)
- 27. Juni: Ross Perot, US-amerikanischer Unternehmer und Politiker († 2019)
- 28. Juni: Ignatius Pierre VIII. Abdel-Ahad, syrisch-katholischer Erzbischof von Beirut († 2018)
- 28. Juni: William C. Campbell, US-amerikanischer Biochemiker und Parasitologe
- 28. Juni: Itamar Franco, brasilianischer Politiker († 2011)
- 28. Juni: Winnifred Sim, kanadische Organistin, Pianistin und Musikpädagogin († 2024)
- 29. Juni: Ernst Albrecht, deutscher Politiker († 2014)

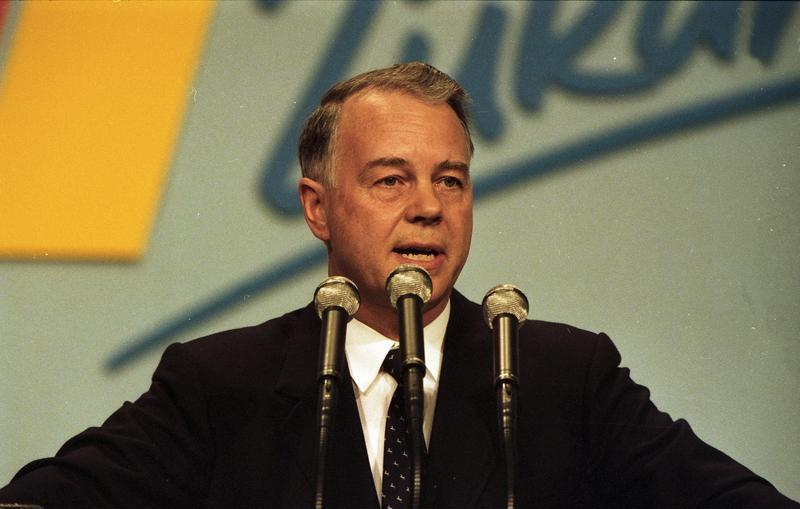
Ernst Albrecht, 1988

- 29. Juni: Sachiko Hidari, japanische Schauspielerin († 2001)
- 29. Juni: Sławomir Mrożek, polnischer Schriftsteller und Dramatiker († 2013)
- 30. Juni: Tata Güines, kubanischer Perkussionist, Bandleader, Komponist und Arrangeur († 2008)
- 30. Juni: Thomas Sowell, US-amerikanischer Ökonom

### Juli
- 01. Juli: Moustapha Akkad, syrischer Regisseur und Filmproduzent († 2005)
- 01. Juli: Gonzalo Sánchez de Lozada, Präsident von Bolivien
- 02. Juli: Ahmad Jamal, afroamerikanischer Jazzpianist und Komponist († 2023)
- 02. Juli: Carlos Menem, argentinischer Politiker († 2021) Carlos Menem

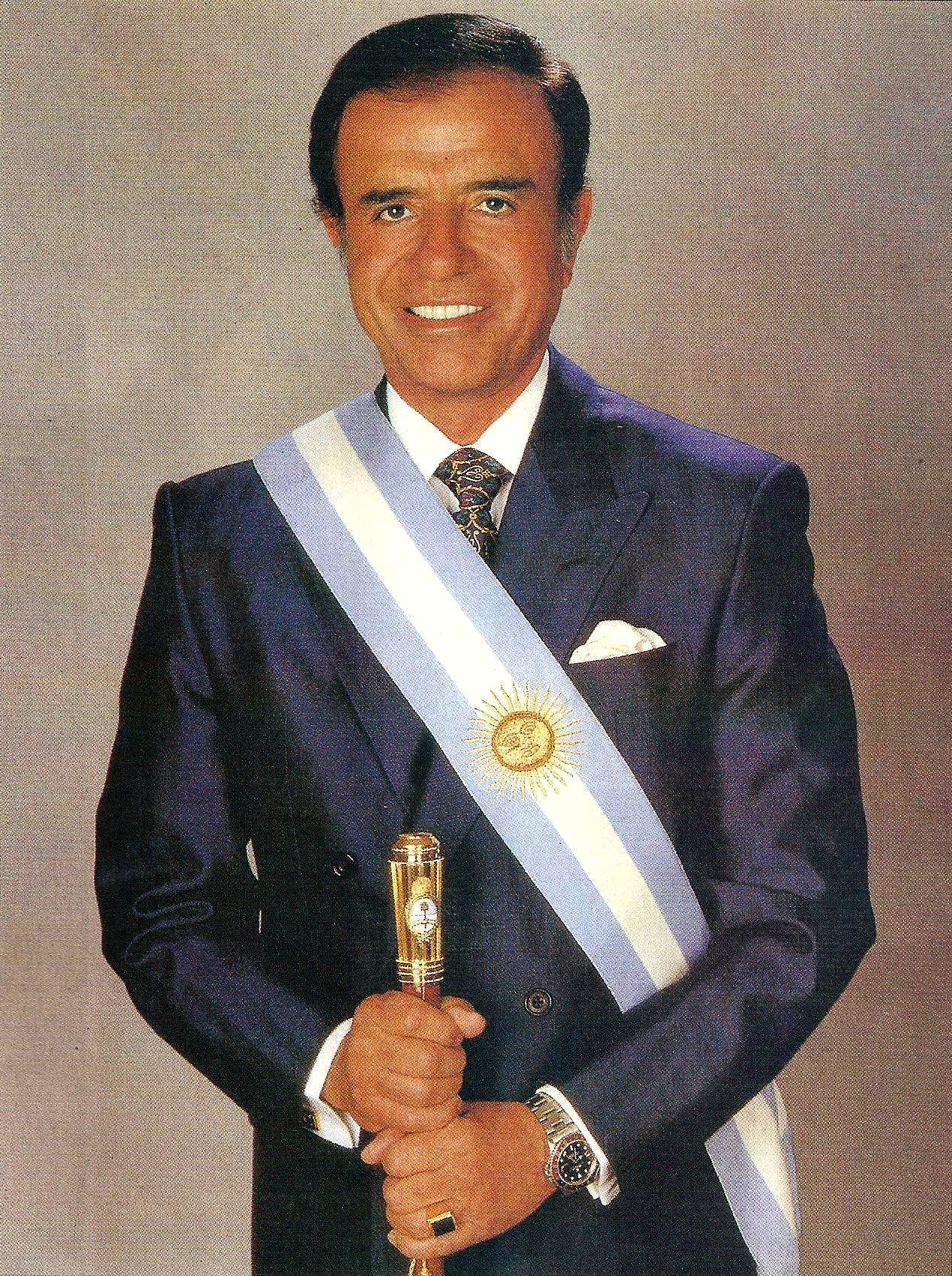
Carlos Menem

- 02. Juli: Gilberto Monroig, puerto-ricanischer Sänger († 1996)
- 02. Juli: Ota Pavel, tschechischer Schriftsteller, Sportpublizist, Erzähler und Journalist († 1973)
- 03. Juli: Ron Collier, kanadischer Jazzposaunist, Komponist und Arrangeur († 2003)
- 03. Juli: Ulrico Girardi, italienischer Bobfahrer († 1986)
- 03. Juli: Carlos Kleiber, österreichischer Dirigent († 2004)
- 04. Juli: Fernando García, chilenischer Komponist
- 04. Juli: Siegfried Lefanczik, deutscher Geher († 2016)
- 04. Juli: Mher Mkrttschjan, sowjetischer Theater- und Filmschauspieler († 1993)
- 04. Juli: George Steinbrenner, US-amerikanischer Unternehmer († 2010)
- 06. Juli: Chief Armstrong, kanadischer Eishockeyspieler († 2021)
- 06. Juli: Werner Arnold, deutscher Fußballspieler
- 06. Juli: Ian Burgess, britischer Automobilrennfahrer († 2012)
- 06. Juli: Anthony Byrne, irischer Boxer († 2013)
- 06. Juli: Jerome M. Eisenberg, US-amerikanischer Antikenhändler († 2022)
- 06. Juli: Herbert Erhardt, deutscher Fußballspieler († 2010)
- 06. Juli: Françoise Mallet-Joris, belgisch-französische Schriftstellerin († 2016)
- 07. Juli: Theodore McCarrick, Erzbischof von Washington († 2025)
- 07. Juli: James Norris, US-amerikanischer Wasserballspieler († 2021)
- 07. Juli: Michel Odent, französischer Arzt und Geburtshelfer
- 07. Juli: Biljana Plavšić, jugoslawische Politikerin
- 08. Juli: Walter Aue, deutscher Schriftsteller († 2024)
- 08. Juli: Earl Van Dyke, US-amerikanischer Multi-Instrumentalist († 1992)
- 09. Juli: Sim Iness, US-amerikanischer Leichtathlet († 1996)
- 09. Juli: Patricia Newcomb, US-amerikanische Filmproduzentin und -publizistin
- 10. Juli: Harold Allison, australischer Politiker († 2025)
- 11. Juli: Harold Bloom, US-amerikanischer Literaturwissenschaftler und -kritiker († 2019)
- 11. Juli: Mike Foster, US-amerikanischer Politiker († 2020)
- 11. Juli: Giorgio Ghezzi, italienischer Fußballspieler(† 1990)
- 11. Juli: Max Reimann, deutscher Politiker
- 11. Juli: Klaus Wagenbach, deutscher Verleger und Autor († 2021)
- 12. Juli: Dursun Akçam, türkischer Schriftsteller († 2003)
- 12. Juli: Ruth Drexel, deutsche Schauspielerin und Regisseurin († 2009)
- 12. Juli: Bernd Rüthers, deutscher Rechtswissenschaftler († 2023)
- 13. Juli: Fritz Aigner, österreichischer Maler († 2005)
- 13. Juli: Jesús López Pacheco, spanischer Schriftsteller († 1997)
- 13. Juli: Galina Matwijewskaja, sowjetisch-russische Mathematikhistorikerin († 2025)
- 13. Juli: Naomi Schemer, israelische Sängerin und Autorin († 2004)
- 14. Juli: Werner Van Cleemput, belgischer Komponist und Musiker († 2006)
- 14. Juli: Herbert Dörner, deutscher Fußballspieler († 1991)
- 14. Juli: Dragoljub Mićunović, jugoslawischer Philosoph und Politiker
- 14. Juli: Otto Schlichter, deutscher Jurist und Vizepräsident des Bundesverwaltungsgerichtes († 2011)
- 15. Juli: Jacques Derrida, französischer Philosoph, Begründer des Dekonstruktivismus († 2004)
- 15. Juli: Alberto Michelotti, italienischer Fußballschiedsrichter († 2022)
- 15. Juli: Stephen Smale, US-amerikanischer Mathematiker
- 16. Juli: Michael Bilirakis, US-amerikanischer Politiker
- 16. Juli: Thea Elster, deutsche Schauspielerin († 2025)
- 16. Juli: Horst Rittner, deutscher Schachspieler († 2021)
- 17. Juli: Ryōhei Hirose, japanischer Komponist († 2008)
- 18. Juli: Stefan Kamasa, polnischer Bratschist und Musikpädagoge
- 18. Juli: Siegfried Kurz, deutscher Dirigent und Komponist († 2023)
- 18. Juli: Franz Pischinger, österreichischer Maschinenbauingenieur, Gründer der FEV
- 20. Juli: Heinz Kubsch, deutscher Fußballspieler († 1993)
- 21. Juli: Hari Chandra Manikavasagam, malaysischer Leichtathlet († 2022)
- 22. Juli: Shreeram Abhyankar, indischer Mathematiker († 2012)
- 22. Juli: Ferruccio Amendola, italienischer Schauspieler und Synchronsprecher († 2001)
- 22. Juli: Dieter Klaua, deutscher Mathematiker († 2014)
- 22. Juli: Nikolai Krogius, russischer Schachspieler († 2022)
- 23. Juli: Johan Albert Ankum, niederländischer Rechtswissenschaftler und Rechtshistoriker († 2019)
- 23. Juli: Pierre Vidal-Naquet, französischer Historiker († 2006)
- 24. Juli: Paul Ailloud, französischer Badmintonspieler († 1975)
- 24. Juli: Madonna Buder, US-amerikanische katholische Ordensschwester und Triathletin
- 25. Juli: Karl Mühlek, deutscher römisch-katholischer Theologe († 2025)
- 25. Juli: Nobuyuki Watanabe, japanischer Aikidomeister († 2019)
- 26. Juli: Nicolas Koob, Luxemburger Automobilrennfahrer († 2016)
- 27. Juli: Bernard Andreae, deutscher Klassischer Archäologe
- 27. Juli: Einar Iversen, norwegischer Jazzpianist († 2019)
- 27. Juli: Andy White, britischer Schlagzeuger († 2015)
- 29. Juli: Gerhard Bondzin, deutscher Maler, Präsident des Verbandes Bildender Künstler der DDR († 2014)
- 29. Juli: Franz Froschmaier, deutscher Politiker († 2013)
- 29. Juli: Lupo Hernández Rueda, dominikanischer Lyriker, Essayist, Jurist und Hochschullehrer († 2017)
- 29. Juli: Jim Stewart, US-amerikanischer Rhythm-and-Blues-Produzent, Mitgründer und Labelchef von Stax Records († 2022)
- 29. Juli: Christian Watrin, deutscher Ökonom  († 2020)
- 30. Juli: Russ Adams, US-amerikanischer Sportfotograf († 2017)
- 31. Juli: Richard Andriamanjato, madagassischer Pfarrer und Politiker († 2013)
- 31. Juli: Oleg Popow, russischer Clown und Pantomime († 2016)

### August
- 01. August: Lionel Bart, britischer Musical-Komponist († 1999)
- 01. August: Pierre Bourdieu, französischer Soziologe († 2002)
- 01. August: Lawrence Eagleburger, US-Diplomat und US-Außenminister († 2011)
- 01. August: Reinhart Wolf, deutscher Fotograf († 1988)
- 02. August: Manfred Sexauer, deutscher Fernseh- und Radiomoderator († 2014)
- 02. August: Omar Shapli, US-amerikanischer Schauspieler, Schauspiellehrer und Autor († 2010)
- 03. August: Kenneth Anthony Angell, US-amerikanischer Altbischof († 2016)
- 04. August: Enrico Castellani, italienischer Maler († 2017)
- 04. August: Carlfriedrich Claus, deutscher Graphiker u. Schriftsteller († 1998)
- 04. August: Ali as-Sistani, schiitischer Geistlicher
- 05. August: Neil Armstrong, US-amerikanischer Astronaut († 2012)

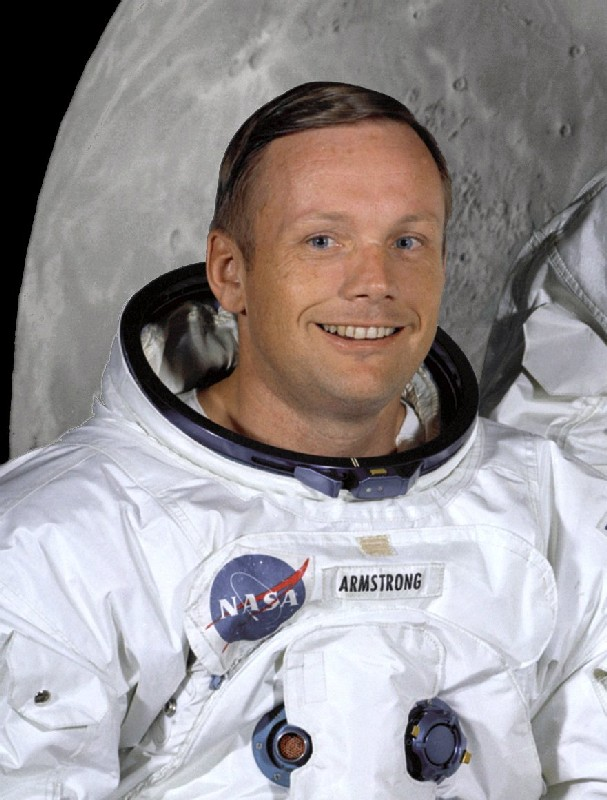
Neil Armstrong

- 05. August: Richie Ginther, US-amerikanischer Automobilrennfahrer († 1989)
- 05. August: Michal Kováč, erster Präsident der Slowakei († 2016)
- 05. August: Erich Penzel, deutscher Hornist
- 06. August: Gerhard Buchführer, deutscher Parteifunktionär, Wirtschaftswissenschaftler und Hochschullehrer († 2000)
- 06. August: Martin Duberman, US-amerikanischer Historiker und Hochschullehrer
- 06. August: Abbey Lincoln, US-amerikanische Jazz-Sängerin († 2010)
- 08. August: Johannes Mischo, Parapsychologe an der Universität Freiburg im Breisgau († 2001)
- 08. August: Joan Mondale, US-amerikanische Politikergattin († 2014)
- 08. August: Nita Talbot,  US-amerikanische Schauspielerin
- 08. August: Jerry Tarkanian, US-amerikanischer Basketballtrainer († 2015)
- 09. August: Roman Berger, slowakischer Komponist, Musikpädagoge und -wissenschaftler († 2020)
- 09. August: Ingrid Pan, deutsche Schauspielerin und Hörspielsprecherin († 1995)
- 09. August: Jacques Parizeau, kanadischer Politiker und Ökonom († 2015)
- 12. August: Klaus Erich Agthe, deutsch-US-amerikanischer Geschäftsmann und Autor
- 12. August: Ron Herron, britischer Architekt und Autor († 1994)
- 12. August: George Soros, US-amerikanischer Investmentbanker und Philanthrop

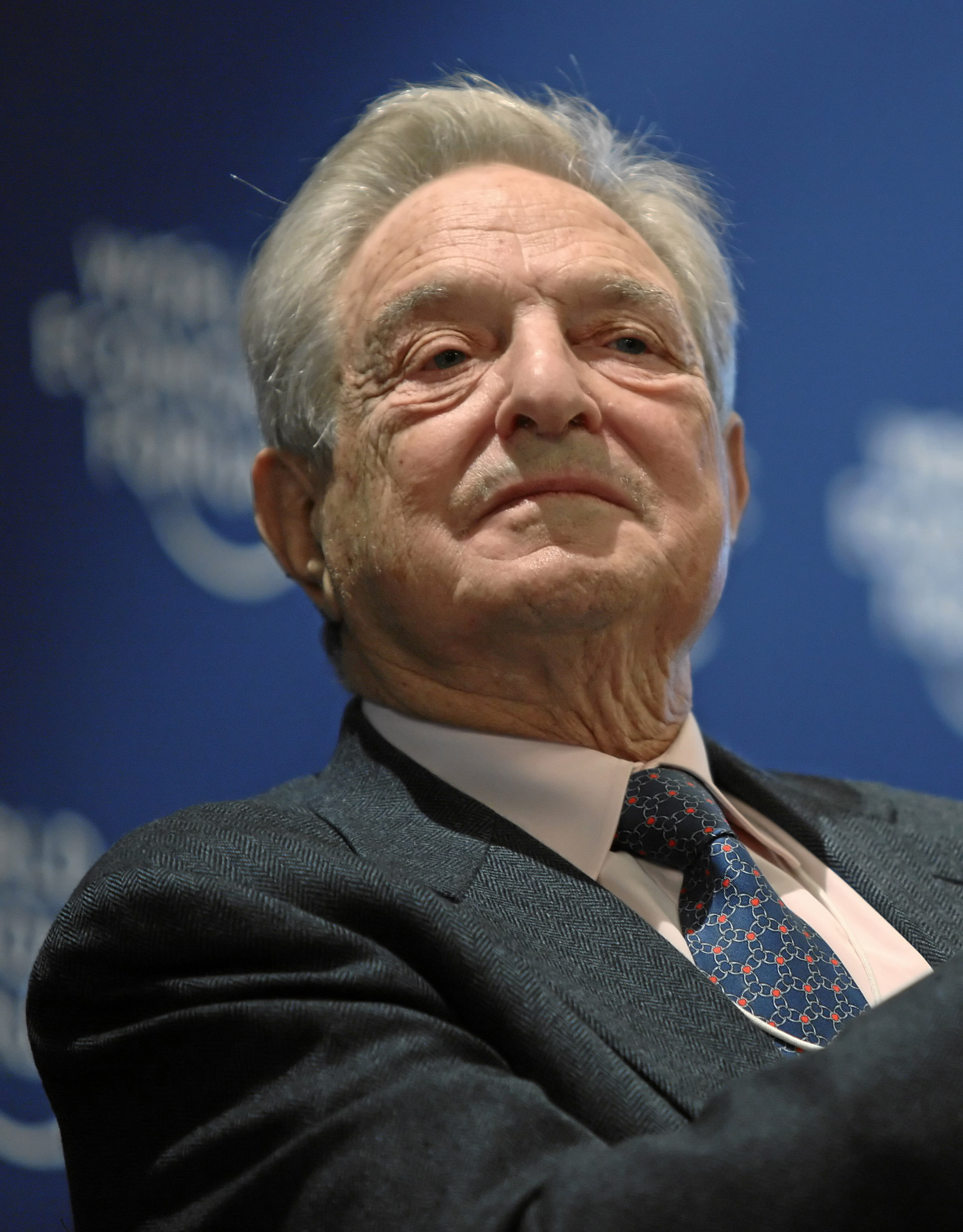
George Soros (2010)

- 12. August: Peter Weck, österreichischer Regisseur, Theaterintendant und Schauspieler
- 13. August: Margarethe Bence, US-amerikanische Opern- und Konzertsängerin († 1992)
- 13. August: Herbert Gauls, deutscher Fotograf († 2017)
- 13. August: Wilmer Mizell, US-amerikanischer Baseballspieler und Politiker († 1999)
- 15. August: Gabriel Toubia, libanesischer Erzbischof († 1997)
- 15. August: C. Peter Wagner, US-amerikanischer Theologe, evangelischer Missionar, Missiologe und Gemeindebauspezialist († 2016)
- 16. August: Simha Arom, französisch-israelischer Musikethnologe
- 16. August: Robert Culp, US-amerikanischer Schauspieler († 2010)
- 16. August: Frank Gifford, US-amerikanischer American-Football-Spieler und Sportmoderator († 2015)
- 16. August: Tony Trabert, US-amerikanischer Tennisspieler († 2021)
- 16. August: Wolfgang Völz, deutscher Fernseh- und Filmschauspieler († 2018)
- 17. August: Ted Hughes, englischer Schriftsteller († 1998)
- 19. August: Frank McCourt, US-amerikanischer Schriftsteller († 2009)
- 20. August: Mario Bernardi, kanadischer Dirigent und Pianist († 2013)
- 20. August: Jan Olszewski, polnischer Politiker († 2019)
- 21. August: Roswitha Erlenwein, deutsche Politikerin († 2025)
- 21. August: Princess Margaret, Schwester der Königin Elisabeth II. († 2002)
- 21. August: Robert Steckle, kanadischer Ringer († 2022)
- 22. August: Günter Lüdke, deutscher Schauspieler († 2011)
- 22. August: Surat Singh Mathur, indischer Marathonläufer († 2021)
- 23. August: Norberto Bagnalasta, italienischer Automobilrennfahrer († 1964)
- 23. August: Heinrich Bierling, deutscher Skirennläufer († 1967)
- 23. August: Andy Ireland, US-amerikanischer Politiker († 2024)
- 23. August: Edmund Koller, deutscher Bobfahrer († 1998)
- 23. August: Michel Rocard, französischer sozialistischer Politiker († 2016)
- 24. August: Wolfgang Grupe, deutscher Radsportler († 1970)
- 24. August: Roger McCluskey, US-amerikanischer Automobilrennfahrer († 1993)
- 25. August: Sean Connery, schottischer Schauspieler († 2020) Sean Connery (1980)

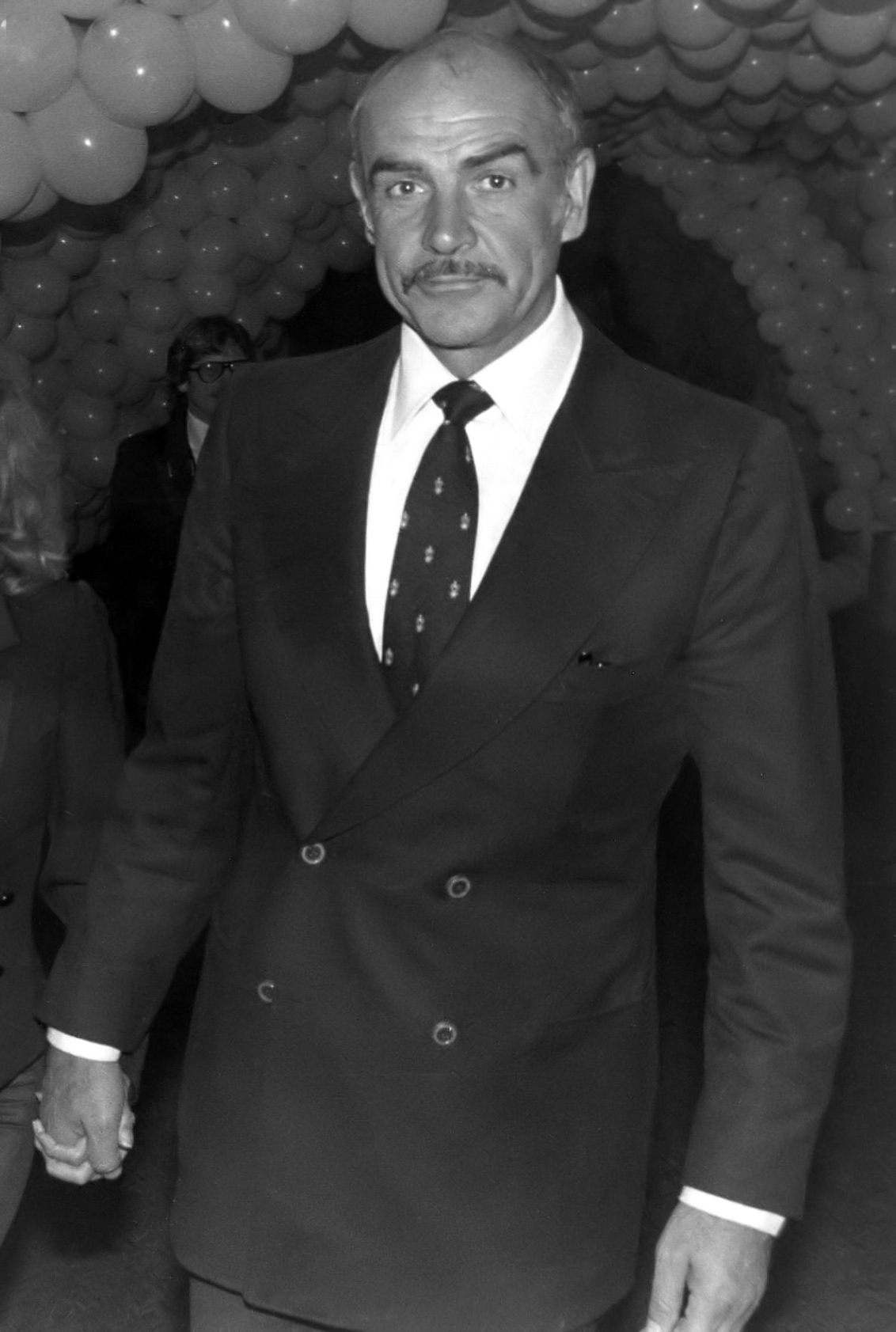
Sean Connery (1980)

- 25. August: Wolfgang Hamberger, deutscher Politiker († 2025)
- 25. August: Magnus Mwalunyungu, tansanischer Bischof von Tunduru-Masai († 2015)
- 25. August: Rainer Zepperitz, deutscher Kontrabassist († 2009)
- 27. August: Wilfried Wessel, deutscher Politiker († 2016)
- 28. August: Ben Gazzara, US-amerikanischer Schauspieler († 2012)
- 28. August: Albert Lipfert, deutscher Tierarzt und Politiker († 2020)
- 28. August: Irinej, serbisch-orthodoxer Patriarch († 2020)
- 28. August: Rolf Lechler, deutscher Fußballspieler
- 29. August: Atif Sidqi, ägyptischer Politiker und Ministerpräsident († 2005)
- 30. August: Ernie Ball, US-amerikanischer Musiker und Hersteller von Saiten für Musikinstrumente († 2004)
- 30. August: Warren Buffett, US-amerikanischer Großinvestor und Unternehmer

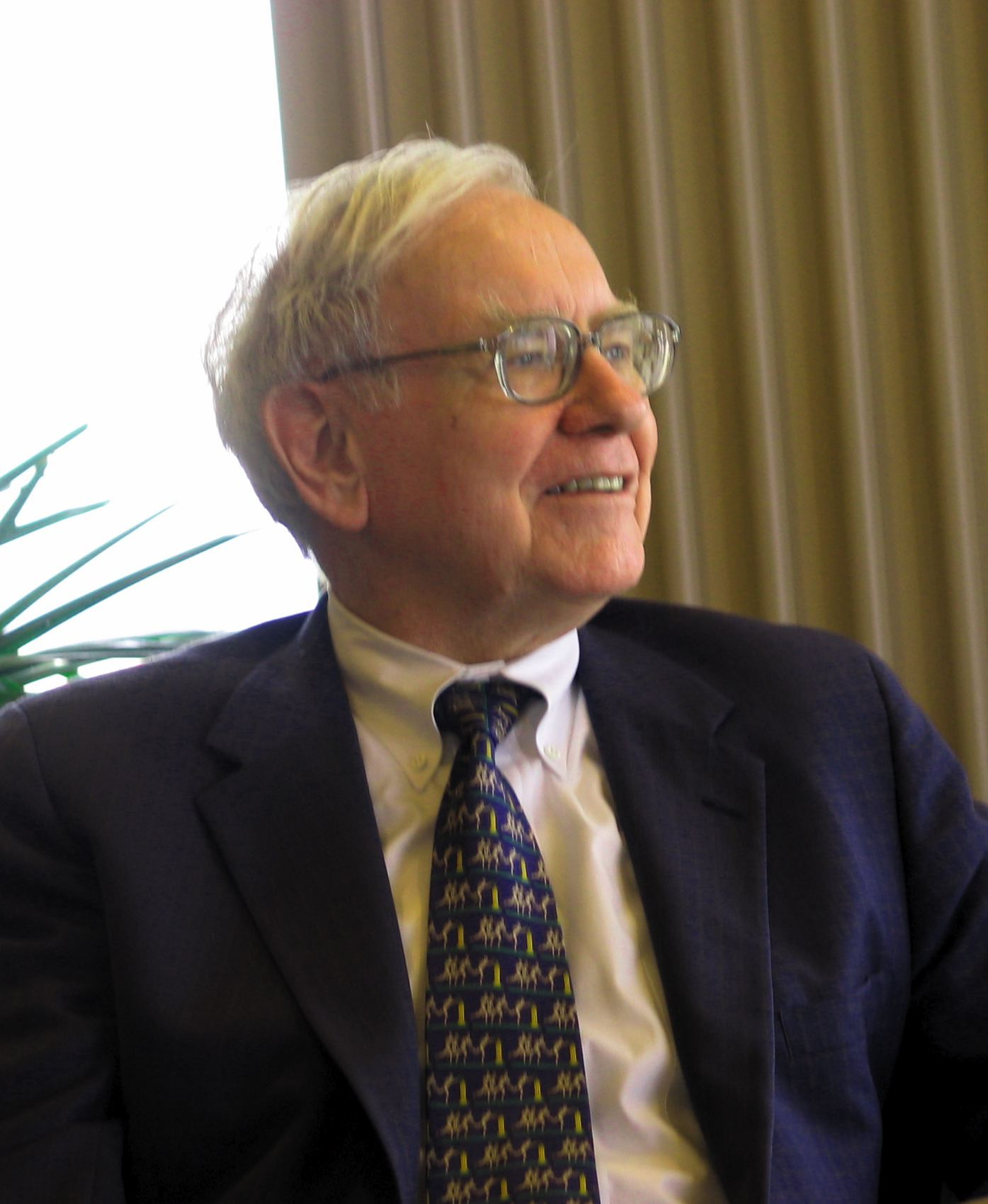
Warren Buffett (2005)

- 30. August: Josef Metternich, deutscher Pfarrer, Theologe, Textdichter († 2003)
- 30. August: Paul Poupard, französischer Kardinal der römisch-katholischen Kirche
- 30. August: Louis Sacchini, US-amerikanischer Klarinettist und Musikpädagoge
- 31. August: Charles Kay, britischer Schauspieler († 2025)
- 31. August: Owen B. Pickett, US-amerikanischer Politiker († 2010)

### September
- 01. September: Charles Correa, indischer Architekt und Stadtplaner († 2015)
- 01. September: Wolf Feller, deutscher Journalist († 2014)
- 01. September: Dick Raaijmakers, niederländischer Komponist, Performance- und Installationskünstler († 2013)
- 01. September: Michel Serres, französischer Philosoph († 2019)
- 02. September: Tsanlha Ngawang Tsültrim, tibetisch-chinesischer buddhistischer Mönch († 2025)
- 03. September: Wilhelm Holzbauer, österreichischer Architekt († 2019)
- 04. September: Edgar Wisniewski, deutscher Architekt († 2007)
- 05. September: Ivar Karl Ugi, deutsch-estnischer Chemiker († 2005)
- 06. September: Salvatore Kardinal De Giorgi, Erzbischof von Palermo
- 07. September: Julio Abbadie, uruguayischer Fußballspieler († 2014)
- 07. September: Roland Aboujaoudé, libanesischer Bischof († 2019)
- 07. September: Baudouin I., belgischer König († 1993) König Baudouin I., 1969

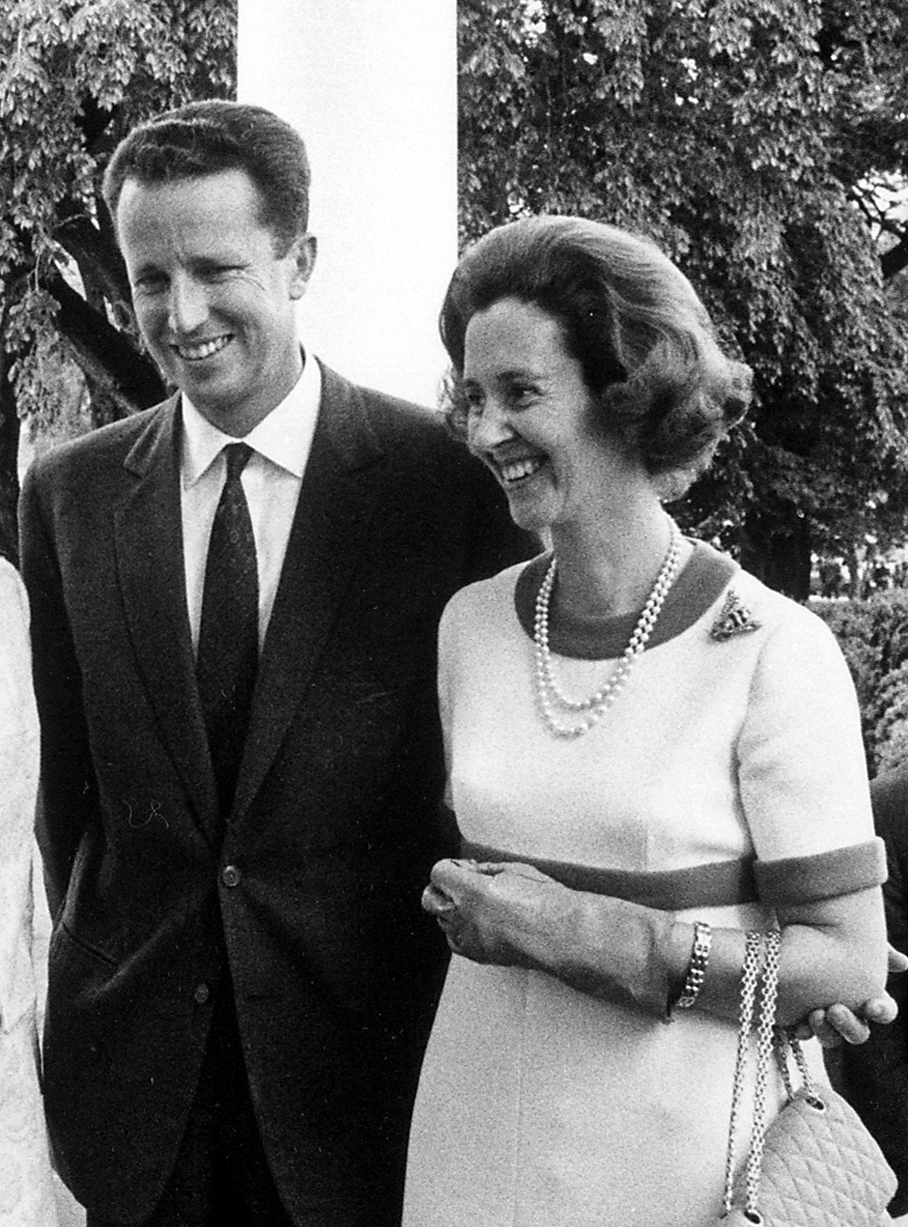
König Baudouin I., 1969

- 07. September: Włodzimierz Borowski, polnischer Maler, Installations-, Konzept- und Performancekünstler († 2008)
- 07. September: Sonny Rollins, US-amerikanischer Tenorsaxophonist
- 08. September: Mario Adorf, deutsch-italienischer Schauspieler Mario Adorf, 2011

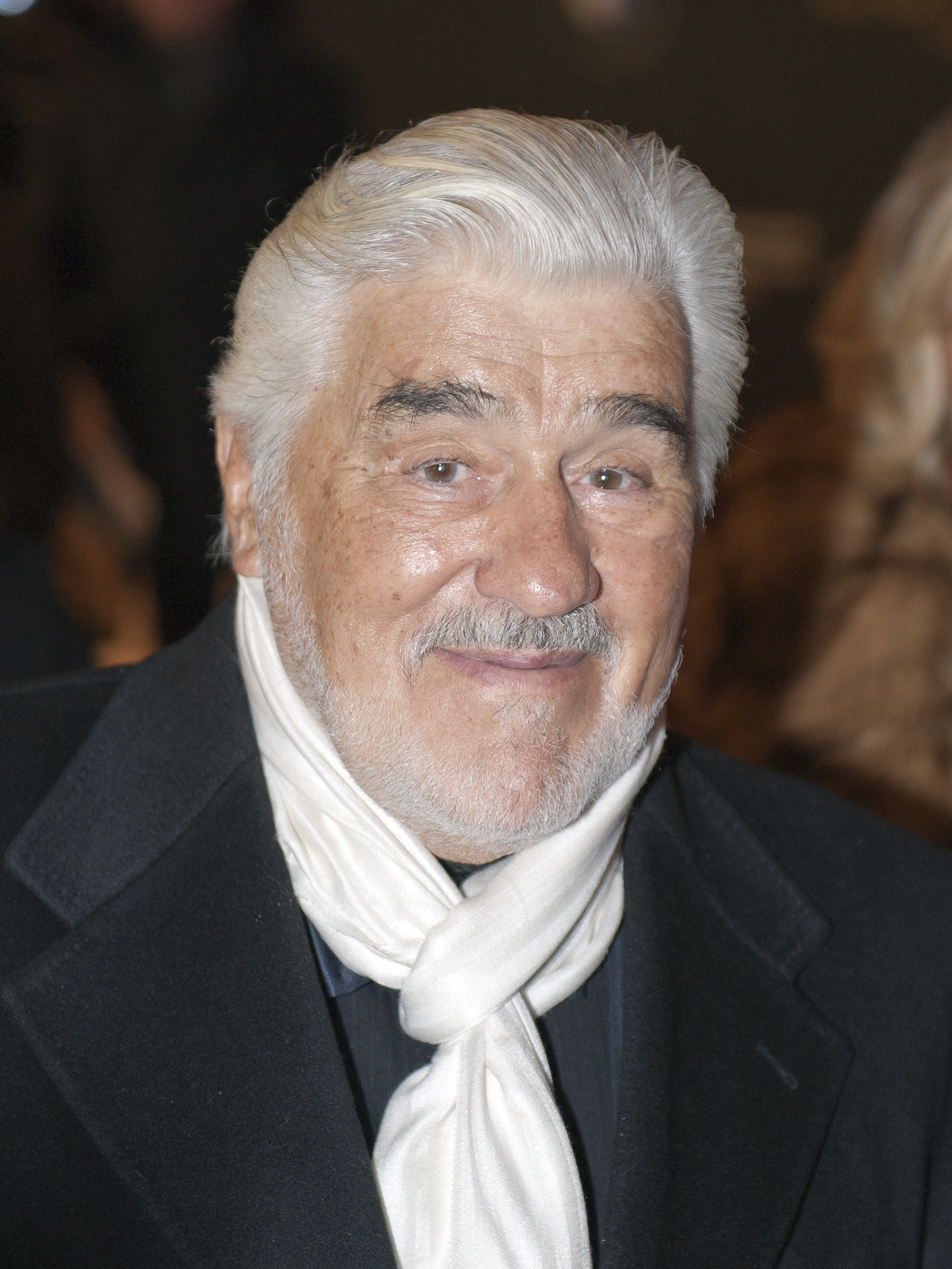
Mario Adorf, 2011

- 08. September: Jeannette Altwegg, britische Eiskunstläuferin († 2021)
- 08. September: Antonio Requeni, argentinischer Journalist und Schriftsteller
- 08. September: Reinhard Strecker, deutscher politischer Aktivist
- 09. September: Paolo Marzotto, italienischer Unternehmer und Automobilrennfahrer († 2020)
- 10. September: Liliana Segre, italienische Überlebende des Holocaust
- 11. September: Alec G. Olson, US-amerikanischer Politiker
- 12. September: Larry Austin, US-amerikanischer Komponist, Dirigent und Musikwissenschaftler († 2018)
- 12. September: Klaus Siebold, Minister für Kohle und Energie der DDR († 1995)
- 12. September: Akira Suzuki, japanischer Chemiker
- 13. September: Akito Arima, japanischer theoretischer Kernphysiker († 2020)
- 14. September: Hans Aregger, schweizerischer Komponist, Kapellmeister, Klarinetten- und Saxophonspieler
- 14. September: Adam Smelczyński, polnischer Sportschütze († 2021)
- 16. September: Hartmut Badenhop, deutscher Theologe († 2025)
- 16. September: Anne Francis, US-amerikanische Filmschauspielerin († 2011)
- 16. September: Egon Schidan, deutscher Boxer († 2002)
- 17. September: William Geoffrey Arnott, britischer Gräzist († 2010)
- 17. September: John Morgan, US-amerikanischer Segler († 2025)
- 17. September: Tom Stafford, US-amerikanischer Astronaut († 2024)
- 18. September: Ignatius Moussa I. Kardinal Daoud, Präfekt der Kongregation für die orientalischen Kirchen († 2012)
- 19. September: Muhal Richard Abrams, US-amerikanischer Jazzmusiker und Komponist († 2017)
- 19. September: Rolf Arndt, deutscher Schauspieler und Regisseur
- 19. September: Ernst-Wolfgang Böckenförde, deutscher Rechtsphilosoph und Richter des Bundesverfassungsgerichts († 2019)
- 20. September: Eddie Bo, US-amerikanischer Musiker († 2009)
- 20. September: Karl Eduard Claussen, deutscher Politiker († 2012)
- 20. September: André Haddad, libanesischer Erzbischof († 2017)
- 20. September: Richard Montague, US-amerikanischer Mathematiker, Philosoph und Linguist († 1971)
- 21. September: Dawn Addams, britische Schauspielerin († 1985)
- 21. September: Doug Eggers, US-amerikanischer American-Football-Spieler († 2025)
- 22. September: Rudolf Eder, deutscher Fußballspieler
- 22. September: Roger Hannay, US-amerikanischer Komponist und Musikpädagoge († 2006)
- 22. September: Antonio Saura, spanischer Maler († 1998)
- 23. September: Ray Charles, US-amerikanischer Bluesmusiker, Blues- und Jazz-Musiker († 2004) Ray Charles

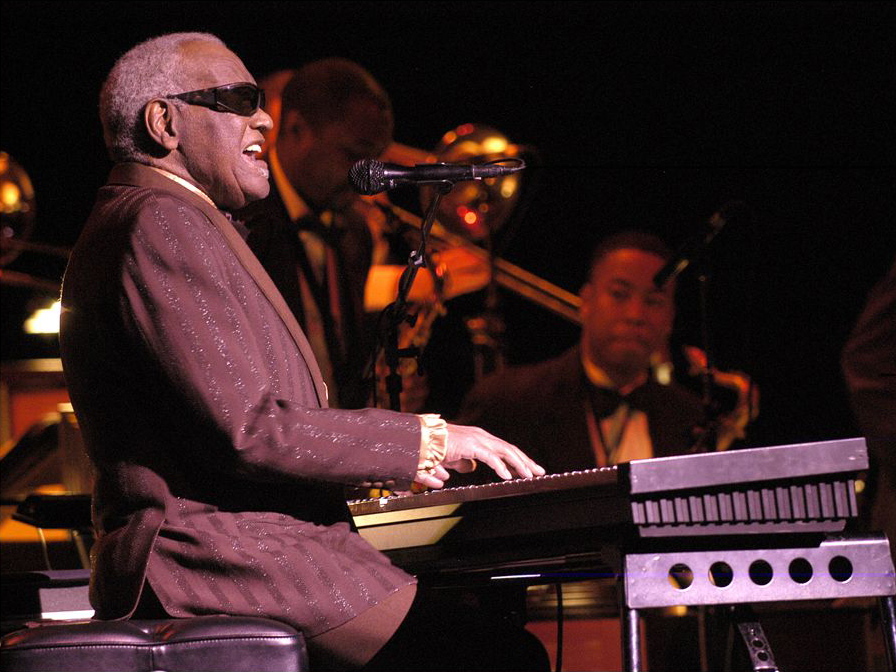
Ray Charles

- 23. September: Gerardo Guevara, ecuadorianischer Komponist († 2024)
- 23. September: Don Edmunds, US-amerikanischer Automobilrennfahrer († 2020)
- 24. September: Ingrid Bachér, deutsche Schriftstellerin
- 24. September: Karl Hüser, deutscher Historiker, Lehrer und Autor
- 24. September: Horst Sachtleben, deutscher Schauspieler, Regisseur und Synchronsprecher († 2022)
- 24. September: John Young, US-amerikanischer Astronaut († 2018)
- 25. September: Nino Cerruti, italienischer Modeschöpfer und Gründer des Modeunternehmens Cerruti († 2022)
- 25. September: Herbert Heckmann, deutscher Schriftsteller († 1999)
- 25. September: Chit Phumisak, thailändischer Intellektueller und Autor († 1966)
- 26. September: Frederick Andermann, kanadischer Neurologe († 2019)
- 26. September: Michele Kardinal Giordano, Erzbischof von Neapel († 2010)
- 26. September: Peter Steffen, deutscher Schlagersänger († 2012)
- 26. September: Fritz Wunderlich, deutscher Sänger († 1966)
- 27. September: Igor Kipnis, US-amerikanischer Cembalist († 2002)
- 27. September: Alan Shugart, US-amerikanischer Erfinder und Unternehmer († 2006)
- 28. September: Werner Delmes, deutscher Hockeyspieler († 2022)
- 28. September: Immanuel Wallerstein, US-amerikanischer Sozialwissenschaftler († 2019)
- 29. September: Elvira Bickel, deutsche Politikerin († 2025)
- 29. September: Richard Bonynge, australischer Dirigent
- 29. September: Colin Dexter, englischer Krimi-Schriftsteller († 2017)
- 30. September: Jerónimo Tomás Abreu Herrera, Bischof von Mao-Monte Cristi († 2012)
- 30. September: Vytautas Astrauskas, litauischer Politiker († 2017)
- 30. September: Vitín Avilés, puerto-ricanischer Sänger († 2004)
- 30. September: Paul Brandenburg, deutscher Bildhauer († 2022)

### Oktober
- 01. Oktober: Mykolas Arlauskas, litauischer Politiker († 2020)
- 01. Oktober: Frank Gardner, australischer Automobilrennfahrer († 2009)
- 01. Oktober: Richard Harris, irischer Schauspieler († 2002) Richard Harris

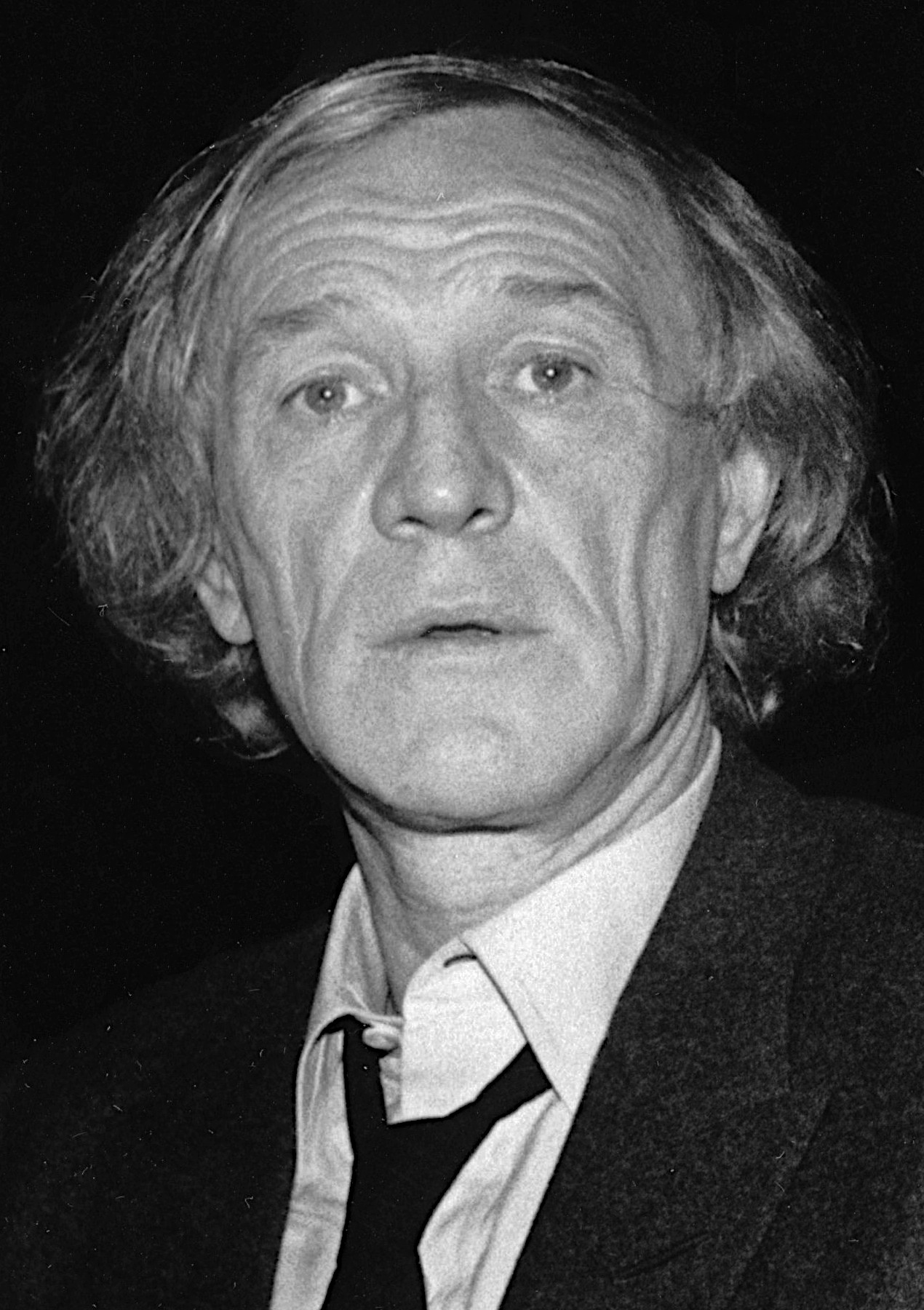
Richard Harris

- 01. Oktober: Philippe Noiret, französischer Schauspieler († 2006)
- 02. Oktober: David Barrett, kanadischer Politiker († 2018)
- 02. Oktober: Ivy Dumont, bahamaische Generalgouverneurin
- 03. Oktober: Theo Buck, deutscher Germanist († 2019)
- 02. Oktober: Günter Kochan, deutscher Komponist († 2009)
- 03. Oktober: Andreas Hönisch, deutscher katholischer Priester, Pfadfinder und Ordensgründer († 2008)
- 03. Oktober: Wolf Klaußner, deutscher Schriftsteller († 2005)
- 04. Oktober: Hans Peter Willberg, deutscher Typograf, Buchillustrator und Fachautor († 2003)
- 05. Oktober: Kurt Adelmann, deutscher Politiker († 1978)
- 05. Oktober: Raymond Guiot, französischer Flötist († 2025)
- 05. Oktober: Seán Potts, irischer Flötenspieler († 2014)
- 05. Oktober: Reinhard Selten, deutscher Nobelpreisträger, Volkswirt, Mathematiker und Esperantist († 2016)
- 05. Oktober: Shugyō Takahashi, japanischer Haikudichter († 2024)
- 06. Oktober: Hafiz al-Assad, syrischer Präsident († 2000)
- 06. Oktober: Dieter Falk, deutscher Motorradrennfahrer († 2021)
- 06. Oktober: Herbert Limmer, deutscher Diplomat und Botschafter († 2023)
- 08. Oktober: Pepper Adams, US-amerikanischer Baritonsaxophonist († 1986)
- 08. Oktober: Tōru Takemitsu, japanischer Komponist († 1996)
- 10. Oktober: Gianni Berengo Gardin, italienischer Fotograf († 2025)
- 10. Oktober: Eugenio Castellotti, italienischer Automobilrennfahrer († 1957)
- 10. Oktober: Yves Chauvin, französischer Chemiker und Nobelpreisträger († 2015)
- 10. Oktober: Daniel Keel, Schweizer Verleger († 2011)
- 10. Oktober: Harold Pinter, englischer Theaterautor und Regisseur († 2008)
- 11. Oktober: Byron LaBeach, jamaikanischer Sprinter († 2021)
- 11. Oktober: Dagobert Lindlau, deutscher Journalist und Schriftsteller († 2018)
- 11. Oktober: Georges El-Murr, libanesischer Erzbischof von Petra und Philadelphia (Jordanien) († 2017)
- 12. Oktober: Günther Einert, deutscher Politiker († 2015)
- 12. Oktober: Gerd W. Heyse, deutscher Aphoristiker († 2020)
- 12. Oktober: Jens Martin Knudsen, dänischer Astrophysiker († 2005)
- 12. Oktober: Raoul Pleskow, US-amerikanischer Komponist und Musikpädagoge († 2022)
- 12. Oktober: Peter Spälti, Schweizer Politiker und Manager († 2010)
- 12. Oktober: Alicia Urretta, mexikanische Komponistin († 1986)
- 13. Oktober: Rudolf Schenda, Volkskundler und Erzählforscher († 2000)
- 14. Oktober: Mobutu Sese Seko, Präsident von Zaire († 1997)
- 15. Oktober: Romano Bonagura, italienischer Bobfahrer († 2010)
- 15. Oktober: Ned McWherter, US-amerikanischer Politiker († 2011)
- 15. Oktober: Heiko Augustinus Oberman, reformierter Kirchenhistoriker († 2001)
- 15. Oktober: Christian Wiyghan Kardinal Tumi, Erzbischof von Douala († 2021)
- 16. Oktober: Patricia Jones, kanadische Leichtathletin († 2000)
- 16. Oktober: John Polkinghorne, britischer Teilchenphysiker, anglikanischer Pfarrer und Autor († 2021)
- 17. Oktober: Robert Atkins, US-amerikanischer Kardiologe und Ernährungswissenschaftler († 2003)
- 17. Oktober: Betty-Jean Hagen, kanadische Geigerin und Musikpädagogin († 2016)
- 18. Oktober: Frank Carlucci, US-amerikanischer Politiker und ehemaliger Verteidigungsminister († 2018)
- 18. Oktober: Hubert Coppenrath, französischer Erzbischof († 2022)
- 18. Oktober: Hans Martin, deutscher Jurist und Kommunalpolitiker († 2016)
- 19. Oktober: Martin Kelm, deutscher Industrieformgestalter, Designer und Hochschullehrer
- 20. Oktober: Manfred Abelein, deutscher Politiker († 2008)
- 20. Oktober: Carlos Díaz, kubanischer Sänger († 2002)
- 20. Oktober: David Hall, US-amerikanischer Politiker († 2016)
- 21. Oktober: Iwan Silajew, sowjetischer und russischer Politiker († 2023)
- 22. Oktober: Enriqueta Estela Barnes de Carlotto, argentinische Menschenrechtsaktivistin
- 22. Oktober: Frank Lowy, australischer Unternehmer
- 23. Oktober: Gérard Blain, französischer Schauspieler, Filmregisseur und Drehbuchautor († 2000)
- 23. Oktober: Boozoo Chavis, US-amerikanischer Musiker († 2001)
- 23. Oktober: Hilmar Þorbjörnsson, isländischer Leichtathlet († 1999)
- 24. Oktober: Jack Angel, US-amerikanischer Synchronsprecher († 2021)
- 24. Oktober: Johan Galtung, norwegischer Politologe († 2024)
- 24. Oktober: James Scott Douglas, britischer Automobilrennfahrer († 1969)
- 24. Oktober: The Big Bopper, US-amerikanischer Rock 'n' Roll-Musiker († 1959)
- 25. Oktober: Harold Brodkey, US-amerikanischer Schriftsteller († 1996)
- 25. Oktober: Werner Lutz, Schweizer Schriftsteller, Maler und Grafiker († 2016)
- 25. Oktober: Horst Aloysius Massing, deutscher Arzt, Fachjournalist und Kommunalpolitiker († 2011)
- 25. Oktober: Werner Wittig, deutscher Maler, Holzstecher und Druckgrafiker († 2013)
- 26. Oktober: John Arden, britischer Schriftsteller und Dramatiker († 2012)
- 26. Oktober: William Burgess, kanadischer Segler († 2022)
- 26. Oktober: Erich Kronauer, deutscher Manager und Stifter
- 26. Oktober: José Ramón Machado Ventura, kubanischer Politiker
- 26. Oktober: Les Richter, US-amerikanischer American-Football-Spieler und Motorsportfunktionär († 2010)
- 26. Oktober: Jörg Steiner, Schweizer Schriftsteller († 2013)
- 28. Oktober: Barbara Brecht-Schall, deutsche Theaterschauspielerin († 2015)
- 28. Oktober: Irmgard Düren, Moderatorin des Fernsehens der DDR († 2004)
- 28. Oktober: Bernie Ecclestone, britischer Automobilsportfunktionär, Unternehmer und quasi der „Besitzer“ der Formel 1
- 28. Oktober: Raimund Girke, deutscher Maler († 2002)
- 28. Oktober: Philip Saville, englischer Filmregisseur, Drehbuchautor, Filmproduzent, Schauspieler († 2016)
- 29. Oktober: Bertha Brouwer, niederländische Sprinterin († 2006)
- 29. Oktober: Heinz Nittel, österreichischer Politiker († 1981)
- 29. Oktober: Omara Portuondo, kubanische Musikerin
- 29. Oktober: Niki de Saint Phalle, Malerin und Bildhauerin († 2002)
- 30. Oktober: Clifford Brown, US-amerikanischer Jazztrompeter († 1956)
- 30. Oktober: Timothy Findley, kanadischer Schriftsteller, Klassiker der kanadischen Literatur († 2002)
- 30. Oktober: José Lei, Sportschütze aus Hongkong († 2023)
- 30. Oktober: Gerti Möller, deutsche Schlager- und Chansonsängerin
- 30. Oktober: Stanley Sadie, britischer Musikwissenschaftler († 2005)
- 31. Oktober: Michael Collins, US-amerikanischer Astronaut († 2021)
- 31. Oktober: Booker Ervin, US-amerikanischer Jazz-Saxophonist († 1970)
- 31. Oktober: Kurt-Werner Seidel, deutscher Feuerwehrmann, Landesbranddirektor a. D. († 1990)

### November
- 01. November: Earl Aycock, US-amerikanischer Country- und Rockabilly-Musiker († 2001)
- 01. November: Edgar Basel, deutscher Fliegengewichtsboxer († 1977)
- 01. November: Andrew Noel Schofield, britischer Bauingenieur († 2025)
- 02. November: Franz Möller, deutscher Politiker und MdB († 2018)
- 02. November: Jürgen Stroech, deutscher Bibliothekar († 2023)
- 03. November: Harry Kurschat, deutscher Boxer († 2022)
- 03. November: William MacSems, US-amerikanischer Komponist († 2024)
- 03. November: Brian Robinson, britischer Radrennfahrer († 2022)
- 03. November: Lois Smith, US-amerikanische Schauspielerin
- 04. November: Lore Krainer, österreichische Kabarettistin und Chansonsängerin († 2020)
- 04. November: Wilhelm Willms, deutscher Pfarrer und Verfasser geistlicher Lieder († 2002)
- 05. November: John Frank Adams, englischer Mathematiker († 1989)
- 05. November: Lee Lozano, amerikanische Malerin, Konzept- und Performance-Künstlerin († 1999)
- 05. November: Hans Mommsen, deutscher Historiker († 2015)
- 05. November: Wolfgang Mommsen, deutscher Historiker († 2004)
- 06. November: Douglas Anakin, kanadischer Bobfahrer und Rodler († 2020)
- 06. November: Florian Lensing-Wolff, deutscher Zeitungsverleger († 2011)
- 07. November: Greg Bell, US-amerikanischer Leichtathlet († 2025)
- 07. November: Rudy Boschwitz, US-amerikanischer Politiker
- 07. November: Ruth Lomon, kanadische Komponistin und Pianistin († 2017)
- 07. November: Barry Newman, US-amerikanischer Schauspieler († 2023)
- 07. November: Karla Runkehl, deutsche Schauspielerin († 1986)
- 08. November: Jewgeni Malinin, russischer Dirigent, Musikpädagoge und Geiger († 2001)
- 08. November: Heinz Perne, Religionslehrer, Redakteur († 2008)
- 09. November: José Águas, portugiesischer Fußballspieler († 2000)
- 09. November: Heinz Spielmann, deutscher Kunsthistoriker und Museumskurator
- 10. November: Heinz Küpper, deutscher Schriftsteller († 2005)
- 10. November: Kazuo Kuroki, japanischer Regisseur und Drehbuchautor († 2006)
- 10. November: Lutz Moik, deutscher Schauspieler und Synchronsprecher († 2002)
- 11. November: Mildred Dresselhaus, US-amerikanische Physikerin († 2017)
- 11. November: Hank Garland, US-amerikanischer Gitarrist († 2004)
- 11. November: David Haskell Hackworth, US-Kriegsheld und Militärexperte († 2005)
- 11. November: Alewtina Koltschina, sowjetische Skilangläuferin († 2022)
- 12. November: Tonke Dragt, niederländische Kinder- und Jugendbuch-Schriftstellerin († 2024)
- 12. November: Ève Gagnier, kanadische Sopranistin und Schauspielerin († 1984)
- 12. November: Lothar Wrede, deutscher Politiker († 2019)
- 13. November: Fumiko Kometani, japanische Schriftstellerin
- 13. November: Frank Manley, US-amerikanischer Hochschullehrer, Lyriker, Dramatiker und Erzähler († 2009)
- 13. November: Michel Robin, französischer Schauspieler († 2020)
- 14. November: Pierre Bergé, französischer Unternehmer und Mäzen († 2017)
- 14. November: Jörg Jannings, deutscher Regisseur und Hörspielleiter des RIAS († 2023)
- 14. November: Monique Mercure, kanadische Schauspielerin († 2020)
- 14. November: Jānis Kardinal Pujats, Erzbischof von Riga
- 14. November: Ed White, US-amerikanischer Astronaut († 1967)
- 15. November: James Graham Ballard, britischer Schriftsteller († 2009)
- 15. November: Aureliano Bolognesi, italienischer Boxer († 2018)
- 15. November: Herbert Häber, Mitglied des Politbüros des ZK der SED in der DDR († 2020)
- 16. November: Chinua Achebe, nigerianischer Schriftsteller († 2013)
- 16. November: Tuğrul Ansay, deutscher Rechtswissenschaftler († 2022)
- 17. November: Dave Amram, US-amerikanischer Jazzmusiker und Komponist
- 17. November: Joan Maxwell, kanadische Sängerin und Musikpädagogin († 2000)
- 17. November: Karl Merkatz, österreichischer Schauspieler († 2022)
- 18. November: Jerzy Artysz, polnischer Sänger († 2024)
- 19. November: Christian Schwarz-Schilling, deutscher Politiker, MdB und Bundesminister
- 20. November: Kenneth Frampton, britisch-US-amerikanischer Architekt
- 21. November: Arthur Bialas, deutscher Fußballspieler († 2012)
- 21. November: Bernard Lagacé, kanadischer Organist und Cembalist († 2025)
- 21. November: Bryn Meredith, walisischer Rugbyspieler
- 22. November: Owen K. Garriott, US-amerikanischer Astronaut († 2019)
- 22. November: Peter Hurford, britischer Organist und Komponist († 2019)
- 23. November: Geeta Dutt, indische Sängerin († 1972)
- 24. November: Albert Wolsky, US-amerikanischer Kostümbildner
- 25. November: Brian Herbinson, kanadischer Vielseitigkeitsreiter († 2022)
- 25. November: Jan P. Syse, norwegischer konservativer Politiker († 1997)
- 26. November: J. Joseph Garrahy, US-amerikanischer Politiker († 2012)
- 26. November: Annegret Golding, deutsche Schauspielerin
- 26. November: Berthold Leibinger, deutscher Industrieller und Mäzen († 2018)
- 26. November: Siegfried Lorenz, Mitglied des Politbüros des ZK der SED in der DDR
- 27. November: Lothar Bellag, deutscher Schauspieler und Regisseur († 2001)
- 27. November: Lorenz Betzing, deutscher Spion (DDR) († 2004)
- 27. November: John Crook, britischer Verhaltensforscher, Lehrer des Chan- bzw. Zen-Buddhismus († 2011)
- 27. November: Reinhard Glemnitz, deutscher Schauspieler und Synchronsprecher
- 27. November: Wilfried Werz, deutscher Bühnenbildner († 2014)
- 28. November: Mikuláš Athanasov, tschechoslowakischer Ringer († 2005)
- 29. November: Candido Cannavò, italienischer Sportjournalist und Herausgeber († 2009)
- 29. November: David Goldblatt, südafrikanischer Fotograf († 2018)
- 29. November: Gottfried Kumpf, österreichischer Maler, Graphiker und Bildhauer († 2022)
- 30. November: Henri Greder, französischer Automobilrennfahrer († 2012)
- 30. November: Gordon Liddy, US-amerikanischer Geheimpolizist und Schauspieler († 2021)

### Dezember
- 01. Dezember: Joachim Hoffmann, deutscher Historiker und Publizist († 2002)
- 01. Dezember: Carlheinz Hollmann, deutscher Fernsehmoderator († 2004)
- 02. Dezember: Gary Becker, US-amerikanischer Ökonom und Nobelpreisträger († 2014)
- 02. Dezember: David Piper, britischer Automobilrennfahrer
- 03. Dezember: Frédéric Kardinal Etsou-Nzabi-Bamungwabi, Erzbischof von Kinshasa († 2007)
- 03. Dezember: Jean-Luc Godard, französisch-schweizerischer Filmregisseur († 2022)
- 03. Dezember: Francesco Perrone, italienischer Langstreckenläufer († 2020)
- 03. Dezember: Werner Remmers, deutscher Volkswirt und Politiker (CDU) († 2011)
- 04. Dezember: Marc Adrian, österreichischer Avantgardekünstler und Filmemacher († 2008)
- 04. Dezember: Paul-Heinz Dittrich, deutscher Komponist († 2020)
- 04. Dezember: Gilbert Guillaume, französischer Jurist, Mitglied des Internationalen Gerichtshofes
- 04. Dezember: Jim Hall, US-amerikanischer Jazzgitarrist und Komponist († 2013)
- 05. Dezember: Alexander Meyer von Bremen, deutscher Pianist, Komponist, Arrangeur und Musikpädagoge († 2002)
- 05. Dezember: Klaus Quinkert, deutscher Fußballtrainer († 2018)
- 06. Dezember: Carmelo Cedrún, spanischer Fußballtorhüter und -trainer
- 06. Dezember: Rolf Hoppe, deutscher Schauspieler († 2018)
- 07. Dezember: Lupe Serrano, chilenische Balletttänzerin († 2023)
- 07. Dezember: Bob Tullius, US-amerikanischer Automobilrennfahrer und Rennstallbesitzer
- 08. Dezember: Michael Kahn, US-amerikanischer Filmeditor
- 08. Dezember: Maximilian Schell, österreichisch-schweizerischer Schauspieler, Regisseur und Produzent († 2014) Maximilian Schell (2011)

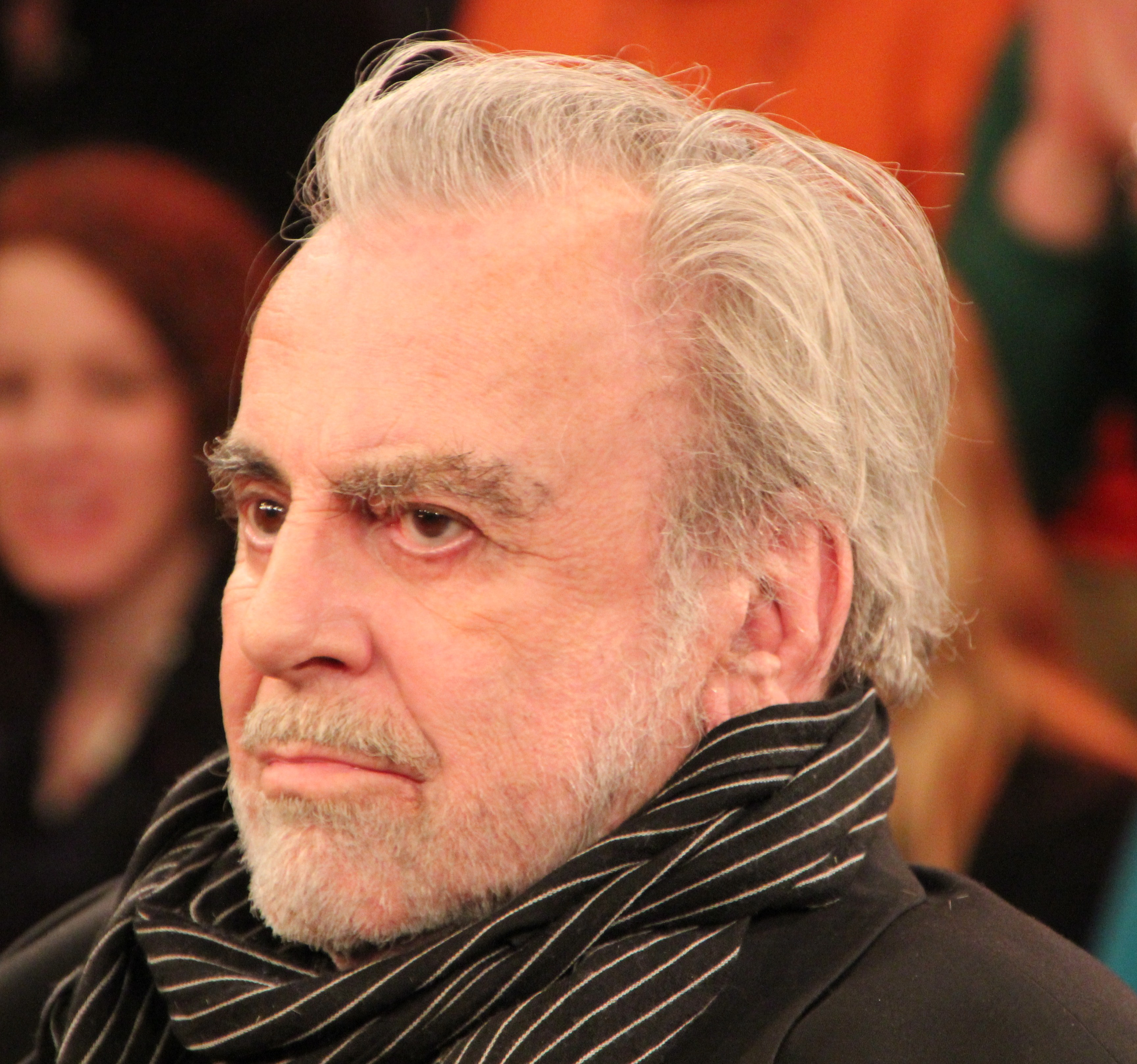
Maximilian Schell (2011)

- 09. Dezember: Felicia Langer, israelisch-deutsche Juristin, Menschenrechtsaktivistin und Schriftstellerin († 2018)
- 09. Dezember: Edoardo Sanguineti, italienischer Schriftsteller († 2010)
- 10. Dezember: John D. Anderson, US-amerikanischer Kernphysiker
- 10. Dezember: Clayton Keith Yeutter, US-amerikanischer Politiker († 2017)
- 11. Dezember: Marcus Lutter, deutscher Jurist († 2021)
- 11. Dezember: Jean-Louis Trintignant, französischer Schauspieler († 2022)
- 12. Dezember: Günter Mack, deutscher Schauspieler († 2007)
- 12. Dezember: Saša Večtomov, tschechischer Cellist († 1989)
- 13. Dezember: Karl Heinz Hock, deutscher Publizist († 2017)
- 13. Dezember: Erich Schumann, deutscher Verleger und Geschäftsführer der WAZ († 2007)
- 13. Dezember: Reiner Zimnik, deutscher Schriftsteller († 2021)
- 14. Dezember: Silvius Wodarz, deutscher Forstbeamter sowie Umwelt- und Naturschützer († 2018)
- 15. Dezember: Ueli Beck, Schweizer Schauspieler und Radiomoderator († 2010)
- 15. Dezember: Erich Hauser, deutscher Bildhauer († 2004)
- 15. Dezember: Henri Kagan, französischer Chemiker
- 15. Dezember: Edna O’Brien, irische Schriftstellerin († 2024)
- 16. Dezember: Benjamin Harkarvy, US-amerikanischer Tanzlehrer, Ballettmeister und Choreograph († 2002)
- 16. Dezember: Sam Most, US-amerikanischer Jazz-Saxophonist und Flötist († 2013)
- 16. Dezember: Norbert Schlottmann, deutscher Politiker und MdB († 2004)
- 16. Dezember: Bill Young, US-amerikanischer Politiker († 2013)
- 17. Dezember: Makoto Moroi, japanischer Komponist († 2013)
- 17. Dezember: Armin Mueller-Stahl, deutscher Schauspieler Armin Mueller-Stahl (2007)

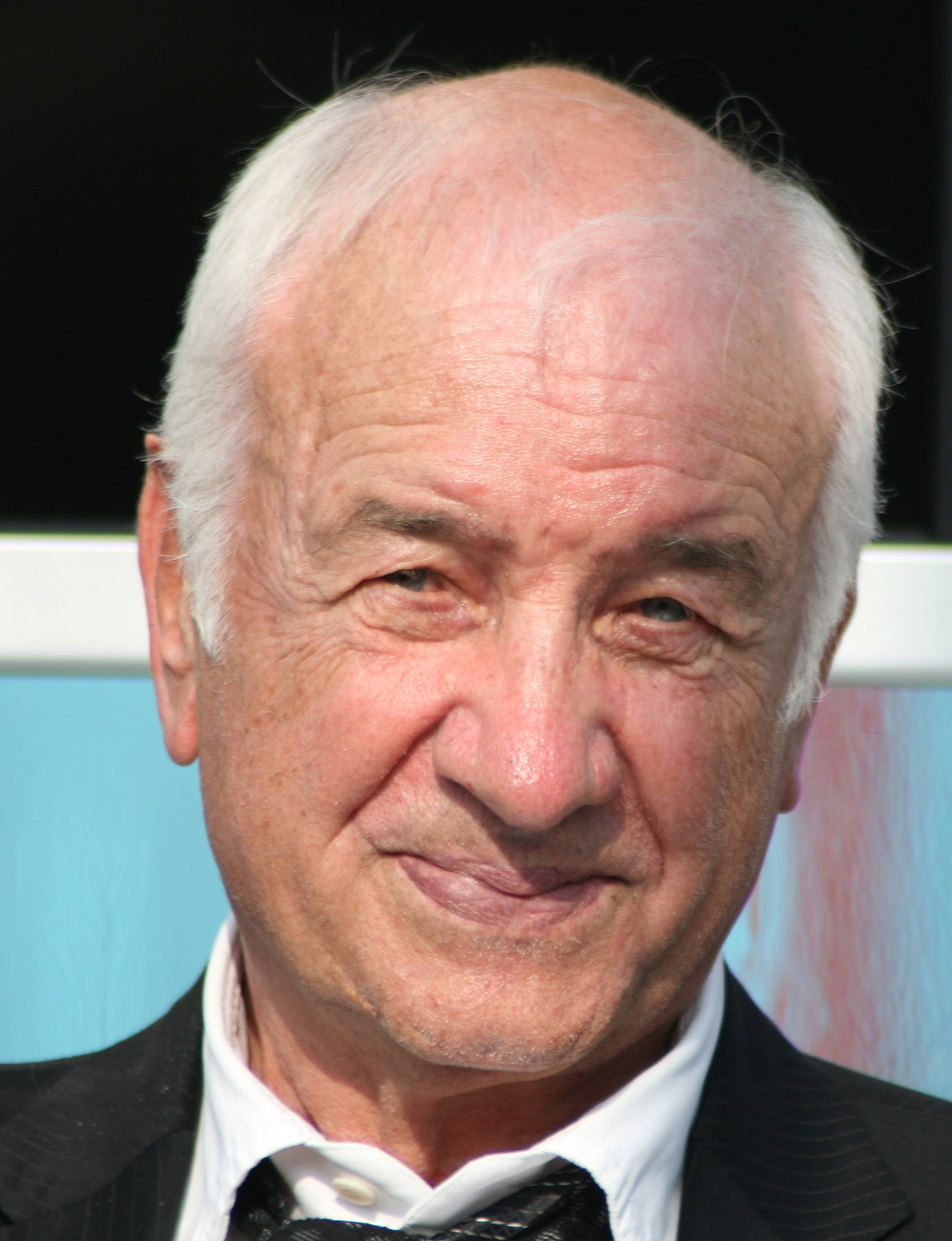
Armin Mueller-Stahl (2007)

- 19. Dezember: Andreas Baltes, deutscher Politiker († 2001)
- 19. Dezember: Bożena Kowalska, polnische Kunstwissenschaftlerin, -kritikerin, -sammlerin und Galeristin († 2023)
- 19. Dezember: Miloslav Stingl, tschechischer Ethnologe und Sachbuchautor († 2020)
- 19. Dezember: Georg Stollenwerk, deutscher Fußballspieler und -trainer († 2014)
- 20. Dezember: Rudi Felgenheier, deutscher Motorradrennfahrer († 2005)
- 20. Dezember: Pat Hare, US-amerikanischer Blues-Musiker († 1980)
- 20. Dezember: Volker Klotz, deutscher Literaturwissenschaftler, Theaterkritiker und Dramaturg († 2023)
- 20. Dezember: Valentina Kameníková, ukrainische Pianistin und Musikpädagogin († 1989)
- 21. Dezember: Adebayo Adedeji, nigerianischer Politiker († 2018)
- 21. Dezember: Wolfgang Pietzsch, deutscher Schach-Großmeister († 1995)
- 21. Dezember: Kalevi Sorsa, finnischer Staatsmann und ehemaliger Premierminister († 2004)
- 22. Dezember: Jack Thomas Brinkley, US-amerikanischer Politiker († 2019)
- 22. Dezember: Lothar Dombrowski, deutscher Journalist und Moderator († 2001)
- 22. Dezember: Salvatore Gionta, italienischer Wasserballspieler († 2025)
- 22. Dezember: Herbert Pilz, deutscher Koch, Gastronomiehistoriker, Fach- und Kochbuchautor († 2022)
- 23. Dezember: Jean Hurring, neuseeländische Schwimmerin († 2020)
- 24. Dezember: Frithjof Bergmann, US-amerikanischer Philosoph († 2021)
- 25. Dezember: Mike Agassi, persischer Boxer († 2021)
- 25. Dezember: Gotthart Wunberg, deutscher Germanist, Literaturhistoriker und Kulturwissenschaftler († 2020)
- 26. Dezember: Jean Ferrat, französischer Sänger und Komponist († 2010)
- 26. Dezember: Elliott H. Levitas, US-amerikanischer Politiker († 2022)
- 27. Dezember: Jacqueline Fontyn, belgische Komponistin und Professorin
- 27. Dezember: William H. Hill, US-amerikanischer Komponist und Musikpädagoge († 2000)
- 27. Dezember: Hannelore Schlaf, deutsche Tischtennisspielerin und -funktionärin († 1985)
- 27. Dezember: Bob Stroger, US-amerikanischer Bluesmusiker
- 28. Dezember: Hans Holmér, schwedischer Polizist und Geheimdienstchef († 2002)
- 28. Dezember: Franzl Lang, deutscher Sänger, Jodler, Gitarrist und Akkordeonspieler († 2015)
- 28. Dezember: Ed Thigpen, US-amerikanischer Jazz-Schlagzeugspieler († 2010)
- 30. Dezember: Əbülfət Əliyev, aserbaidschanischer Mugham- und Opernsänger († 1990)
- 30. Dezember: François Blank, Schweizer Eishockeyspieler († 2021)
- 30. Dezember: Youyou Tu, chinesische Pharmakologin
- 30. Dezember: Marianne Wünscher, deutsche Schauspielerin († 1990)
- 31. Dezember: Renate Hoy, deutsche Schönheitskönigin und Schauspielerin († 2024)
- 31. Dezember: Walter Müller, deutscher Turner († 2021)

### Genaues Geburtsdatum unbekannt
- Cecile Abish, US-amerikanische Installations- und Landart-Künstlerin und Fotografin
- Shun Akiyama, japanischer Literaturkritiker und Buchautor († 2013)
- Fritz Augstburger, schweizerischer Politiker († 2005)
- Charles Austin, US-amerikanischer Multi-Instrumentalist († 2024)
- Ernie Barton, US-amerikanischer Rockabilly- und Rock-’n’-Roll-Musiker, Produzent und Songschreiber
- Cedric Baxter, australischer Kunstmaler und Grafiker († 2024)
- Maurice Beerblock, belgischer Schauspieler und Regisseur († 1998)
- George Bloomfield, kanadischer Regisseur († 2011)
- Peggy Brown, deutsche Schlagersängerin
- Julito Deschamps, dominikanischer Sänger, Pianist und Gitarrist († 1985)
- Gustl Halenke, deutsche Schauspielerin († 2022)
- Dick Irish, US-amerikanischer Automobilrennfahrer († 2015)
- Adnan Kassar, libanesischer Bankier und Politiker († 2025)
- Joseph McGrath, britischer Filmregisseur,
- Fereydun Naserin, iranischer Komponist und Dirigent
- André Saint-Cyr, kanadischer Benediktinermönch und Chorleiter
- Hanna Seiffert, deutsche Schauspielerin († 2020)

## Gestorben

### Januar/Februar
- 01. Januar: Peter Brynie Lindeman, norwegischer Komponist (* 1858)
- 02. Januar: Therese Malten, deutsche Sängerin (* 1853)
- 05. Januar: Ludwig Claisen, deutscher Chemiker (* 1851)
- 07. Januar: Jacob B. Bull, norwegischer Autor (* 1853)
- 13. Januar: Sebastian Ziani de Ferranti, britischer Ingenieur (* 1864)
- 15. Januar: Theodor von Heigelin, deutscher Kolonialoffizier (* 1876)
- 17. Januar: Heinrich Lessing, deutscher Porträt- und Landschaftsmaler (* 1856)
- 19. Januar: Frank Plumpton Ramsey, britischer Mathematiker und Logiker (* 1903)
- 24. Januar: Mario Sammarco, italienischer Sänger (* 1868)
- 25. Januar: Fedele Azari, italienischer Flugzeugpilot sowie Schriftsteller und Maler des Futurismus (* 1895)
- 27. Januar: Jean Huré, französischer Komponist und Organist (* 1877)
- 02. Februar: Carl Miller, deutscher Kommunalpolitiker (* 1860)
- 05. Februar: Anton Aicher, österreichischer Bildhauer (* 1859)
- 05. Februar: Friedrich von Duhn, deutscher Archäologe (* 1851)
- 09. Februar: Paul Levi, deutscher Rechtsanwalt und Politiker (* 1883)
- 11. Februar: Franz Winter, deutscher Archäologe (* 1861)
- 13. Februar: Conrad Ansorge, deutscher Pianist, Komponist und Musikpädagoge (* 1862)
- 13. Februar: Anton Faistauer, österreichischer Maler (* 1887)
- 14. Februar: Fred Dubois, US-amerikanischer Politiker (* 1851)
- 14. Februar: Alice Verlet, belgische Opernsängerin und Musikpädagogin (* 1873)
- 15. Februar: Charles Fletcher Johnson, US-amerikanischer Jurist und Politiker (* 1859)
- 21. Februar: Ahmad Schah Kadschar, letzter Herrscher der Kadscharen-Dynastie im Iran (* 1897)
- 21. Februar: George Waring Stebbins, US-amerikanischer Organist und Komponist (* 1869)
- 23. Februar: Mabel Normand, US-amerikanische Stummfilmschauspielerin (* 1892)
- 23. Februar: Horst Wessel, deutscher Nationalsozialist und Student der Rechtswissenschaft (* 1907)
- 26. Februar: Ahmed Rızâ, osmanischer Politiker (* 1858)

### März/April
- 02. März: Richard Wilhelm, deutscher Sinologe (* 1873)
- 02. März: D. H. Lawrence, britischer Schriftsteller (* 1885)

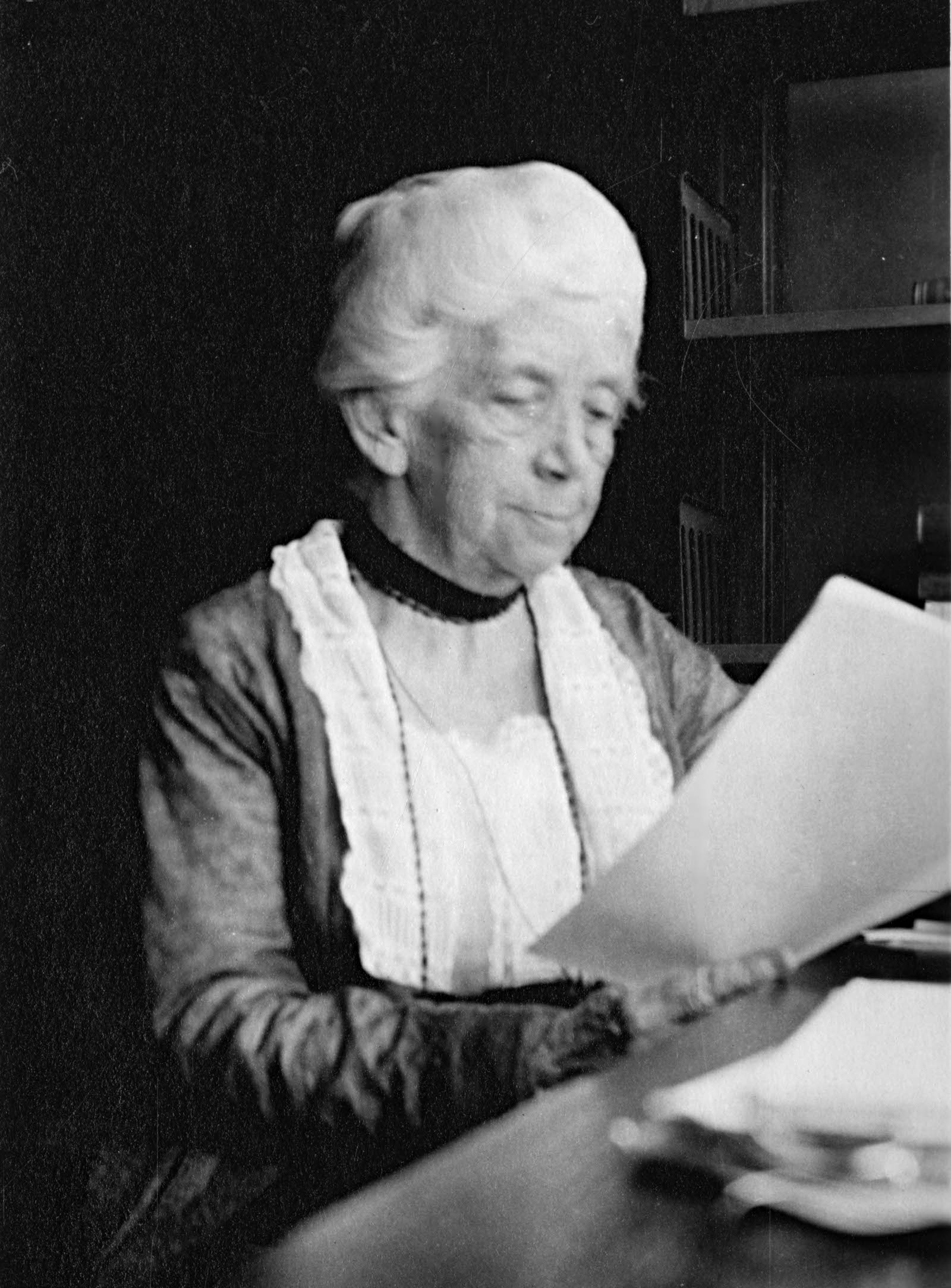
Christine Ladd-Franklin

- 05. März: Christine Ladd-Franklin, amerikanische Mathematikerin (* 1847)
- 05. März: Paul Morard, Schweizer Jurist und Politiker (* 1879)
- 06. März: Alfred von Tirpitz, deutscher Großadmiral (* 1849)

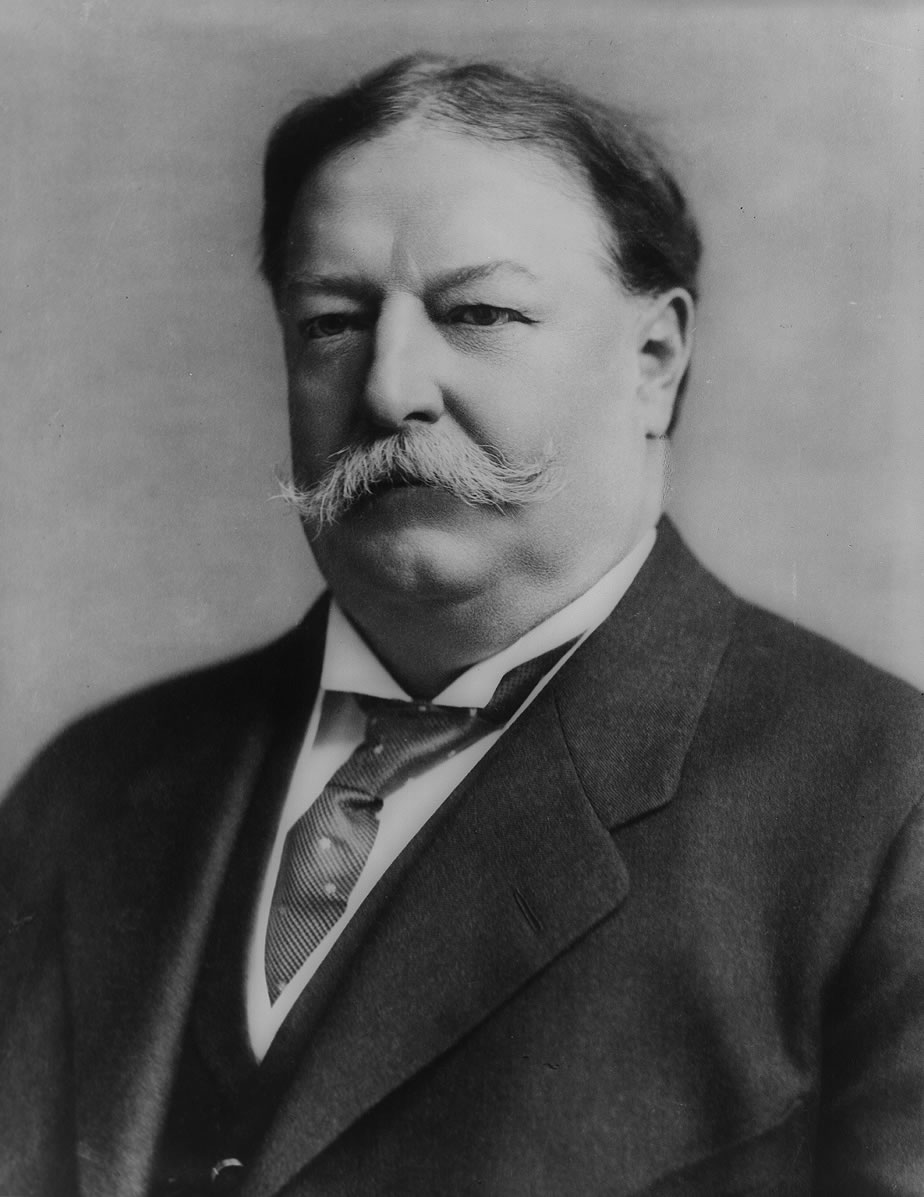
William Howard Taft, 1908

- 08. März: William Howard Taft, 27. Präsident der Vereinigten Staaten (* 1857)
- 11. März: Alfred Biese, deutscher Literaturhistoriker (* 1856)
- 11. März: Silvio Gesell, Begründer der Freiwirtschaftslehre (* 1862)
- 12. März: Alois Jirásek, tschechischer Schriftsteller und Historiker (* 1851)
- 14. März: Martin Grove Brumbaugh, US-amerikanischer Politiker (* 1862)
- 16. März: Miguel Primo de Rivera, spanischer General und Diktator (* 1870)
- 18. März: Julius Zeißig, deutscher Architekt (* 1855)
- 19. März: Arthur Balfour, britischer Politiker (* 1848)
- 20. März: Arthur Andrews, US-amerikanischer Radrennfahrer (* 1876)
- 22. März: Gastone Brilli-Peri, italienischer Rad-, Motorrad- und Automobilrennfahrer (* 1893)
- 24. März: Eugeen Van Mieghem, Künstler (* 1875)
- 01. April: Cosima Wagner, Witwe Richard Wagners und Leiterin der Bayreuther Festspiele (* 1837)
- 02. April: Max von Gutmann, österreichischer Ingenieur und Unternehmer (* 1857)
- 02. April: Zauditu, Kaiserin von Äthiopien (* 1876)
- 03. April: Emma Albani, kanadische Sängerin (* 1847)
- 04. April: Viktoria von Baden, schwedische Königin (* 1862)
- 04. April: Alfred Kaiser, Schweizer Afrika- und Sinaiforscher (* 1862)
- 05. April: Anna Lea Merritt, US-amerikanische Malerin (* 1844)
- 07. April: Octaviano Ambrosio Larrazolo, US-amerikanischer Politiker (* 1859)
- 12. April: Joseph König, deutscher Chemiker (* 1843)
- 13. April: Isidor Mautner, österreichischer Großindustrieller (* 1852)
- 14. April: Wladimir Majakowski, russischer Dichter (* 1893)
- 18. April: Joaquim Arcoverde de Albuquerque Cavalcanti, brasilianischer Erzbischof (* 1850)
- 19. April: Bruno d’Harcourt, französischer Automobilrennfahrer (* 1899)
- 20. April: David Ringger, Schweizer Jurist und Politiker (* 1860)
- 22. April: Jeppe Aakjær, dänischer Schriftsteller (* 1866)
- 22. April: John Peter Russell, australischer Maler, der „verlorene Impressionist“ (* 1858)
- 26. April: Aḥmad Taimūr Pascha, ägyptischer Gelehrter (* 1871)

### Mai/Juni
- 01. Mai: Charles Marchand, kanadischer Folksänger (* 1890)
- 06. Mai: Alexander Kutepow, General im Russischen Bürgerkrieg (* 1882)
- 06. Mai: Ludwig Winter, deutscher Architekt (* 1843)
- 08. Mai: Henning Mankell, schwedischer Komponist (* 1868)
- 08. Mai: Karl Otto Stegmann, deutscher Motorradrennfahrer (* 1901)
- 12. Mai: Paul Panda Farnana, kongolesischer Agronom (* 1888)
- 12. Mai: Pieter Jelles Troelstra, niederländischer Politiker und Dichter (* 1860)

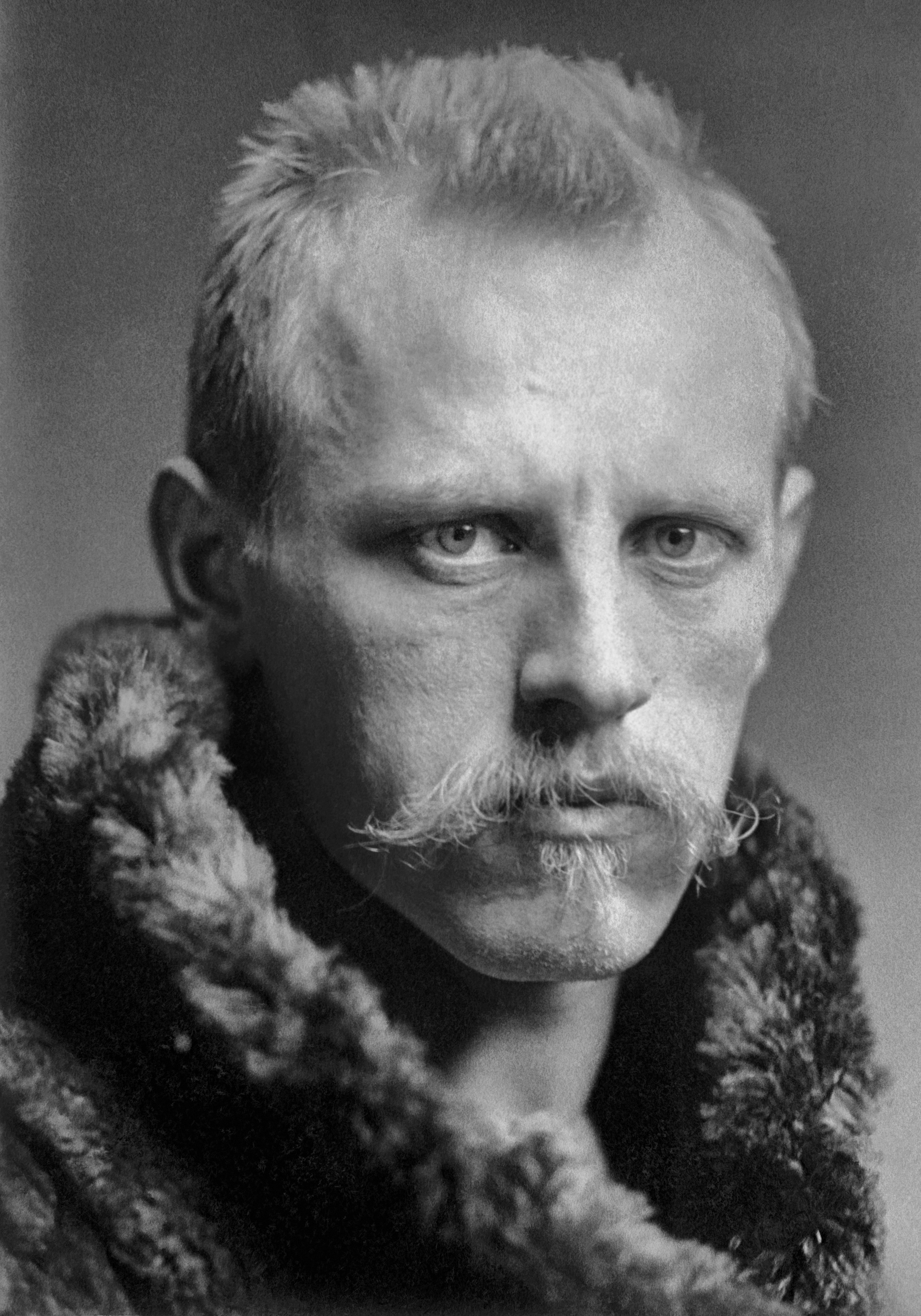
Fridtjof Nansen, 1897

- 13. Mai: Fridtjof Nansen, norwegischer Polarforscher (* 1861)
- 13. Mai: Helene Lange, deutsche Pädagogin und Frauenrechtlerin (* 1848)
- 14. Mai: John P. Buchanan, US-amerikanischer Politiker (* 1847)
- 17. Mai: George Washington Appo, US-amerikanischer Krimineller (* 1856)
- 22. Mai: Jean Francis Auburtin, französischer Maler (* 1866)
- 22. Mai: Rudolf Löw, Schweizer Musiker und Gymnasiallehrer (* 1864)
- 26. Mai: António Augusto da Costa Mota, portugiesischer Bildhauer (* 1862)
- 27. Mai: Alberto Pedrazzini, Schweizer Politiker und Schriftsteller (* 1852)
- 29. Mai: George Washington Lambert, australischer Maler (* 1873)
- 07. Juni: William McAdoo, US-amerikanischer Politiker (* 1853)
- 08. Juni: Leopold Friedrich Anton Ambronn, deutscher Astronom (* 1854)

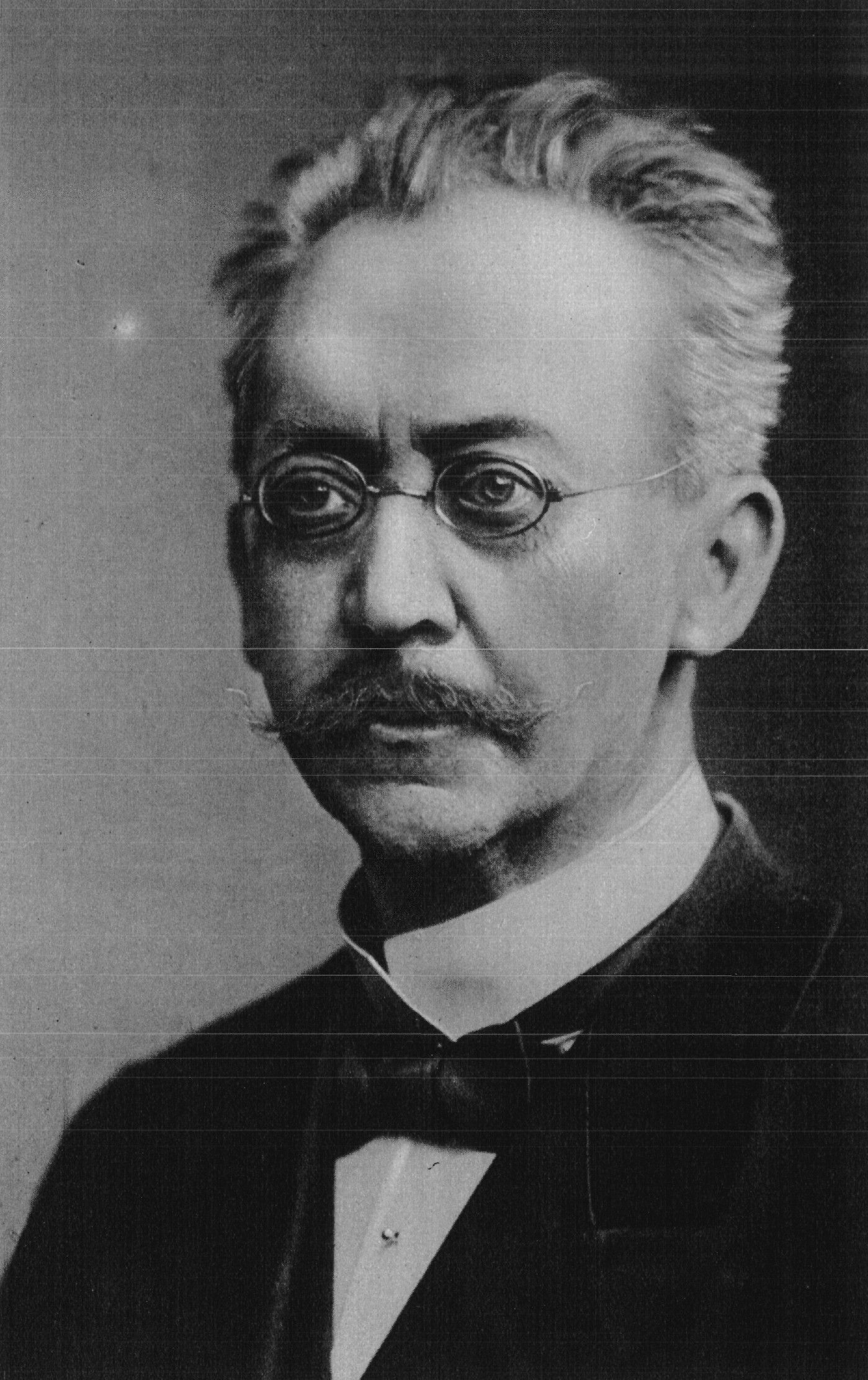
Adolf von Harnack

- 10. Juni: Adolf von Harnack, protestantischer Theologe und Kirchenhistoriker (* 1851)
- 13. Juni: Henry Segrave, britischer Renn- und Rekordfahrer (* 1896)
- 13. Juni: José Antonio Ramos Sucre, venezolanischer Lyriker und Diplomat (* 1890)
- 13. Juni: Lodewijk van Mierop, niederländischer Pazifist und Anarchist (* 1876)
- 21. Juni: Leo Feist, US-amerikanischer Musikverleger (* 1869)
- 21. Juni: Carl Schrader, deutscher Astronom und Bryologe (* 1852)
- 22. Juni: Karl von Amira, deutscher Rechtshistoriker (* 1848)
- 27. Juni: Kakuza Tscholoqaschwili, georgischer Partisanenführer (* 1888)

### Juli/August
- 06. Juli: Conrad von Seelhorst, deutscher Agrarwissenschaftler (* 1853)

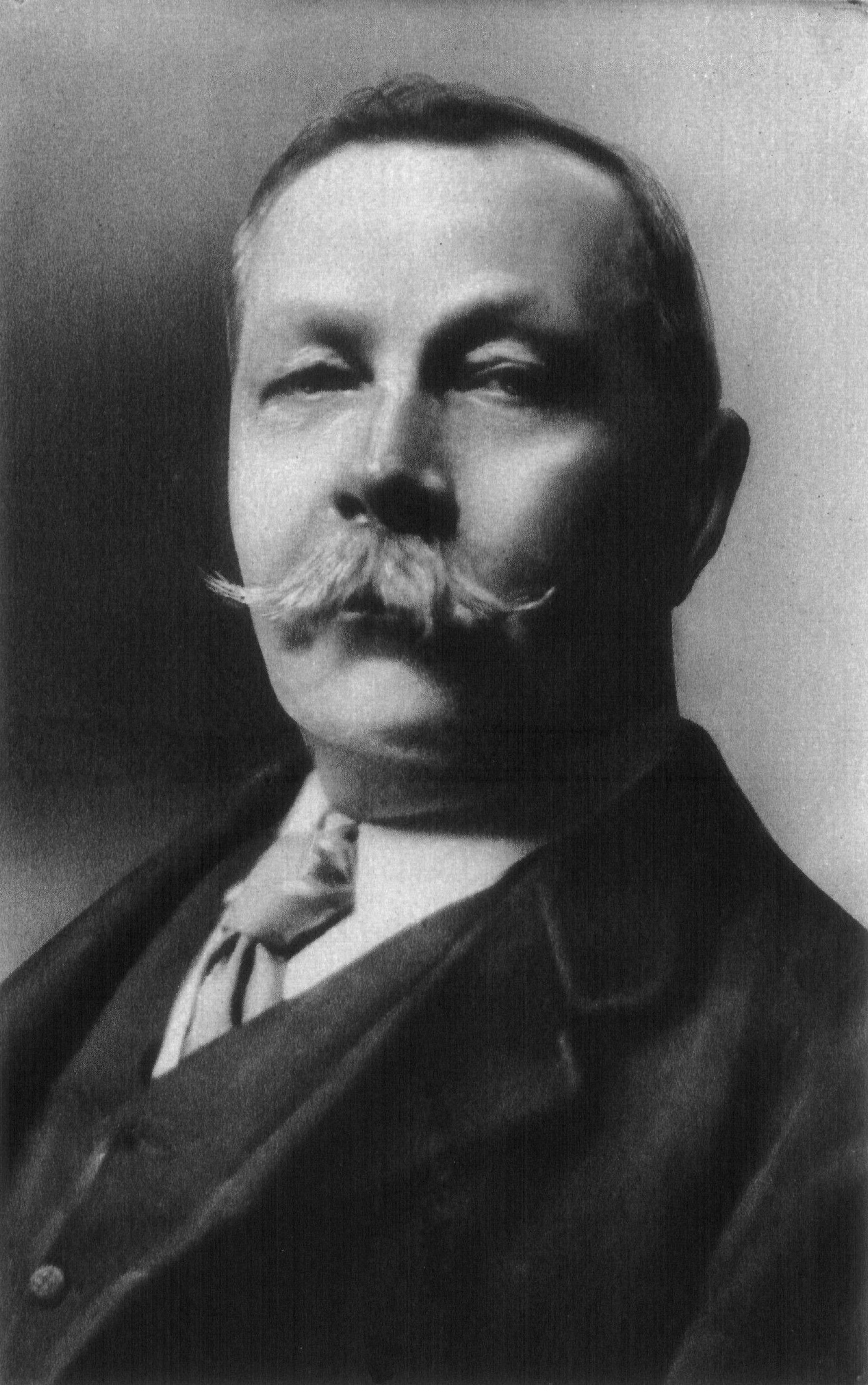
Arthur Conan Doyle

- 07. Juli: Arthur Conan Doyle, britischer Arzt und Schriftsteller, Schöpfer von Sherlock Holmes (* 1859)
- 07. Juli: Julius Hart, deutscher Dichter und Literaturkritiker des Naturalismus (* 1859)
- 11. Juli: Andon Zako Çajupi, albanischer Schriftsteller und Übersetzer (* 1866)
- 13. Juli: Joseph Anglade, französischer Romanist, Provenzalist und Mediävist (* 1868)
- 13. Juli: Eugen von Finckh, oldenburgischer Ministerpräsident (* 1860)
- 15. Juli: Leopold Auer, ungarischer Violinist, Violinpädagoge und Dirigent (* 1845)
- 16. Juli: Juan Luis Sanfuentes, chilenischer Politiker (* 1858)
- 16. Juli: Justus Strandes, deutscher Kaufmann und Politiker (* 1859)
- 25. Juli: Emil Claar, deutscher Schauspieler, Schriftsteller und Intendant (* 1842)
- 27. Juli: Alfred Friedrich Bluntschli, Schweizer Architekt (* 1842)
- 28. Juli: Allvar Gullstrand, schwedischer Augenarzt, Nobelpreisträger (* 1862)
- 29. Juli: Alexander von Fielitz, deutscher Komponist (* 1860)
- 30. Juli: Joan Gamper, Mitbegründer des FC Barcelona (* 1877)
- 03. August: Joseph Anton Sickinger, deutscher Gymnasiallehrer, Stadtschulrat und Schulreformer (* 1858)
- 04. August: Siegfried Wagner, deutscher Komponist und Leiter der Bayreuther Festspiele (* 1869)
- 07. August: Vicente Tosta Carrasco, Präsident von Honduras (* 1881)
- 11. August: Edward H. Angle, US-amerikanischer Kieferorthopäde (* 1855)
- 11. August: J.E. Casely Hayford, ghanaischer Politiker und Schriftsteller (* 1866)
- 13. August: Michele Ceriana Mayneri, italienischer Politiker, Industrieller und Fußballspieler (* 1861)
- 13. August: Jacobus Adrianus Cornelis van Leeuwen, niederländischer reformierter Theologe (* 1870)
- 15. August: Hermann Hiltl, Offizier der k.u.k. Armee und Führer der Frontkämpfervereinigung Deutsch-Österreichs (* 1872)
- 26. August: Lon Chaney, US-amerikanischer Schauspieler (* 1883)
- 26. August: Thomas Sterling, US-amerikanischer Politiker (* 1851)
- 30. August: Rudolf Wartmann-Füchslin, Schweizer Ingenieur und Bauunternehmer (* 1873)
- 31. August: Eduard Meyer, deutscher Althistoriker und Ägyptologe (* 1855)

### September/Oktober
- 03. September: David Simons, niederländischer Rechtswissenschaftler (* 1860)
- 04. September: Wladimir Arsenjew, russischer Forschungsreisender und Schriftsteller (* 1872)
- 05. September: Johan d’Aulnis de Bourouill, niederländischer Ökonom (* 1850)
- 06. September: Abraham Mozes Reens, niederländischer Anarchist (* 1870)
- 14. September: Käthe Buchler, deutsche Fotografin und Pionierin der Farbfotografie (* 1876)
- 16. September: Alois Delug, österreichischer Maler (* 1859)
- 17. September: Maurice Cappé, französischer Automobilrennfahrer (* 1887)
- 18. September: John Lind, US-amerikanischer Politiker (* 1854)
- 19. September: Hendrik Zwaardemaker, niederländischer Physiologe (* 1857)
- 21. September: Hans Bußmeyer, deutscher Komponist (* 1853)
- 21. September: Bernhard Duhr, deutscher Jesuit, Theologe und Historiker (* 1852)
- 23. September: Charles Manly Stedman, US-amerikanischer Politiker (* 1841)
- 24. September: Otto Mueller, deutscher Maler des Expressionismus (* 1874)
- 25. September: Abram Jefimowitsch Archipow, russischer Maler (* 1862)
- 28. September: Leopold von Bayern, deutscher Generalfeldmarschall (* 1846)
- 29. September: Ilja Repin, russischer Maler (* 1844)
- 03. Oktober: Friedrich Ludwig, deutscher Musikhistoriker (* 1872)
- 04. Oktober: Friedrich Carl Andreas, deutscher Iranist und Orientalist (* 1846)
- 05. Oktober: Stina Berg, schwedische Schauspielerin (* 1869)
- 15. Oktober: Herbert Henry Dow, kanadisch-US-amerikanischer Chemiker und Industrieller (* 1866)
- 21. Oktober: Elisabeth Altmann-Gottheiner, deutsche Hochschullehrerin und Frauenrechtlerin (* 1874)
- 22. Oktober: Mathieu Dreyfus, elsässischer Industrieller (* 1857)
- 23. Oktober: Giuseppe Aiello, italo-amerikanischer Mobster (* 1890)
- 24. Oktober: Paul Émile Appell, französischer Mathematiker (* 1855)
- 31. Oktober: Alexandre Guillot, Schweizer evangelischer Geistlicher (* 1849)

### November/Dezember
- 01. November: Karl Oettinger, österreichischer Chemiker und Hochschullehrer (* 1868 oder 1869)
- 02. November: Viggo Jensen, dänischer Sportler (* 1874)
- 02. November: Johannes Mohn, deutscher Verleger (* 1856)
- 03. November: Rosalía Abreu, kubanische Tierzüchterin und Verhaltensforscherin (* 1862)
- 04. November: Yoshifuru Akiyama, japanischer General (* 1859)
- 05. November: Christiaan Eijkman, niederländischer Hygieniker (* 1858)
- 07. November: Victor Beigel, englischer Pianist und Gesangspädagoge (* 1870)
- 08. November: Hans Suter, Schweizer Jurist und Politiker (* 1860)
- 09. November: Tasker H. Bliss, US-amerikanischer General und Diplomat (* 1853)
- 11. November: T. Coleman du Pont, US-amerikanischer Geschäftsmann und Politiker (* 1863)
- 12. November: John M. Gearin, US-amerikanischer Politiker (* 1851)
- 14. November: Jules Perréard, Schweizer Unternehmer und Politiker (* 1862)

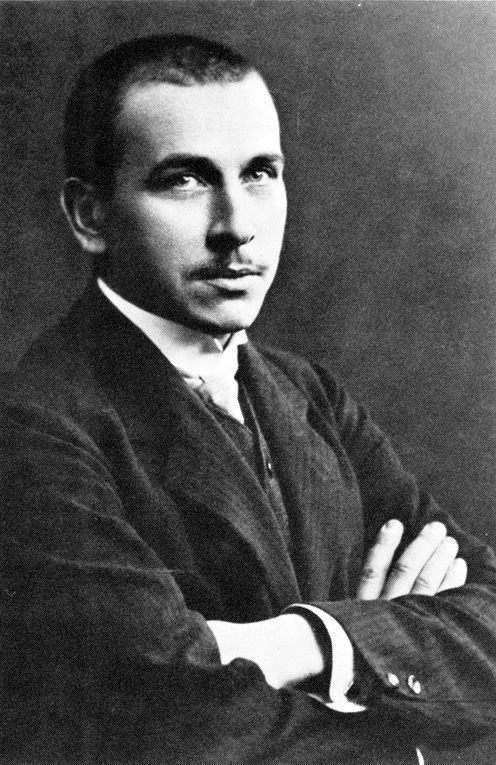
Alfred Wegener, 1910

- um den 15. November: Alfred Wegener, deutscher Meteorologe und Geowissenschaftler (* 1880)
- 16. November: Karl Geiser, Schweizer Hochschullehrer, Behördenleiter und Heimatforscher (* 1862)
- 17. November: Hans Kniep, deutscher Botaniker (* 1881)
- 18. November: Käthe Schirmacher, deutsche Frauenrechtlerin (* 1865)
- 21. November: Simon Angerpointner, deutscher Politiker (* 1854)
- 21. November: Ernst Fuchs, österreichischer Augenarzt (* 1851)
- 21. November: Pierre Maillon, französischer Automobilrennfahrer (* 1880)
- 22. November: August Heisenberg, deutscher Byzantinist (* 1869)
- 26. November: Otto Sverdrup, norwegischer Polarforscher (* 1854)
- 28. November: Otto Schubert, deutscher Architekt und Baumeister (* 1854)
- 30. November: Michel Vieuchange, französischer Abenteurer (* 1904)
- 01. Dezember: Adolph Hoffmann, Abgeordneter im Reichstag (* 1858)
- 03. Dezember: Václav Laurin, tschechischer Mechaniker und Fabrikant (* 1865)
- 07. Dezember: Werner Borchardt, deutscher Physiologe und Klimatologe (* 1900)
- 07. Dezember: Noe Ramischwili, georgischer Premierminister (* 1881)
- 08. Dezember: Charles D. Kimball, US-amerikanischer Politiker (* 1859)
- 09. Dezember: Eugen Brandeis, deutscher Ingenieur und Kolonialbeamter (* 1846)
- 09. Dezember: Jeanne Macherez, französische Krankenschwester und Kriegsheldin (* 1852)
- 12. Dezember: Lee Slater Overman, US-amerikanischer Politiker (* 1854)
- 17. Dezember: Frank L. Greene, US-amerikanischer Politiker (* 1870)
- 18. Dezember: Edward José, belgischer Schauspieler, Filmregisseur, Drehbuchautor und Filmproduzent (* 1865)
- 19. Dezember: Conrad Willgerodt, deutscher Chemiker (* 1841)
- 20. Dezember: Ernst Amme, deutscher Ingenieur und Industrieller (* 1863)
- 22. Dezember: Vintilă Brătianu, rumänischer Politiker und Ministerpräsident (* 1867)
- 23. Dezember: Marie Fillunger, österreichische Sängerin (* 1850)
- 24. Dezember: Oskar Nedbal, böhmischer Komponist und Dirigent (* 1874)
- 25. Dezember: Eugen Goldstein, deutscher Physiker (* 1850)
- 25. Dezember: Harvey Worthington Loomis, US-amerikanischer Komponist (* 1865)
- 29. Dezember: Oscar Borg, norwegischer Komponist, Dirigent, Organist und Flötist (* 1851)

### Genaues Todesdatum unbekannt
- Juan María Aubriot, uruguayischer Architekt (* 1874/1876)